# Corneliu Ionescu

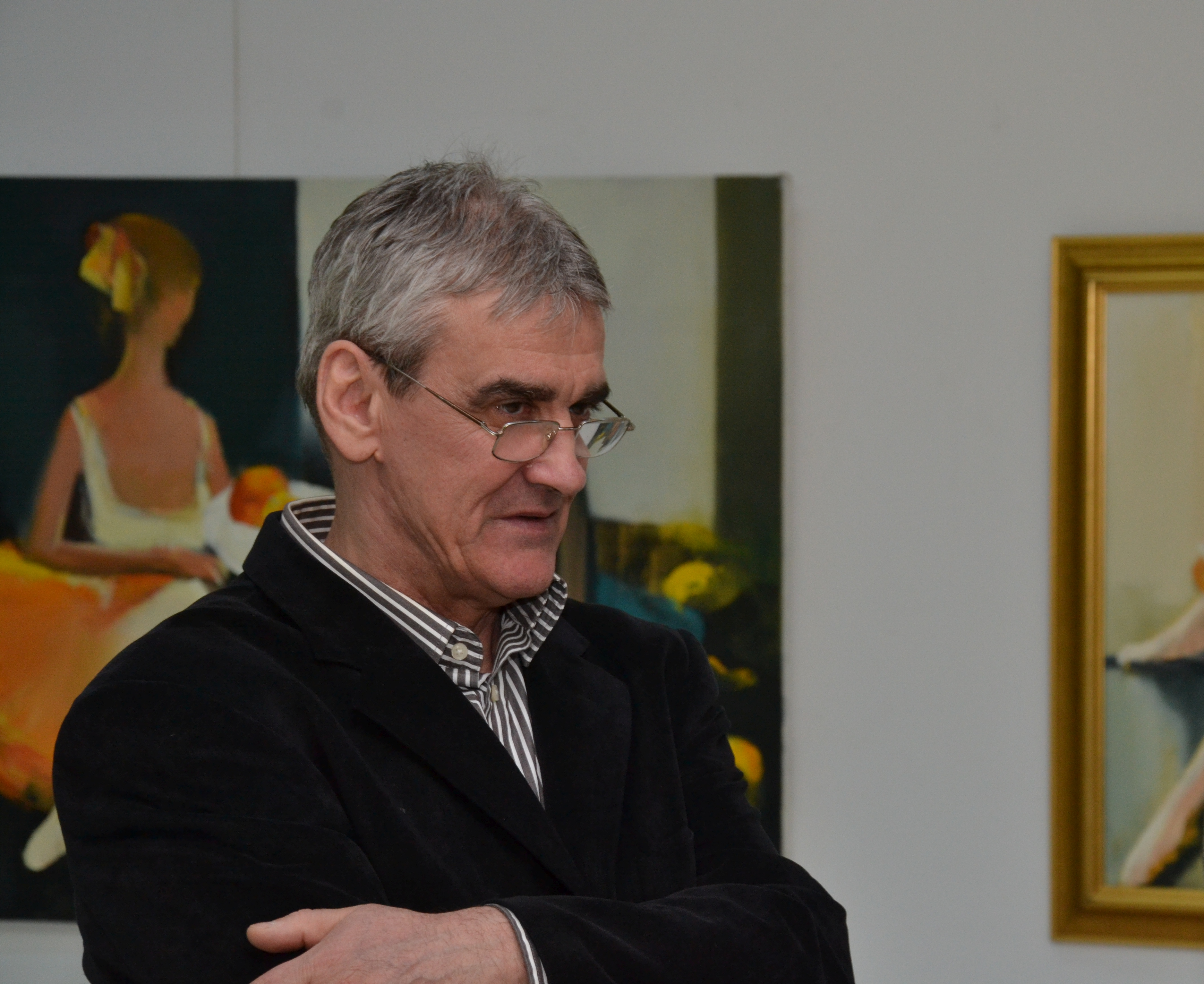
Corneliu Ionescu - 2015

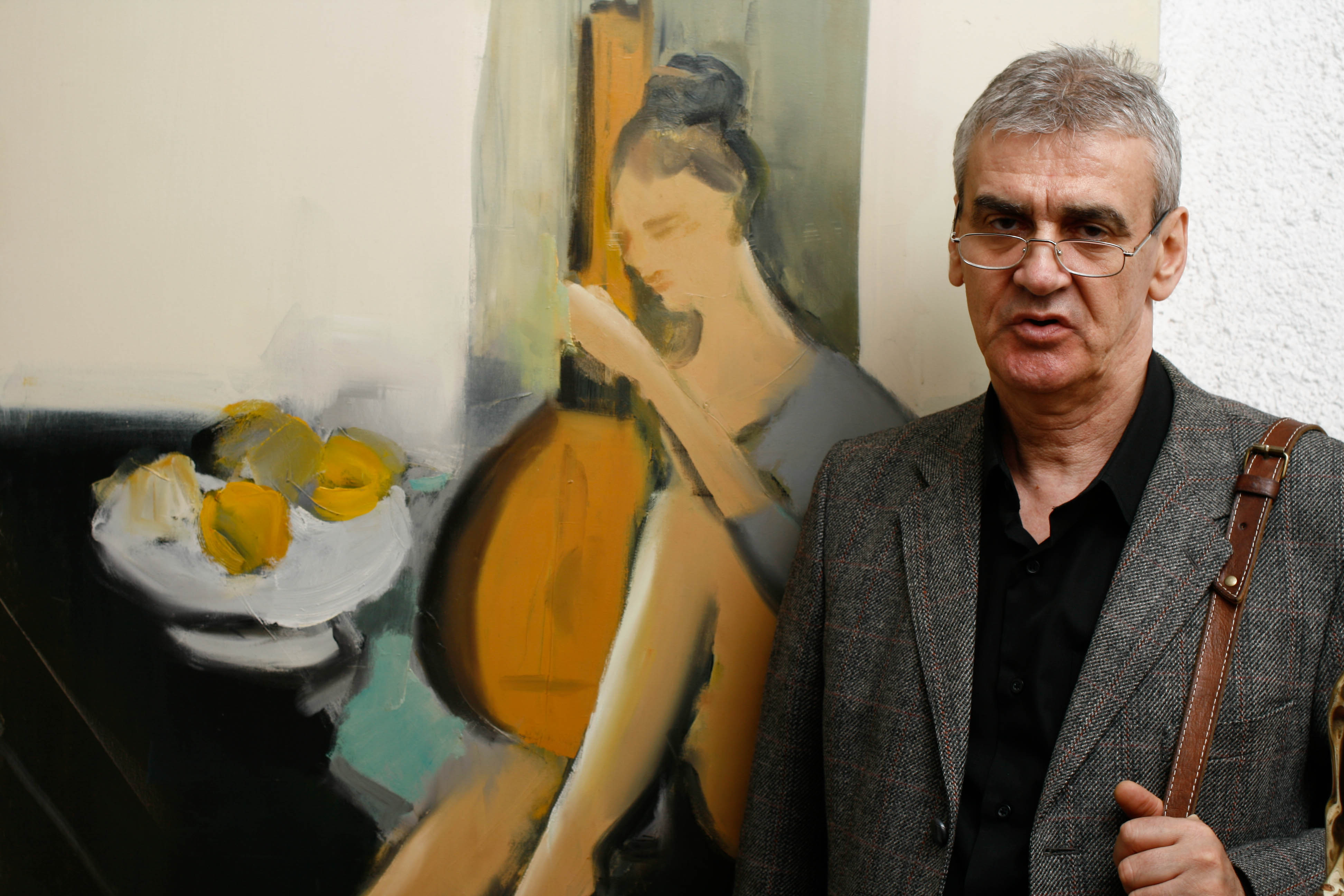
Corneliu Ionescu - 2016

Corneliu Ionescu (n. 20 februarie 1956, Pitești, România) este un pictor român contemporan, reprezentant al expresionismului și postmodernismului. Încă din anii liceului și apoi la Academia de Arte din București a avut dascăli pe Sorin Ilfoveanu, Zamfir Dumitrescu și pe Ștefan Câlția. La academie a fost elevul profesorului Gheorghe Șaru.
Pentru o lungă perioadă, după absolvirea academiei, a fost creatorul pasional al naturilor statice redefinind constant elementele constitutive și deosebit de expresive cum erau fructierele, vazele și instrumentele muzicale. În acest mod și-a constituit identitatea stilistică a acestei perioade de creație, printr-o paletă simplă, alcătuită din alb, negru și câteva griuri colorate reci. Accentele cromatice calde erau rarisime, ele având rolul de a centra vizual compoziția.
Odată cu tematica balerinelor, s-au produs transformări importante în abordarea cromatică a compozițiilor. Din anul 2001, cromatica s-a încălzit continuu, lăsând loc în structura creației lui Corneliu Ionescu galbenului, roșului și portocaliului. Siluetele balerinelor au fost puse în diferite ipostaze, în atmosfere contemplative și grațioase, mai ales în posturi statice, imaginile pe care artistul le-a creat de atunci încoace devenind pentru opera sa cele mai cunoscute din întreaga sa carieră.
Începând din anul 1989, Corneliu Ionescu a început să fie cunoscut de către publicul de artă plastică din România drept „pictorul balerinelor”. A fost comparat adesea cu Edgar Degas și a și devenit un fel de Degas autohton, care, fără să ia în considerare riscul căderii în monotonie și manierism, a reușit să-și găsească succesul concentrându-se pe un singur subiect.
„Dar, pentru că tot am adus în discuție atitudinea constant contemplativă a dansatoarelor lui Corneliu Ionescu, poate că este momentul să observăm că apropierea acestuia de Edgar Degas, apropiere pe care unii comentatori susțin că ar fi sesizat-o comparând operele celor doi, este cât se poate de superficială, fiind „întemeiată” exclusiv pe banalul și întâmplătorul fapt că ambii au pictat balerine (adică, aproape pe nimic consistent și semnificativ din perspectivă strict estetică!). Nu este deci de mirare că s-a  omis în interpretările cu pricina un aspect care sare pur și simplu în ochi, o diferență specifică esențială, și anume că, dincolo de multe și substanțiale alte deosebiri, pictorul francez a urmărit prin frecventa ilustrare a subiectului în cauză surprinderea mișcării, a dinamicii dansului, în timp ce artistul român a pus accentul mai degrabă pe ipostazele statice ale acestuia  și pe grația pasivă, decorativă a trupului feminin.”—Corneliu Ostahie - Martor vizual, Editura Detectiv - Artă, București, 2013, pag. 91
Dansatoarele sunt surprinse în lucrările sale în diferite ipostaze umane, calde, firești, stând parcă fiecare pe unde poate, în culise, lângă artist sau în atelierul său. Corneliu Ionescu reușește prin opera sa, să redea o imagine de impact în arta vizuală și în același timp foarte agreabilă. Opera sa este asociată în principal cu tematica dansului și a expresiei corporale surprinsă în ipostaze coregrafice cu eleganță și cu o senzualitate teatrală remarcabilă.

## Biografie

### Copilăria / Precizarea vocației
Corneliu Ionescu s-a născut în data de 20 februarie 1956 la Pitești în familia lui Valeriu și Maria Ionescu, născută Petrovici. În copilărie era un băiat zvăpăiat și juca mai tot timpul fotbal. Cei din familia sa spuneau că pentru a-l potoli trebuiau să-i dea niște creioane colorate să deseneze. Când a ajuns în clasa a patra de gimnaziu, reușise să deseneze o cană, cu umbre și proporții, mai bine decât învățătoarea sa. Îi plăcea foarte mult desenul. Familia dorea pentru el o carieră serioasă și nu una de zugrav, așa cum se spunea la țară picturii. La maturitate, Corneliu Ionescu a menționat despre începuturile sale în ale picturii că:
... pur și simplu îmi plăcea pictura... Am luat chiar premiul întâi pe oraș la un concurs de desene pe asfalt, cu cretă colorată, pe strada mare a Piteștiului.
Deprinderile sale cu arta plastică, precum și celebritatea, s-au evidențiat în vremea liceului. Corneliu Ionescu participa la editarea revistei școlii intitulată Salba argeșeană, făcând desene cu evenimentele liceului. El era semnatarul rubricii de grafică satirică a revistei.

### Cariera artistică

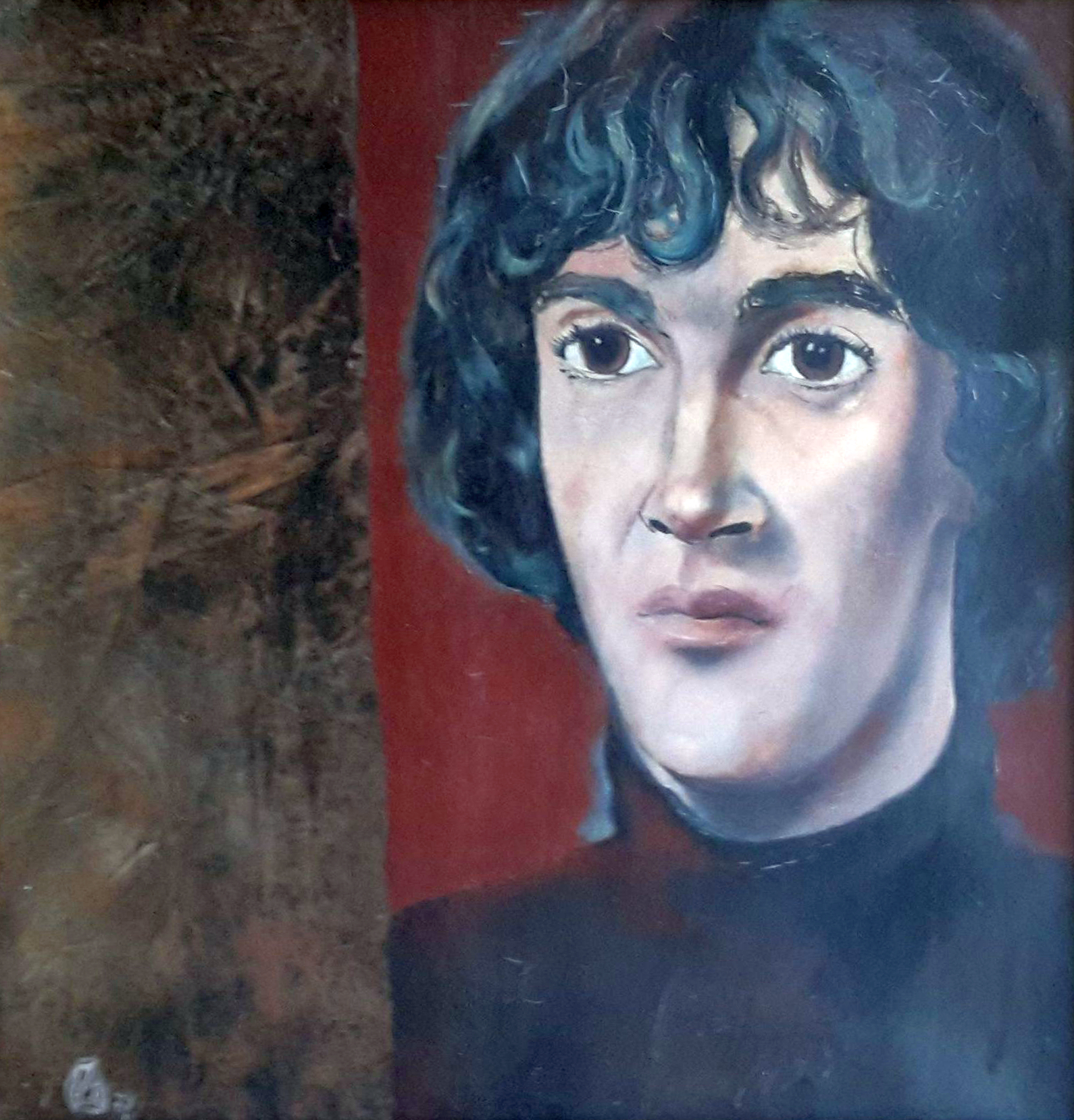
Corneliu Ionescu - de Zamfir Dumitrescu - [1978]

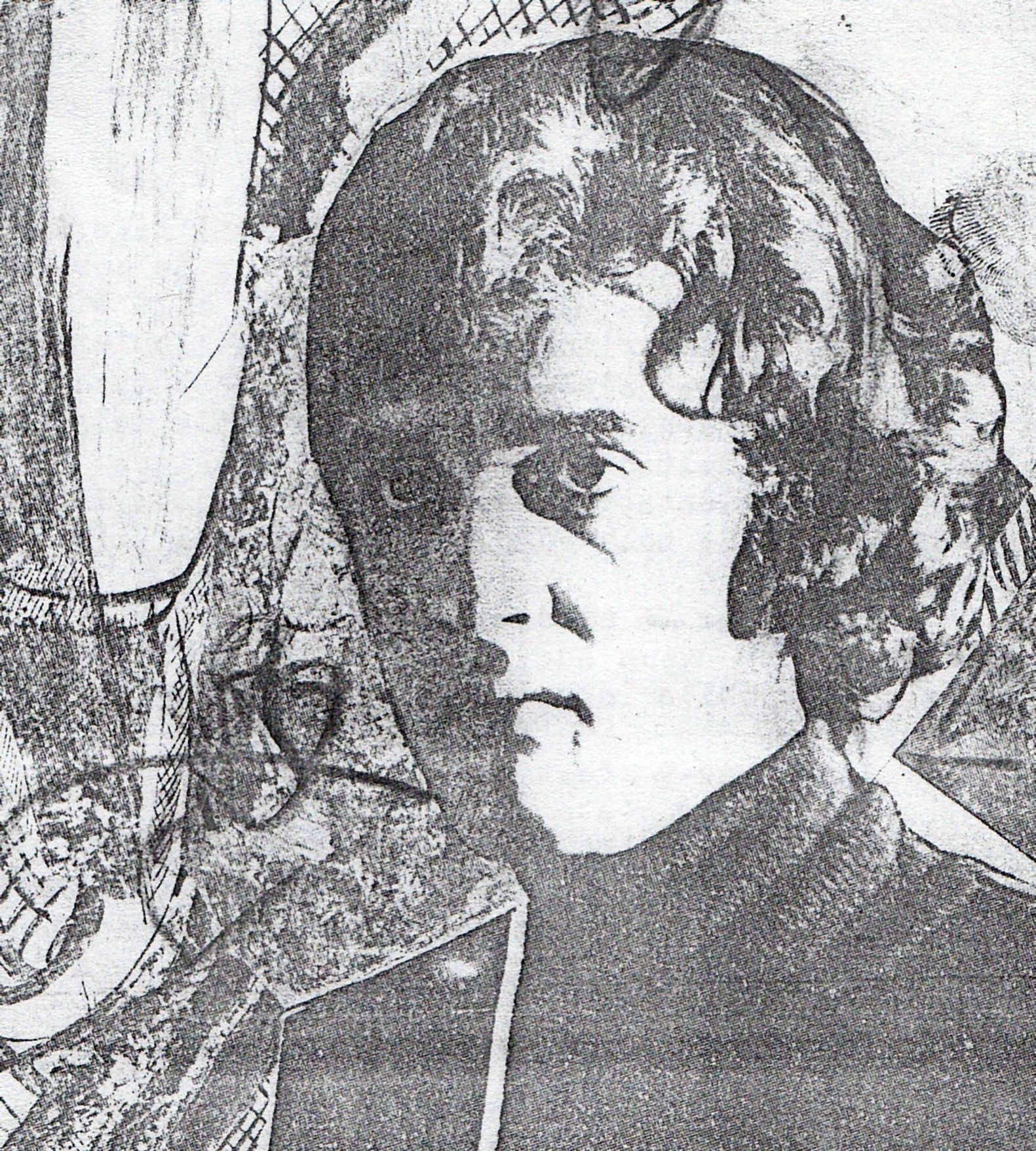
Corneliu Ionescu - foto [1979

A urmat cursurile Academiei de Artă din București pe care le-a absolvit în anul 1980 la clasa profesorului Gheorghe Șaru. Încă din anii liceului și apoi la academie a avut dascăli pe Sorin Ilfoveanu, Zamfir Dumitrescu și pe Ștefan Câlția. Înaintea absolvirii Academiei de Artă, pictorul Corneliu Ionescu a debutat în arta plastică fiind laureat al Festivalului Național de Artă Studențească din anul 1977 și mai apoi, în anul 1980 a obținut premiul revistelor „Amfiteatru” și „Viața Studențească”.
Debutul expozițional, Corneliu Ionescu l-a avut în cadrul Festivalului național de artă studențească din Sibiu - 1975. În timpul aniilor de studii la Academia de Arte din București a expus lucrări la Expoziția intinerantă de artă plastică - 1977, la Bienala tineretului din Iași - 1978, la prima expoziție personală de la Teatrul Mic din București din anul - 1978 și la Galeriile Amfiteatru din București - 1979, unde a prezentat unsprezece picturi intitulate Atelier, Masă cu obiecte, Fructe și obiecte, Natură statică cu scoică, Natură statică, Eva, Portret cu draperie, Studentă, Peisaj industrial, Peisaj agrar și Portret. În perioada 1991 - 1995, Corneliu Ionescu a fost profesor la Academia „Atheneum” din București și este membru al Uniunii Artiștilor Plastici din România din anul 1990.

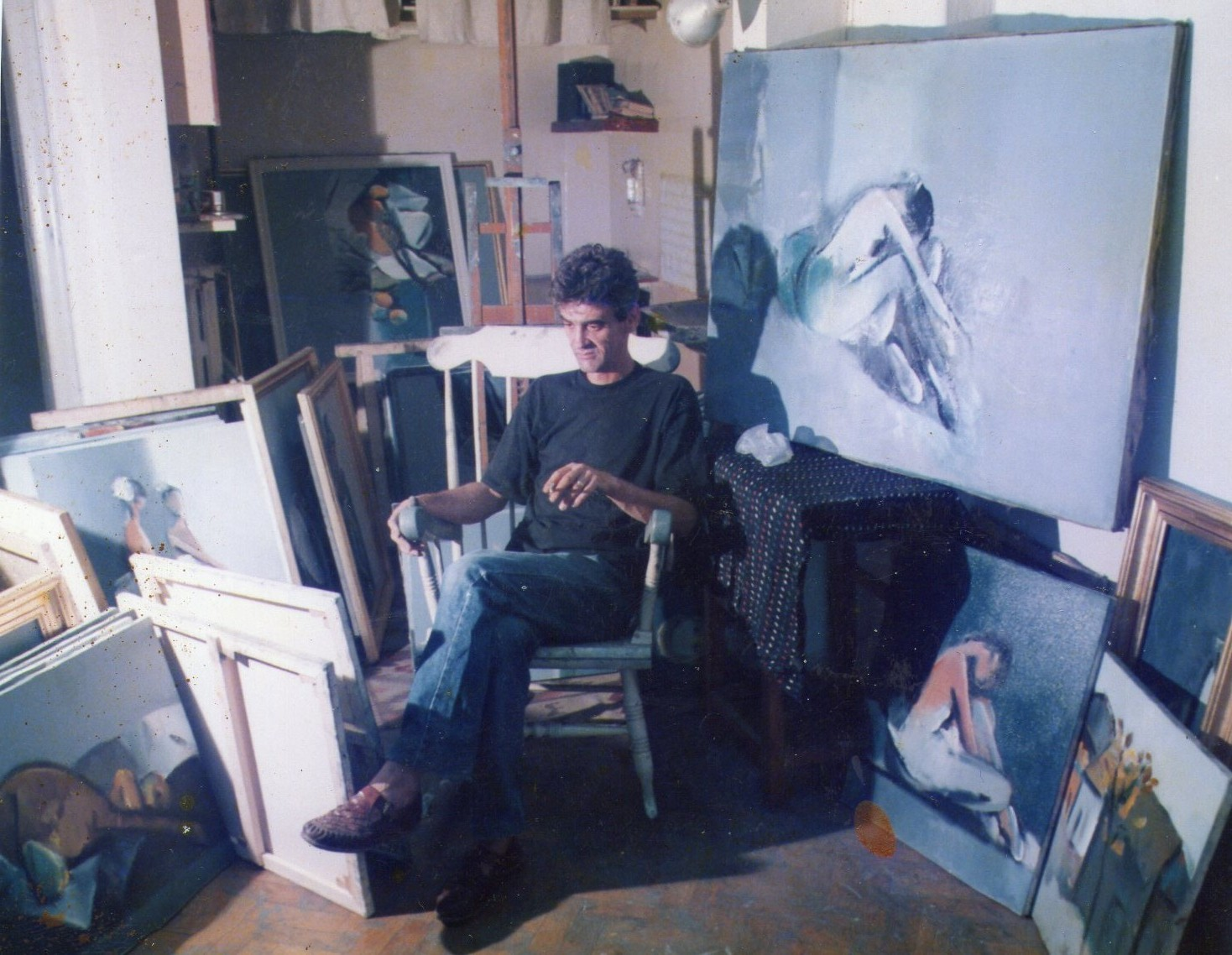
În atelier (1996)
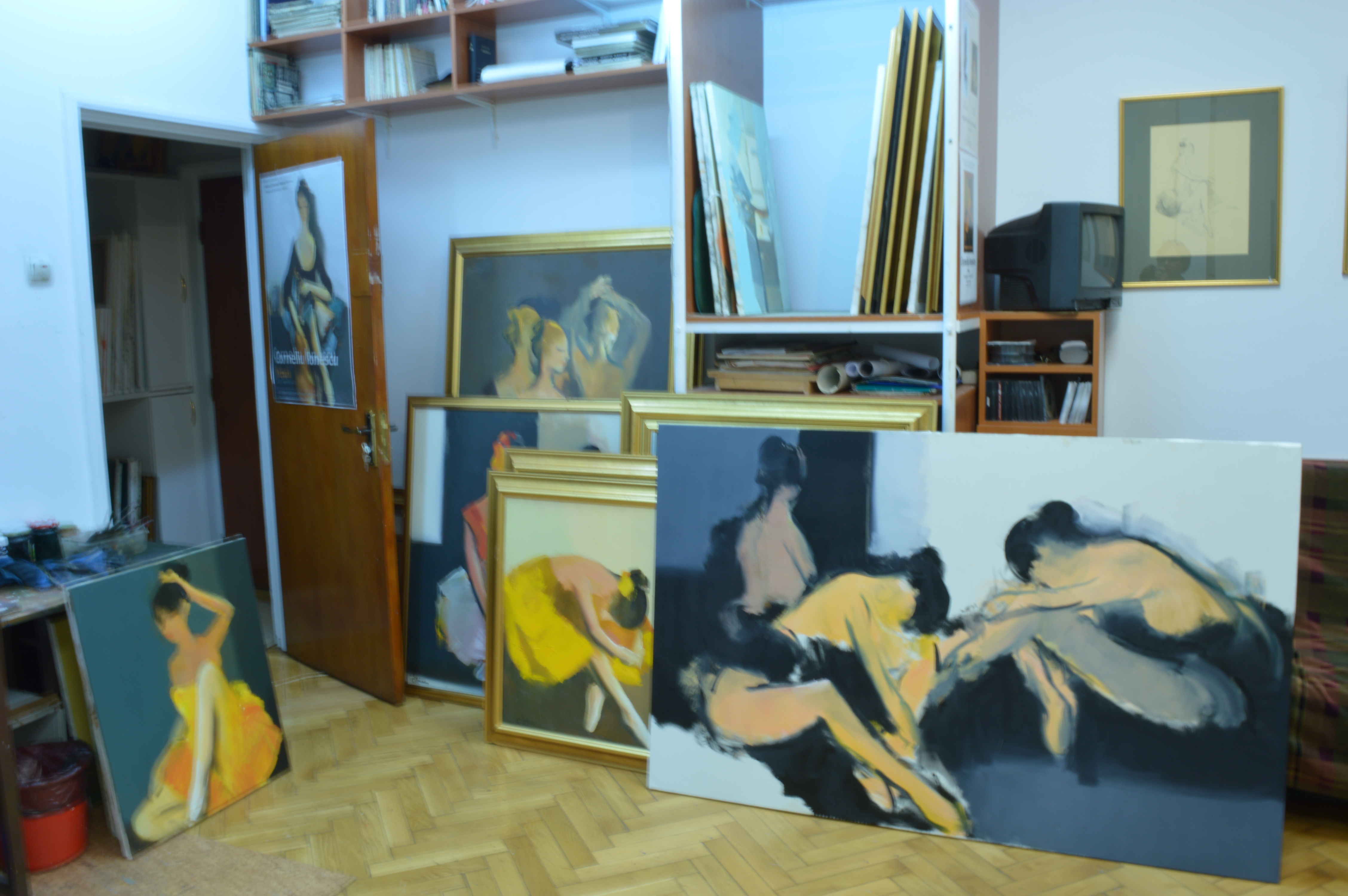
... (2014}
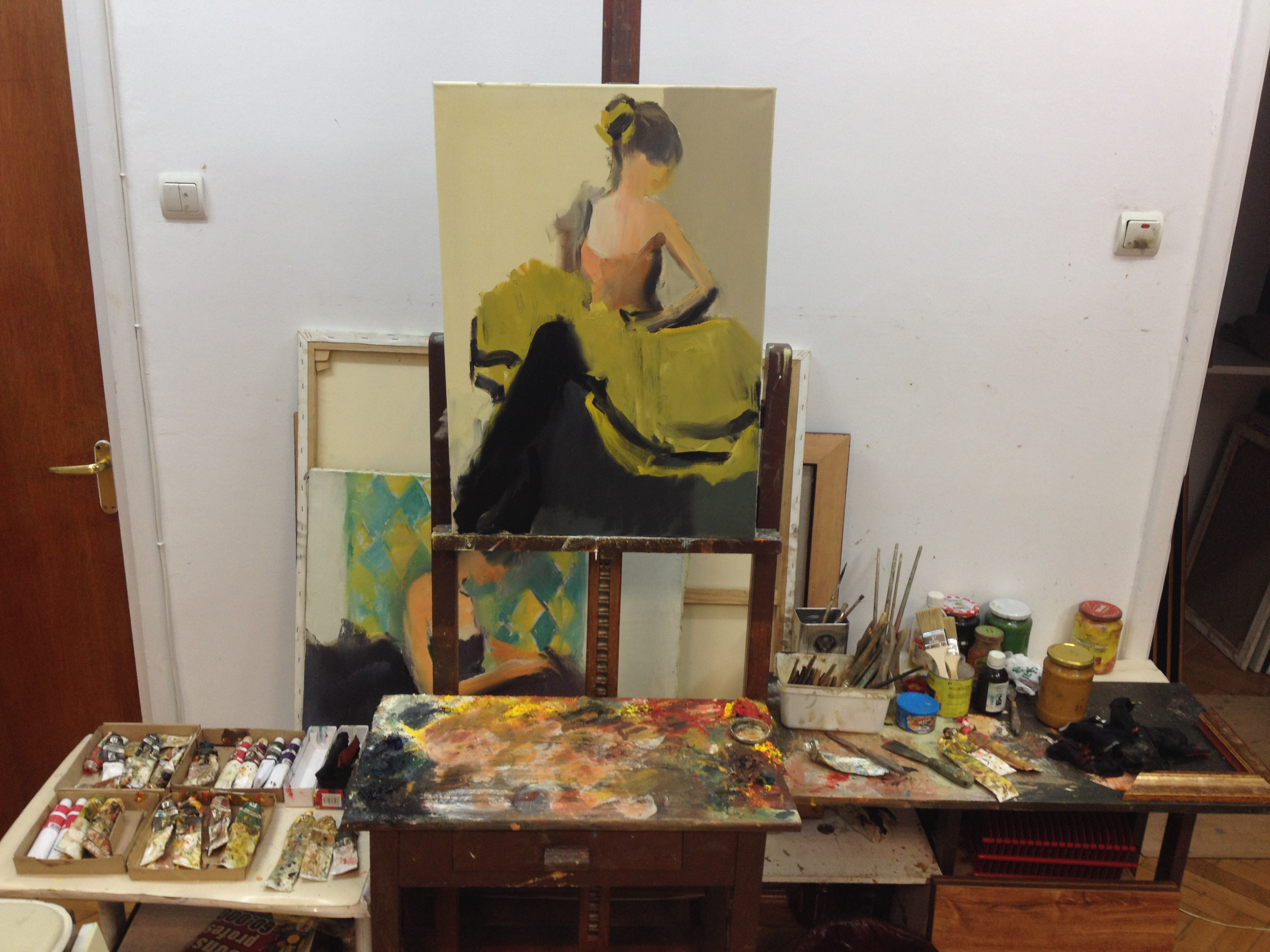
... (2016)
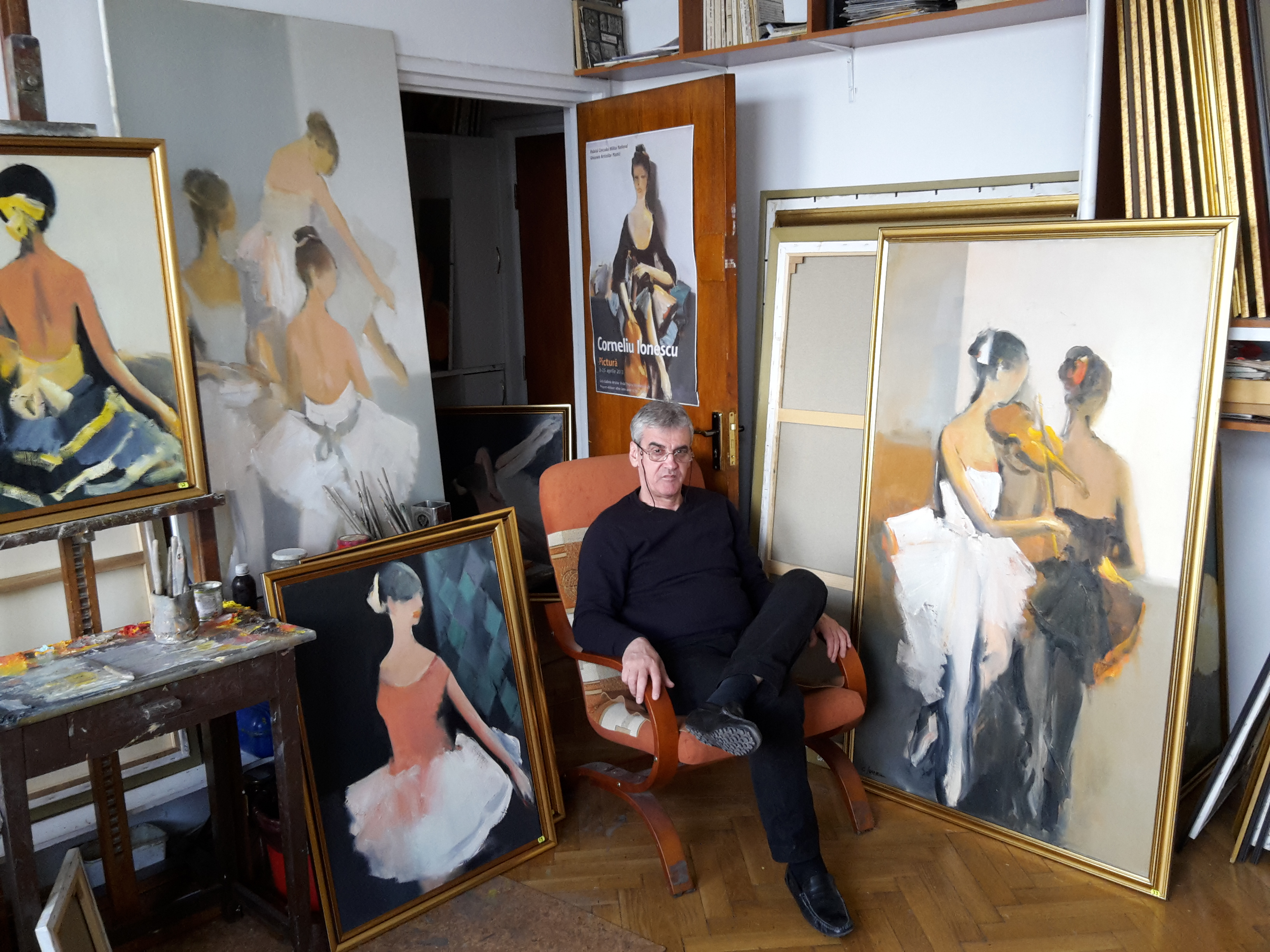
... (2016)

Metoda pedagogică aplicată de profesorul Gheorghe Șaru a fost neimpunerea niciunei metode pentru a evita ca studenții săi să aibă tentația mimetismului prin preluarea de teme și moduri de abordare ale înaintașilor. Prin acest demers, Gheorghe Șaru a relevat elevilor săi un adevăr simplu care i-a împins pe aceștia din urmă pe calea căutărilor originale în artă. Astfel, în opinia sa, a te conduce după principiile călăuzitoare oferite de altul, este cel mai simplu mod de a rătăci calea, care în artă ar trebui diriguită prin asumarea găsirii soluțiilor personale ce dau libertate căutărilor. Ca urmare a unui astfel mod de a pune problema în însușirea metodicii, rezultatele nu s-au lăsat prea mult așteptate și mulți colegi pe care Corneliu Ionescu i-a avut la Academia de Arte din București, cum au fost Constantin Daradici și  Ioan Popa, au evoluat din punct de vedere stilistic pe direcții foarte diferite.

Naturile statice în opera lui Corneliu Ionescu
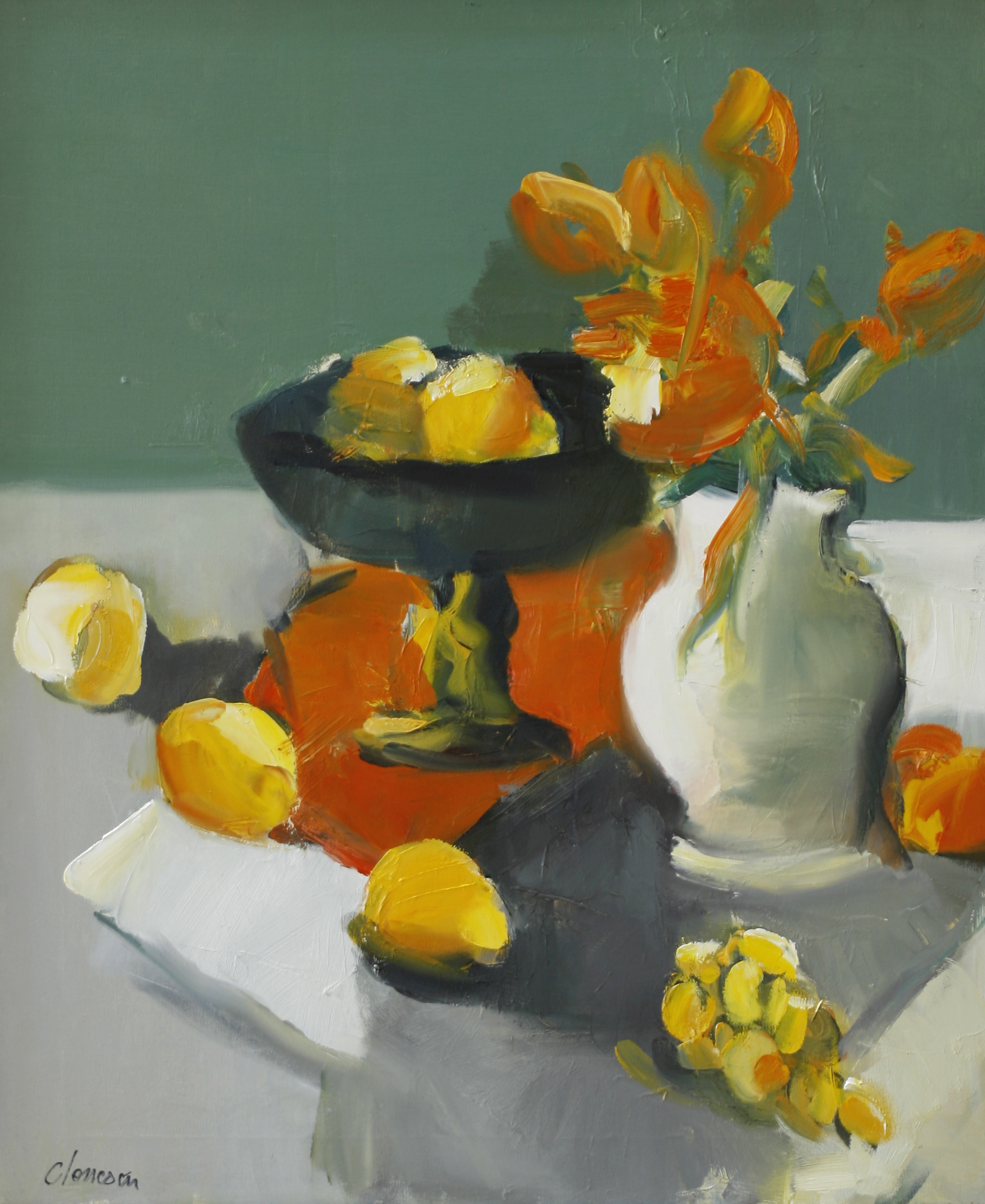
Fructe și flori
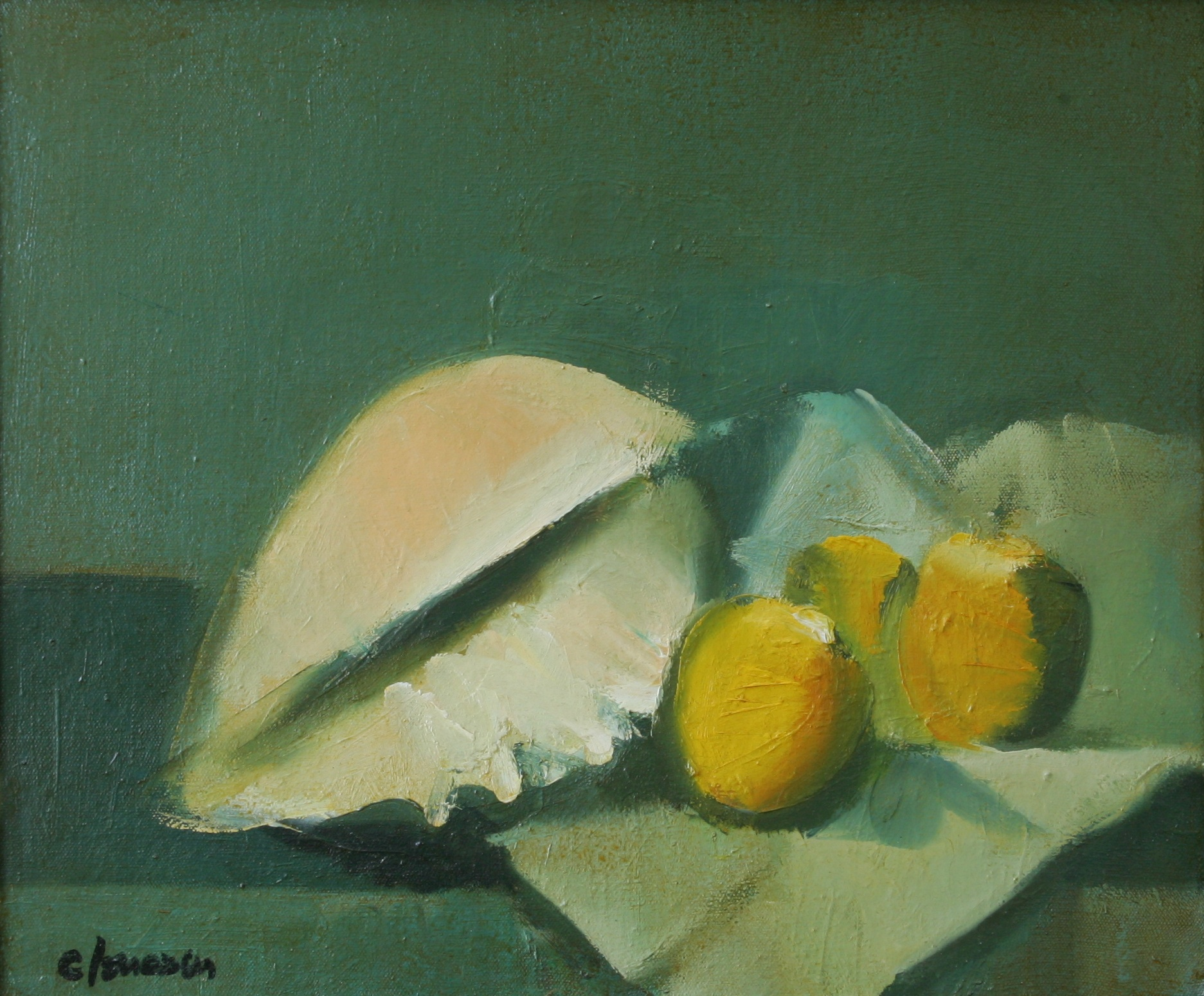
Natură statică cu scoică
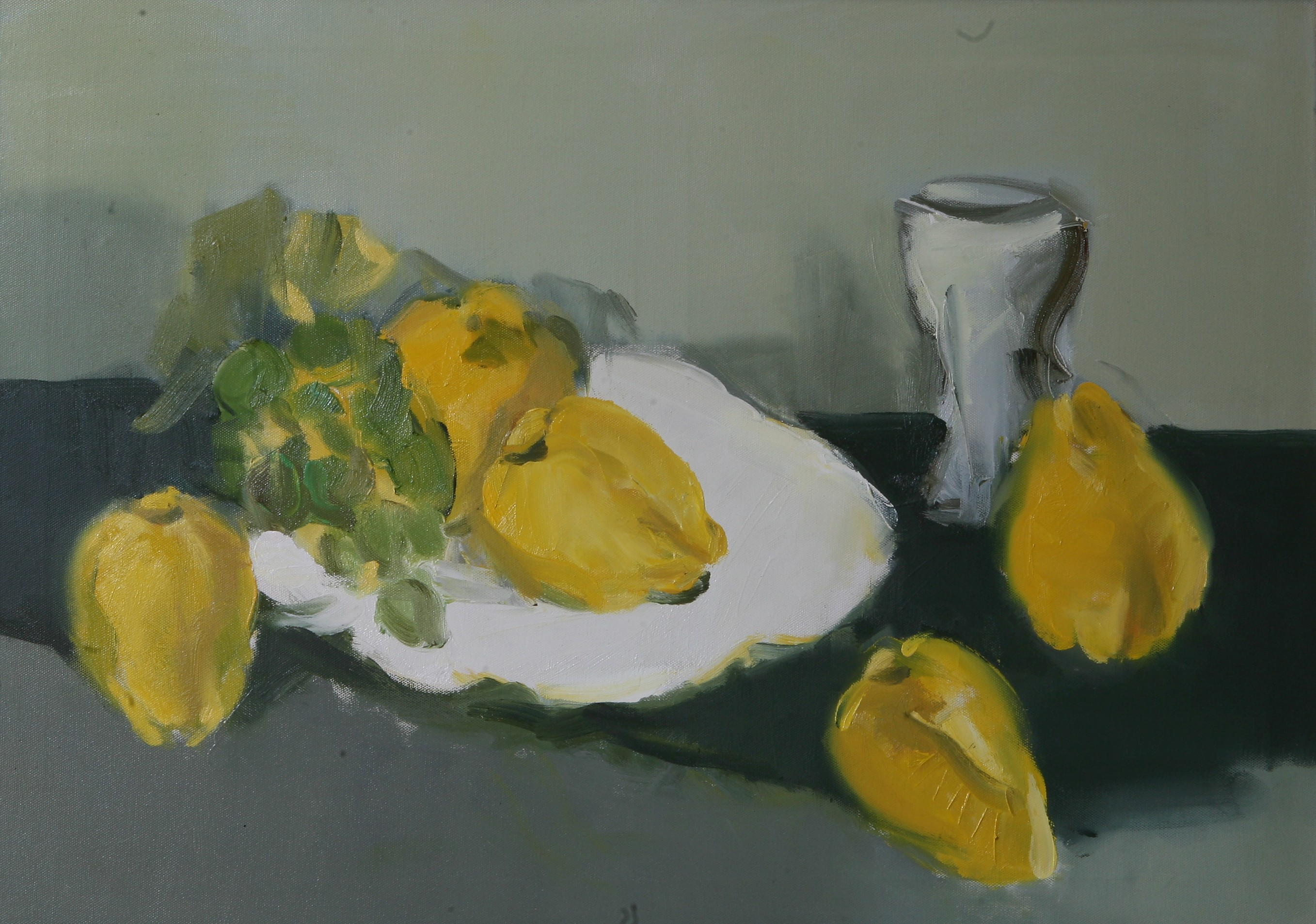
Fructe și obiecte
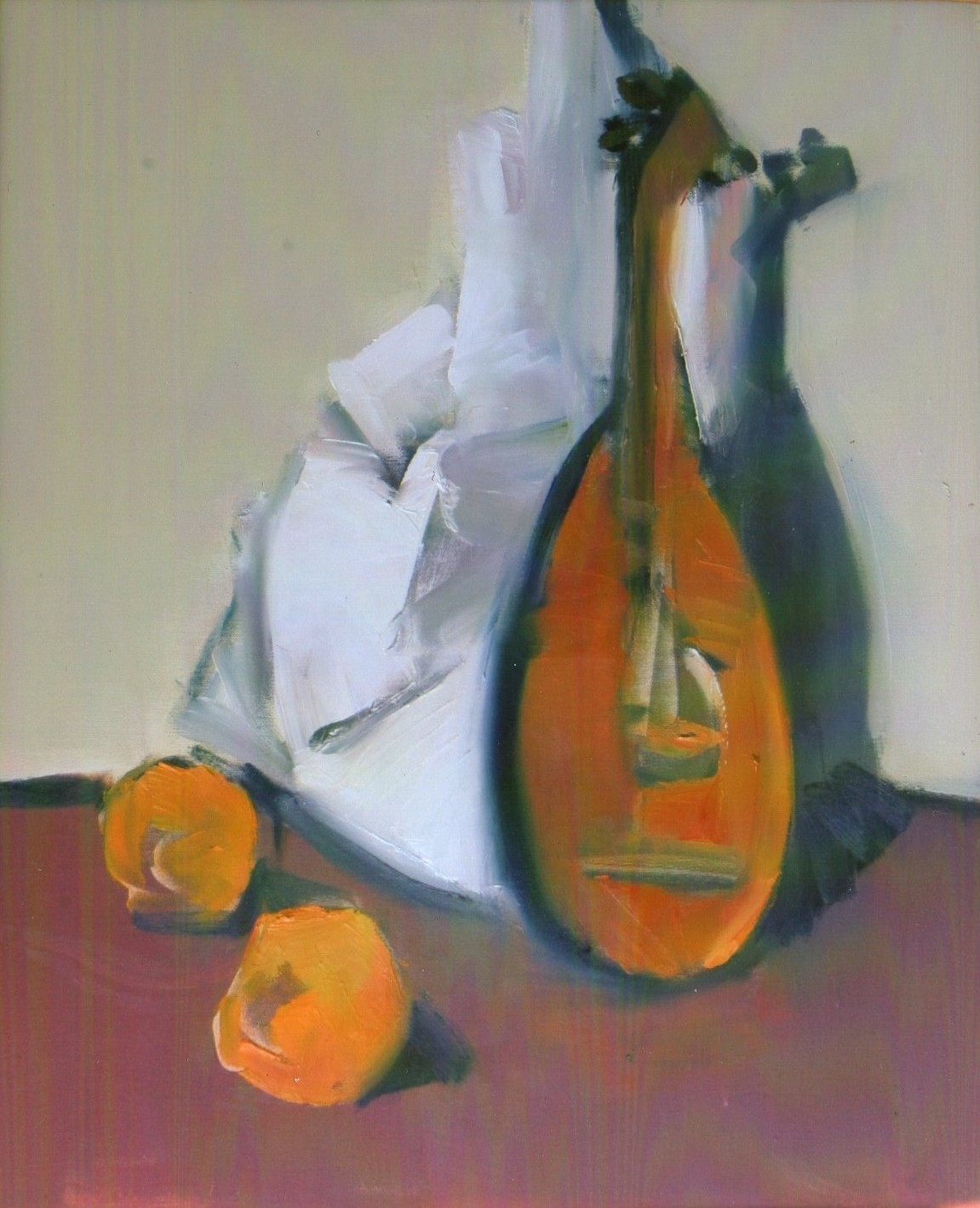
Natură statică
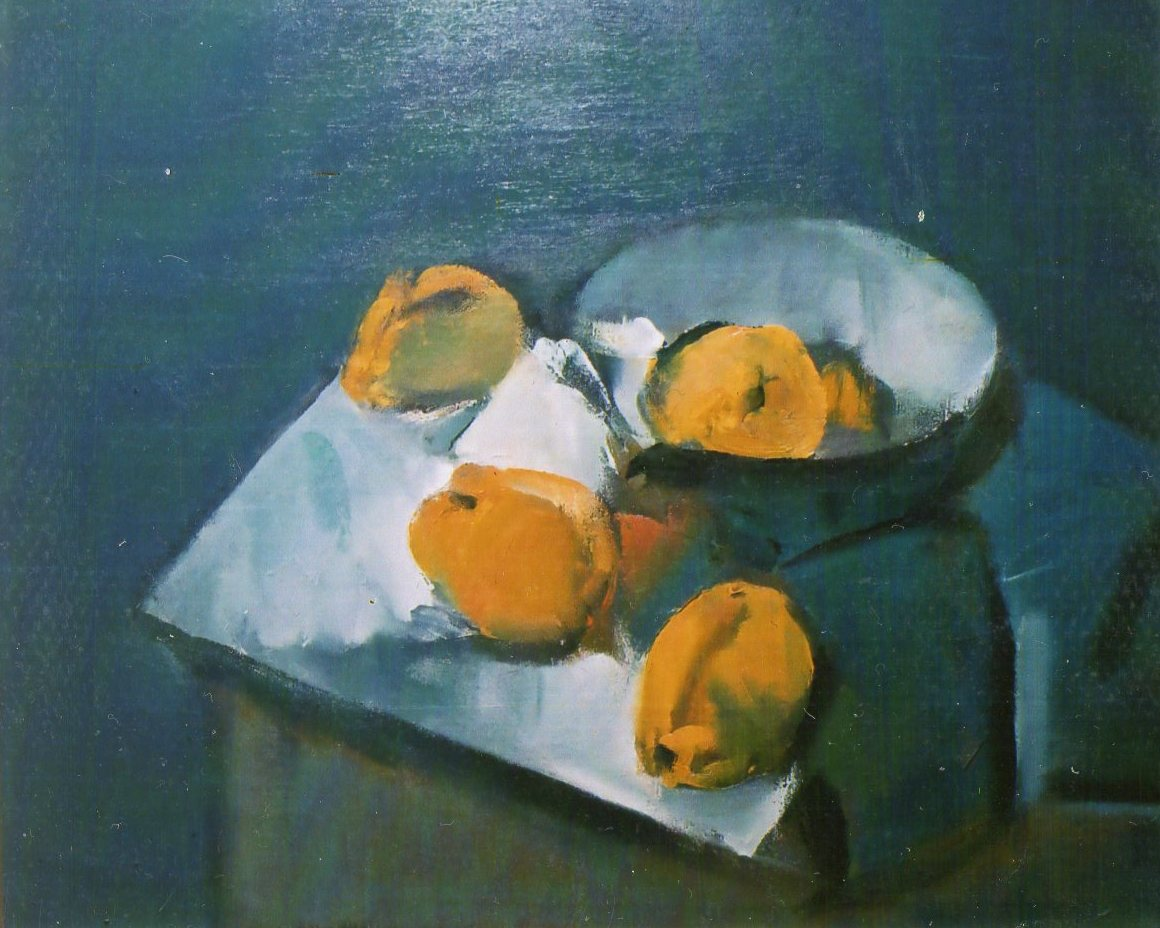
Masă cu obiecte

O primă descoperire a făcut-o, stabilind și de multe ori restabilind în spatele șevaletului pe o suprafață plană, aranjarea reperelor din câmpul vizual conform cerințelor proprii. În acest mod s-a născut „dragostea dintâi” pentru natura statică care a fost dusă cu pasiune obsesivă o bună parte din activitatea creativă pe care a parcurs-o de-a lungul anilor. Cu toate că a fost atras pentru o scurtă perioadă de peisajul rural, plin de atmosferă pitorească și lirism, el a revenit constant la redefinirea elementelor constitutive și deosebit de expresive: fructiere, vaze și instrumente muzicale.
A lucrat pe suprafețe mari, de cel puțin un metru pătrat, cu tușe accentuate și a apelat adesea la efectele clarobscurului pentru sobrietate și eleganță. În acest mod și-a constituit identitatea stilistică a acestei perioade de creație, printr-o paletă simplă, alcătuită din alb, negru și câteva griuri colorate reci. Accentele cromatice calde erau rarisime, ele având rolul de a centra vizual compoziția. De aceea criticul de artă Tudor Octavian a declarat:
„Compozițiile lui Corneliu Ionescu sunt organizate pe un ecran gri, puțin agreat de pictori și niciodată solicitat cu atâta îndârjire, dacă nu și cu o doză de afront. Un alt fapt care intrigă este obstinația cu care întrebuințează negrul în mai toate situațiile în care retina s-a deprins de-acum să afle altceva.”—Tudor Octavian, în Enciclopedia artiștilor români contemporani, Editura Arc, București, Volumul III, 2000, pag. 98

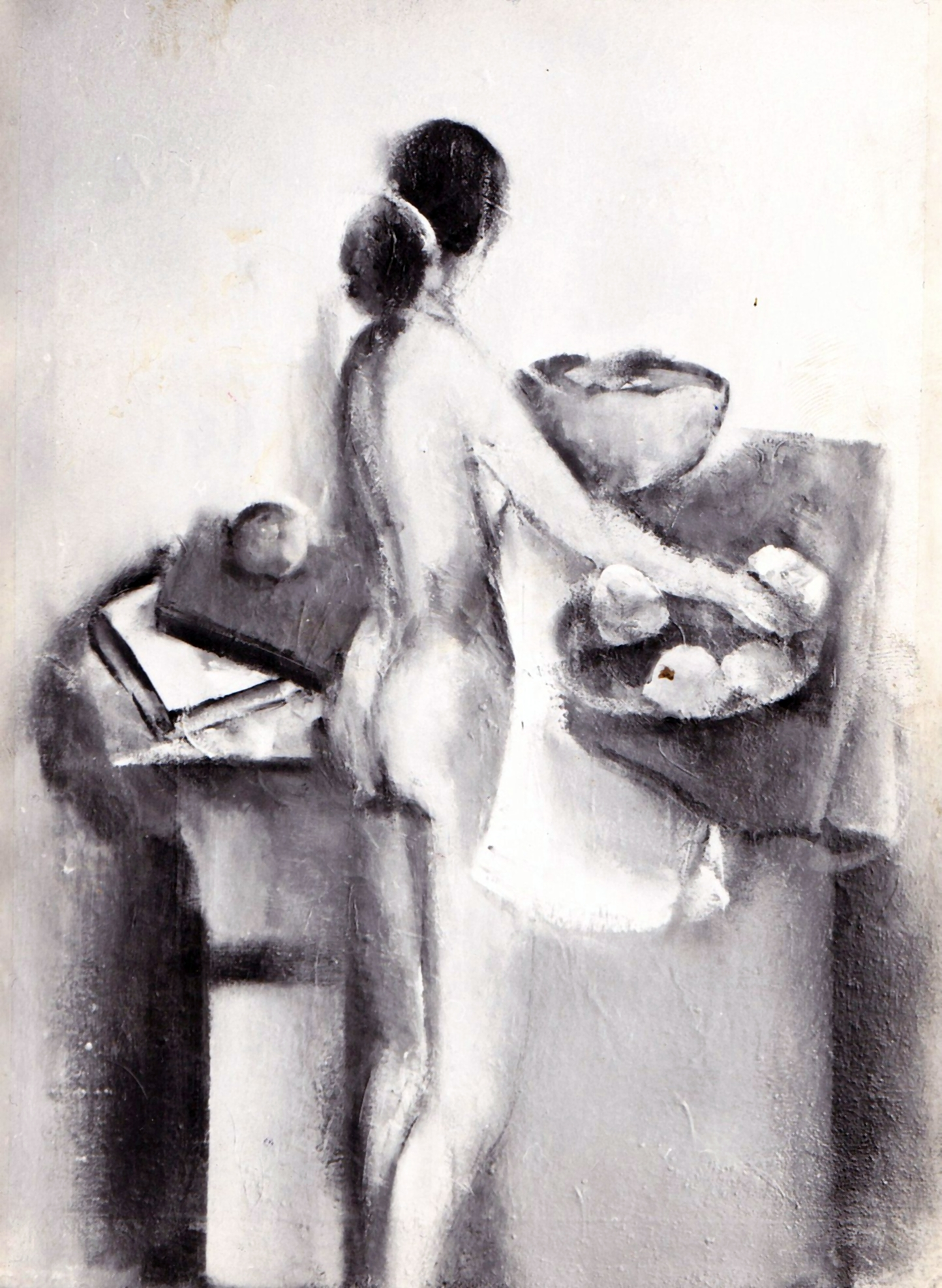
Natură statică cu nud

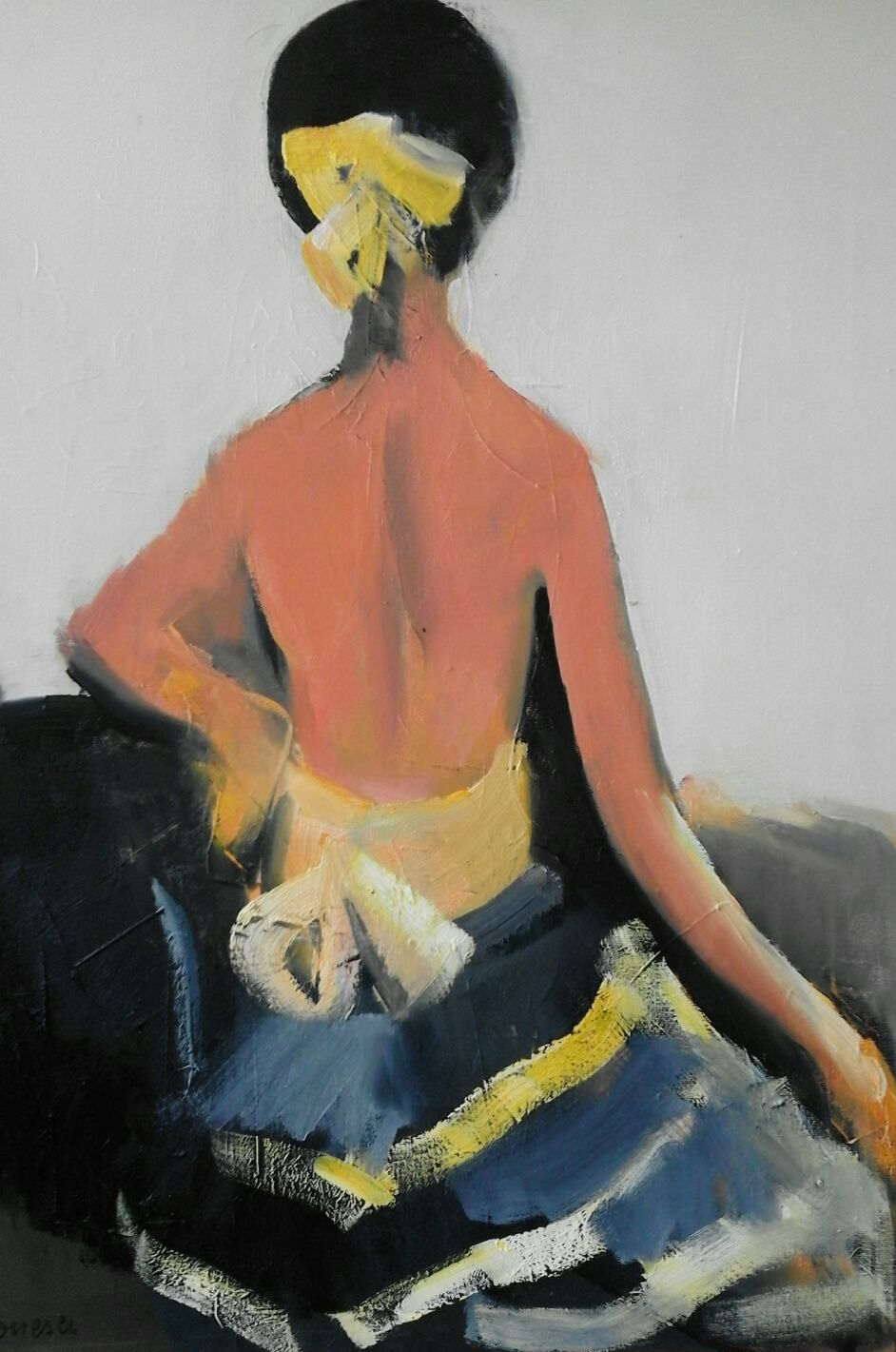
Grație

După o perioadă în care căutările artistului s-au situat în zona restrânsă a sintaxelor stilistice și plastice elitiste, care au atras de altfel, un public destul de restrâns, Corneliu Ionescu a simțit necesitatea să umanizeze cumva aspectul auster și sever al naturilor statice. Insuficiența mijloacelor cu care și-a construit universul operei sale era rezultatul unei tentative liber asumate în sensul de potențare a creației spre jocurile de lumini și umbre. Ca urmare, a introdus în compoziția naturilor statice personaje feminine cu atitudini grațioase, delicate, perfect corelate cu obiectele reprezentate împrejur, cum este lucrarea intitulată Natură statică cu nud. În acest fel, artistul a ajuns să imprime ansamblului imaginii zugrăvite, o notă decorativă personală. Așa a reușit Corneliu Ionescu să poată păși în afara unui spațiu tematic al cărui cadrul restrâns și-l autoimpusese ani de-a rândul. Desigur că și ceea ce a urmat a fost o nouă izolare tematică, dar cu alte modalități de expresie și cu noi posibilități de abordare variate și numeroase, care l-au impus, nu o dată, în fața consumatorului de artă.
Începând din anul 1989, Corneliu Ionescu a început să fie cunoscut de către iubitorii de artă plastică din România ca fiind pictorul balerinelor. El a fost comparat adesea cu Edgar Degas, și a și devenit un fel de Degas autohton, care fără  să ia în considerare riscul căderii în monotonie și manierism, a reușit să-și găsească succesul concentrându-se pe un singur subiect.  Pictorul a fost obișnuit încă din anii studenției cu servituțile și binefacerile exprimării artistice și a independenței de gândire. Corneliu Ionescu a fost, astfel, obligat să se concentreze mai mult asupra lui însuși în lipsa unui profesor cicălitor și autoritar. Criticul de artă Corneliu Ostahie a identificat asemănările  și deosebirile dintre cei doi:
Ca urmare a succesului pe care l-a avut în anul 1989 la Galeriile de Artă ale Municipiului București cu lucrările cu balerine, Corneliu Ionescu a înțeles că siluetele feminine pe care le-a introdus până atunci în compozițiile cu naturi statice, tocmai pentru a diversifica tematica, i-au oferit oportunitatea de a-și relansa demersul său artistic. Începând cu precauție și mai apoi cu multă hotărâre, pictorul a început operațiunea inversă de a scoate obiectele naturilor statice din compoziții și a căutat noi moduri de abordare în reprezentarea personajelor feminine întruchipate de acum, în balerine. A simplificat semnificativ identitatea modelelor feminine, a păstrat în același timp fundalurile neutre și a exploatat efectul de separare al clarobscurului.

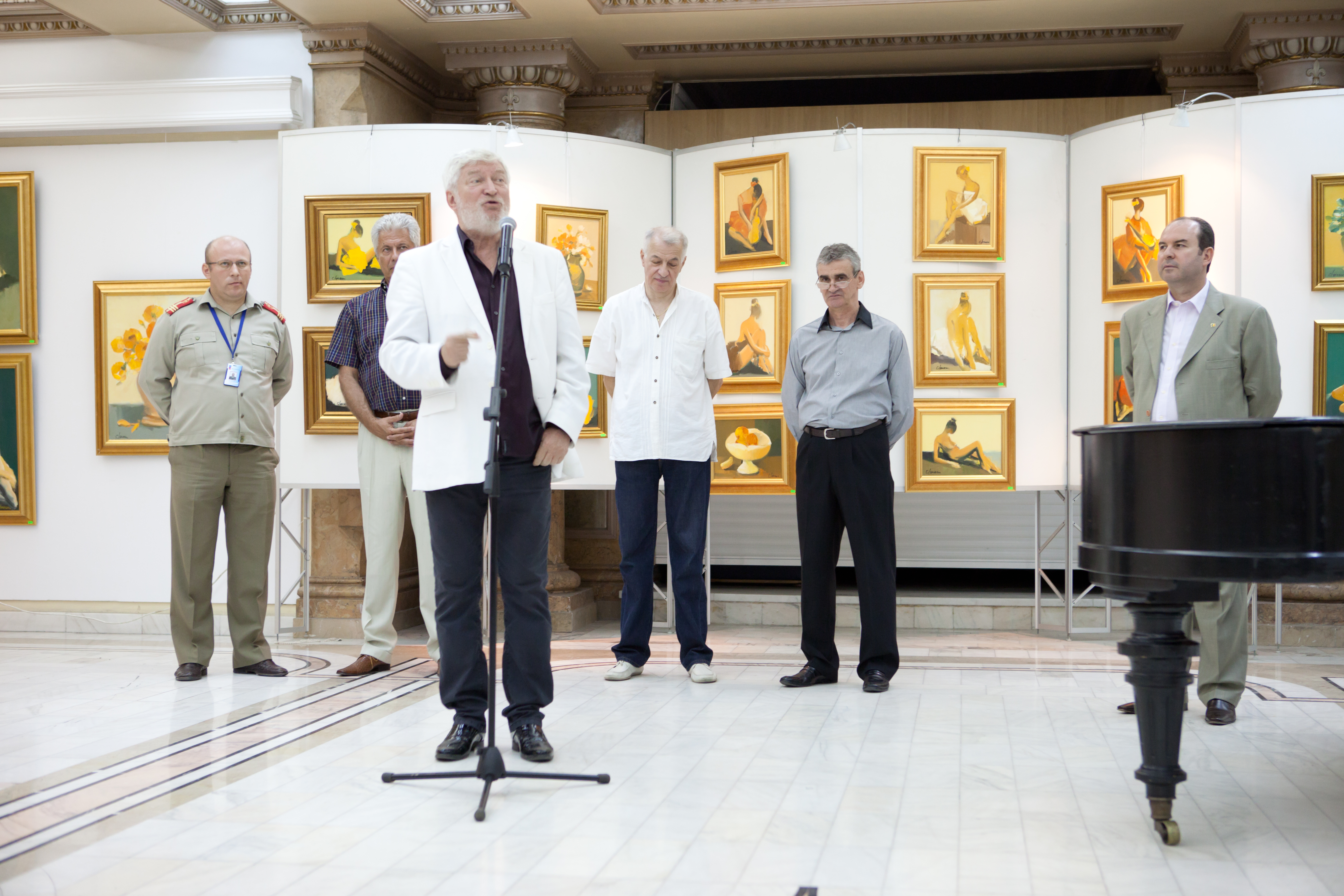
cu George Radu Serafim, Eusebiu Ștefănescu și Valentin Tănase
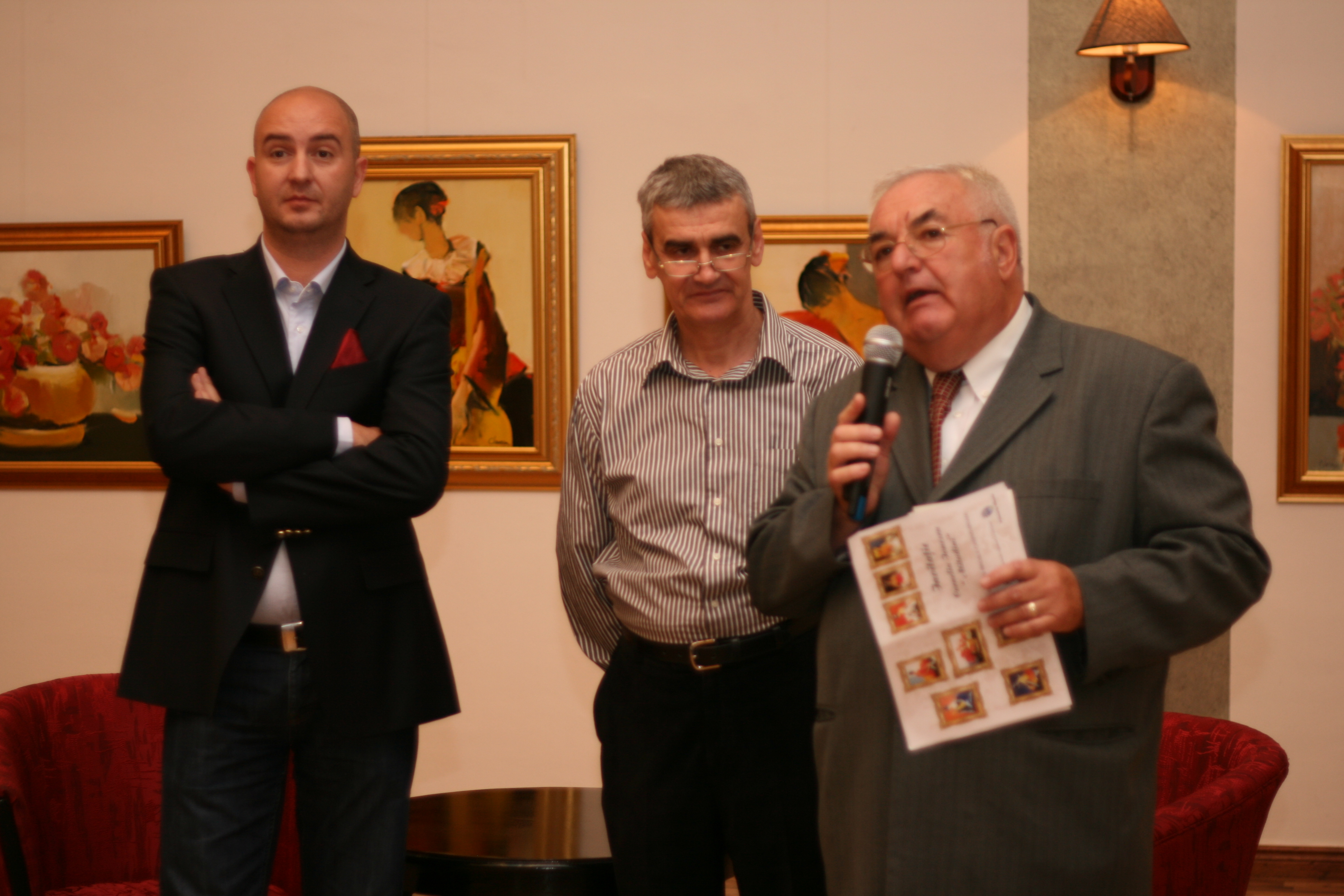
cu Liviu Tudor Samoilă
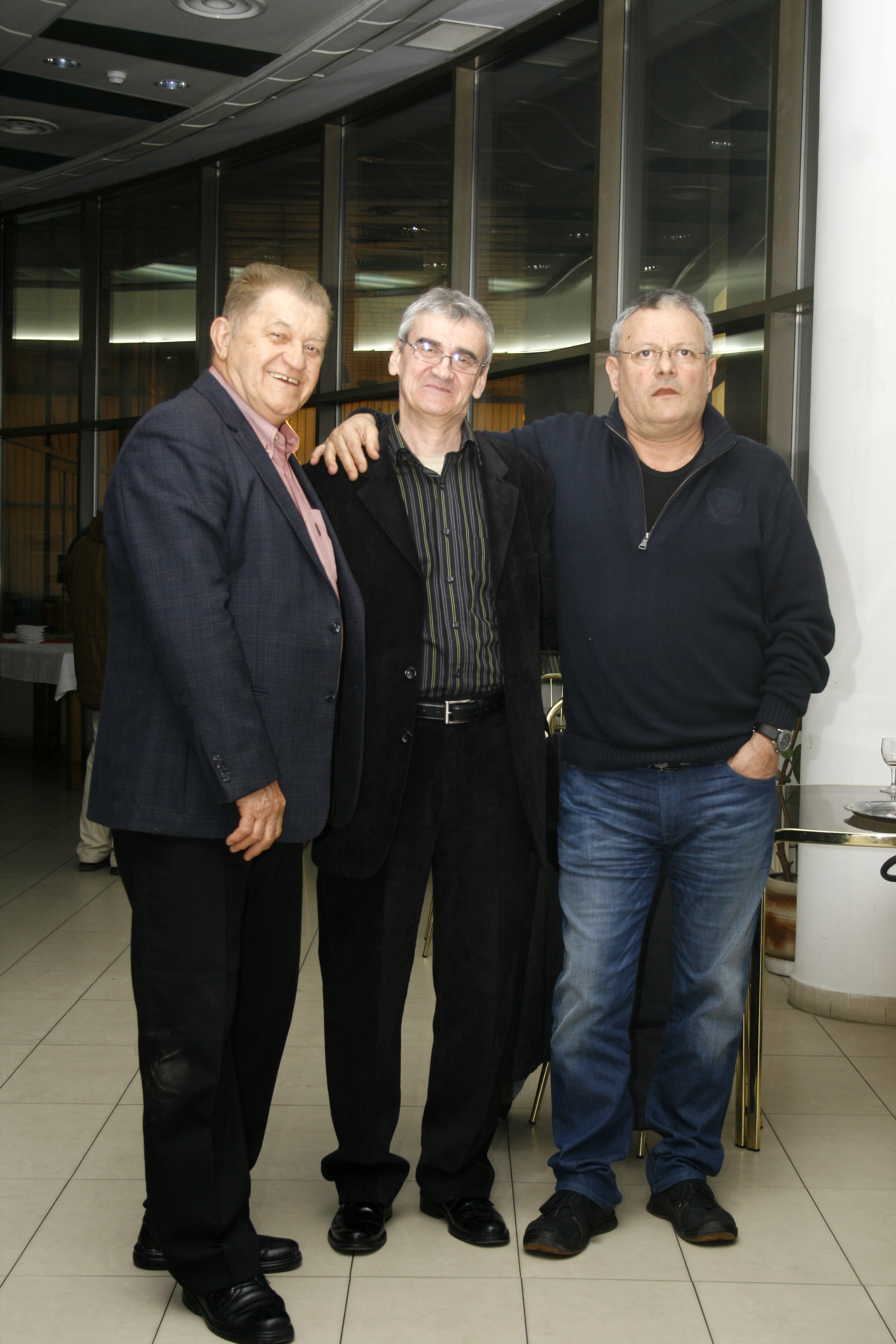
cu Dorel Vișan si Șerban Marinescu
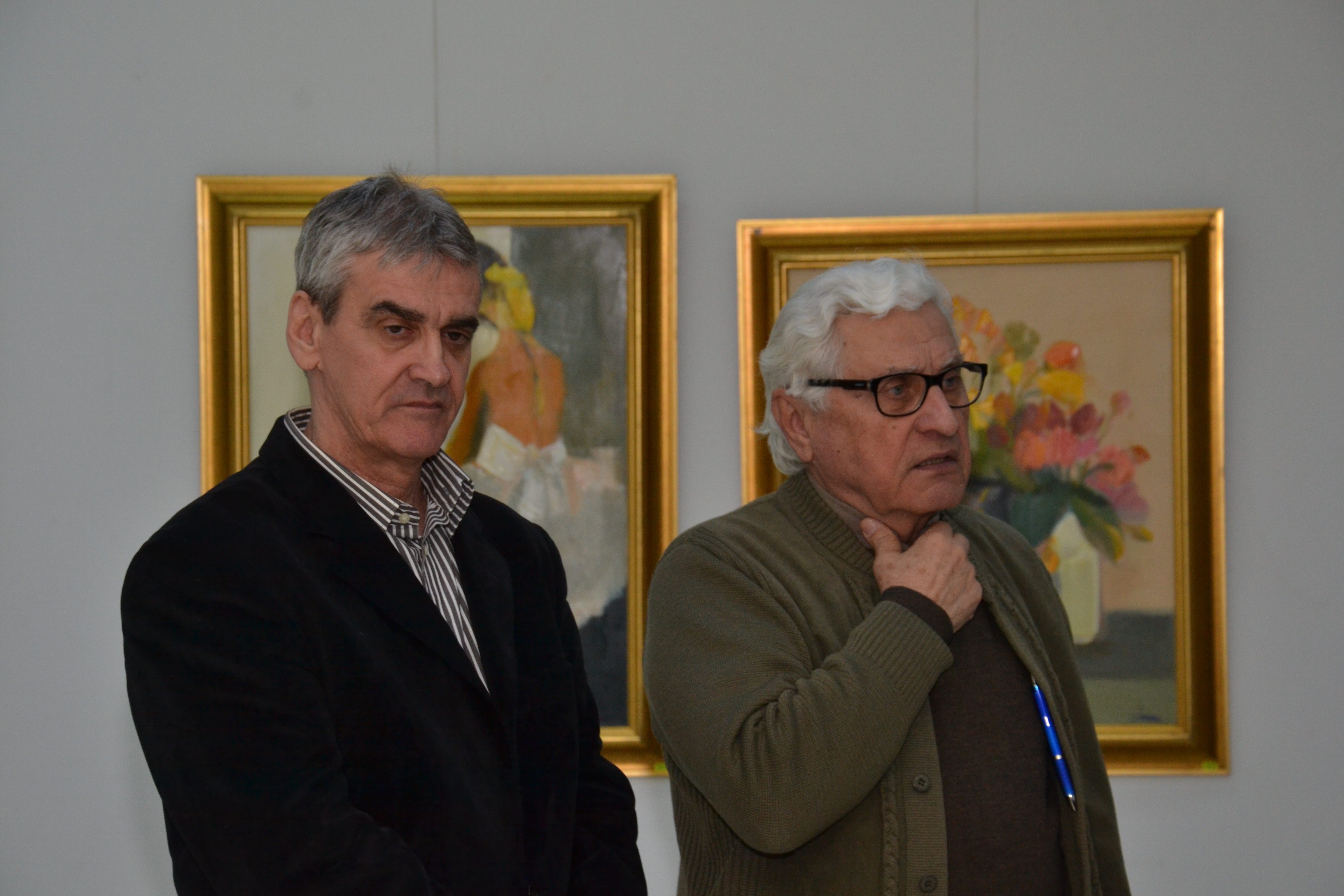
cu Tudor Octavian
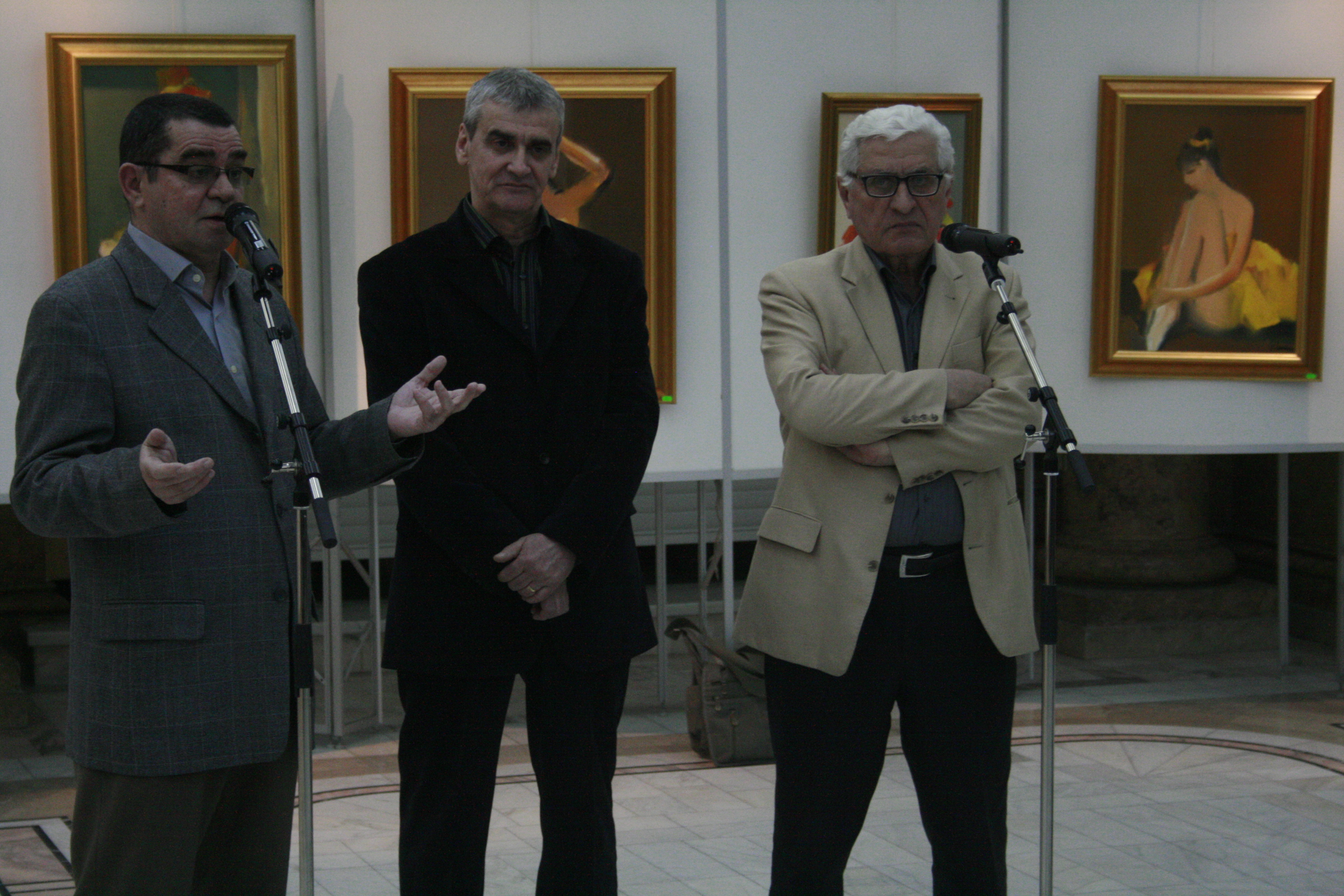
cu Corneliu Ostahie și Tudor Octavian

Începând cu tematica balerinelor, s-au produs transformări importante în abordarea cromatică a compozițiilor. Din anul 2001, cromatica s-a încălzit continuu lăsând loc în structura creației galbenului, roșului și portocaliului. Siluetele balerinelor au fost puse în diferite ipostaze, în atmosfere contemplative și grațioase, mai ales în posturi statice, imaginile pe care artistul le-a creat de atunci devenind cele mai cunoscute din toată activitatea sa creativă.

## Opera

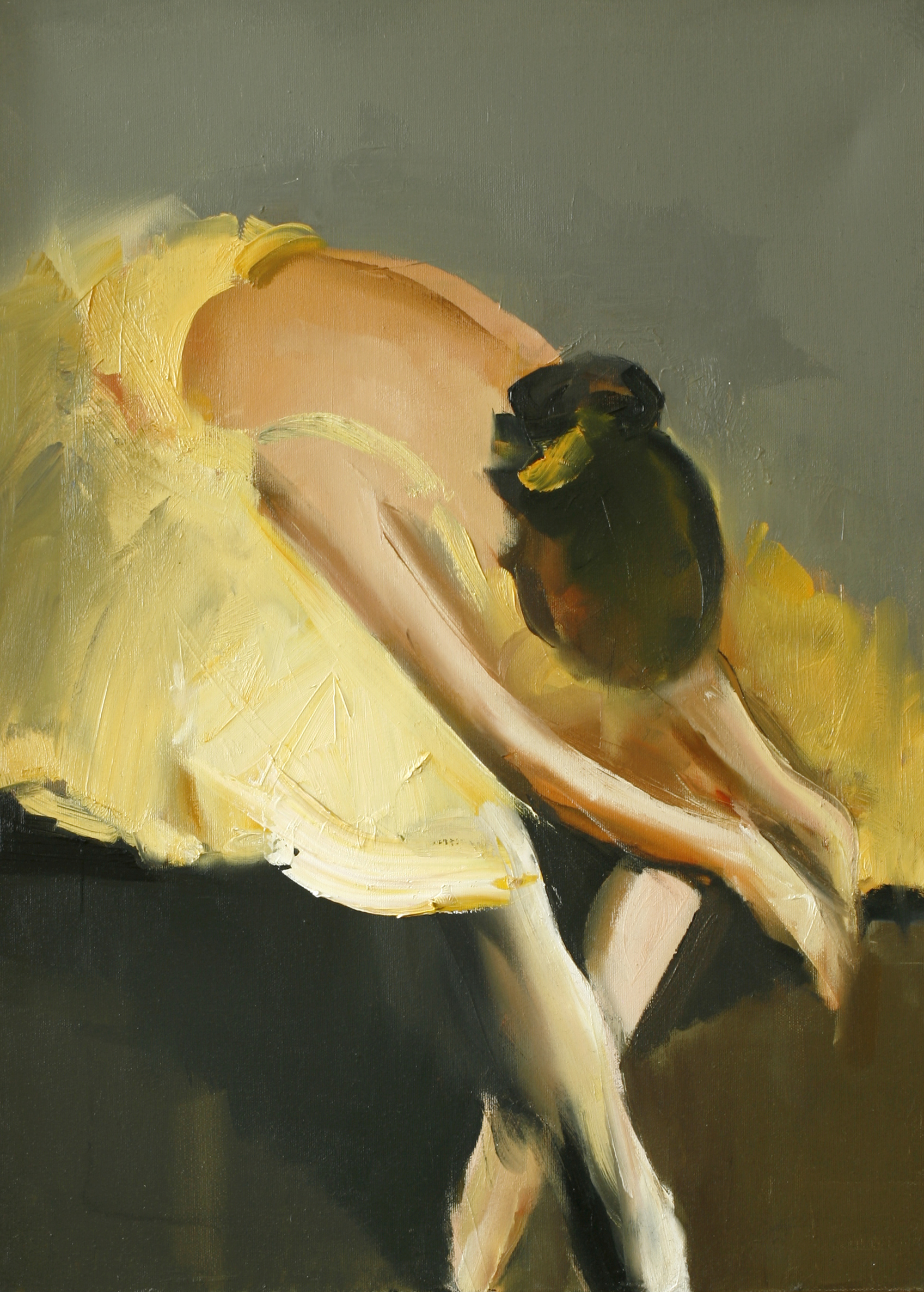
Grație și feminitate

„Corneliu Ionescu este, vrem - nu vrem, o prezență constantă și suficient de bine conturată stilistic pe simezele sălilor de expoziții și în majoritatea galeriilor comerciale, din București, cam de trei decenii. Fiind un desenator cu nerv și ampriză sensibilă a pretextelor reale pe care le frecventează cu obstinație de tot atâta timp, dublat de un rețetar cromatic bine stăpânit și cu destul rafinament convertit în exercițiu virtuoz dezinvolt practicat și tranșant individualizat, și-a atras treptat interesul și aprecierile unei clientele relativ statornice și entuziaste.”—Corneliu Antim, articolul - Balare - balare din Ziarul de Duminică (Ziarul Financiar) din 17 septembrie 2008

### Tematica balerinelor
Primele lucrări cu tematica balerinelor, Corneliu Ionescu le-a făcut în anul 1989 și le-a expus în luna decembrie în Galeriile de artă ale Municipiului București de pe strada Academiei. Mulți străini aflați în acea vreme în București, au cumpărat toate picturile pe care artistul le-a expus pe simeze. Cererea a fost atât de mare încât l-a determinat pe Ionescu să picteze zi și noapte pentru acoperirea cererii. În acest fel, în opera lui Corneliu Ionescu s-a strecurat așa zisul mit al balerinelor, care în final s-a impus ca o pecete în ceea ce-i privește opera. Din declarațiile sale: „... Nu ideea în sine de balerine mă pasionează neapărat, ci ideea de frumos, de grație, cum pot, plecând de la aceste forme, să sporesc creativitatea imaginii”. Dansatoarele sunt surprinse în lucrările sale în diferite ipostaze umane, calde, firești, stând parcă fiecare pe unde poate, în culise, lângă artist sau în atelierul său. Corneliu Ionescu reușește prin opera sa, să redea o imagine de impact în arta vizuală și în același timp foarte agreabilă. Opera sa este asociată în principal cu tematica dansului și a expresiei corporale surprinsă în ipostaze coregrafice cu  eleganță și cu o senzualitate teatrală remarcabilă.

Compoziții cu balerine realizate de Corneliu Ionescu
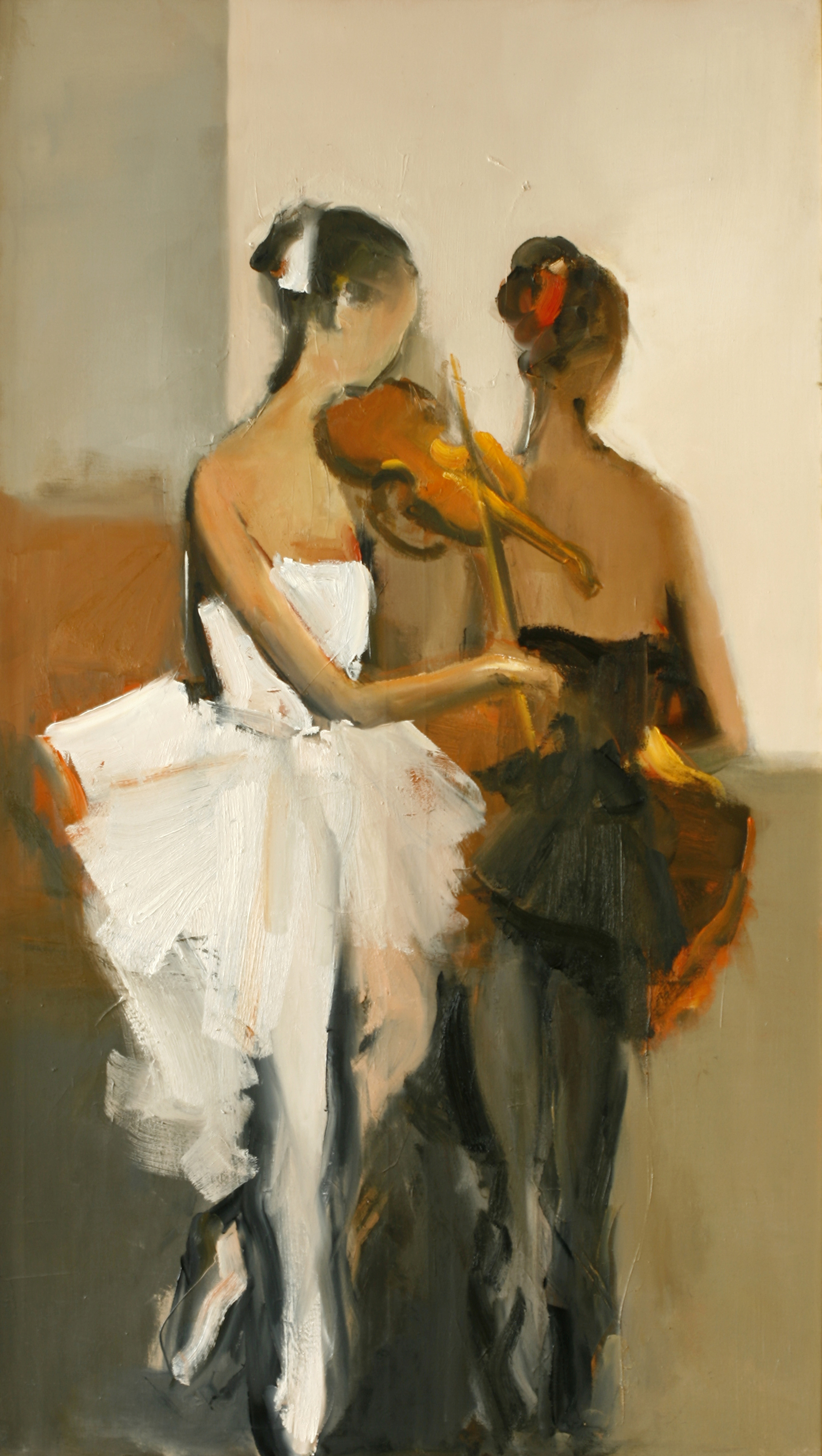
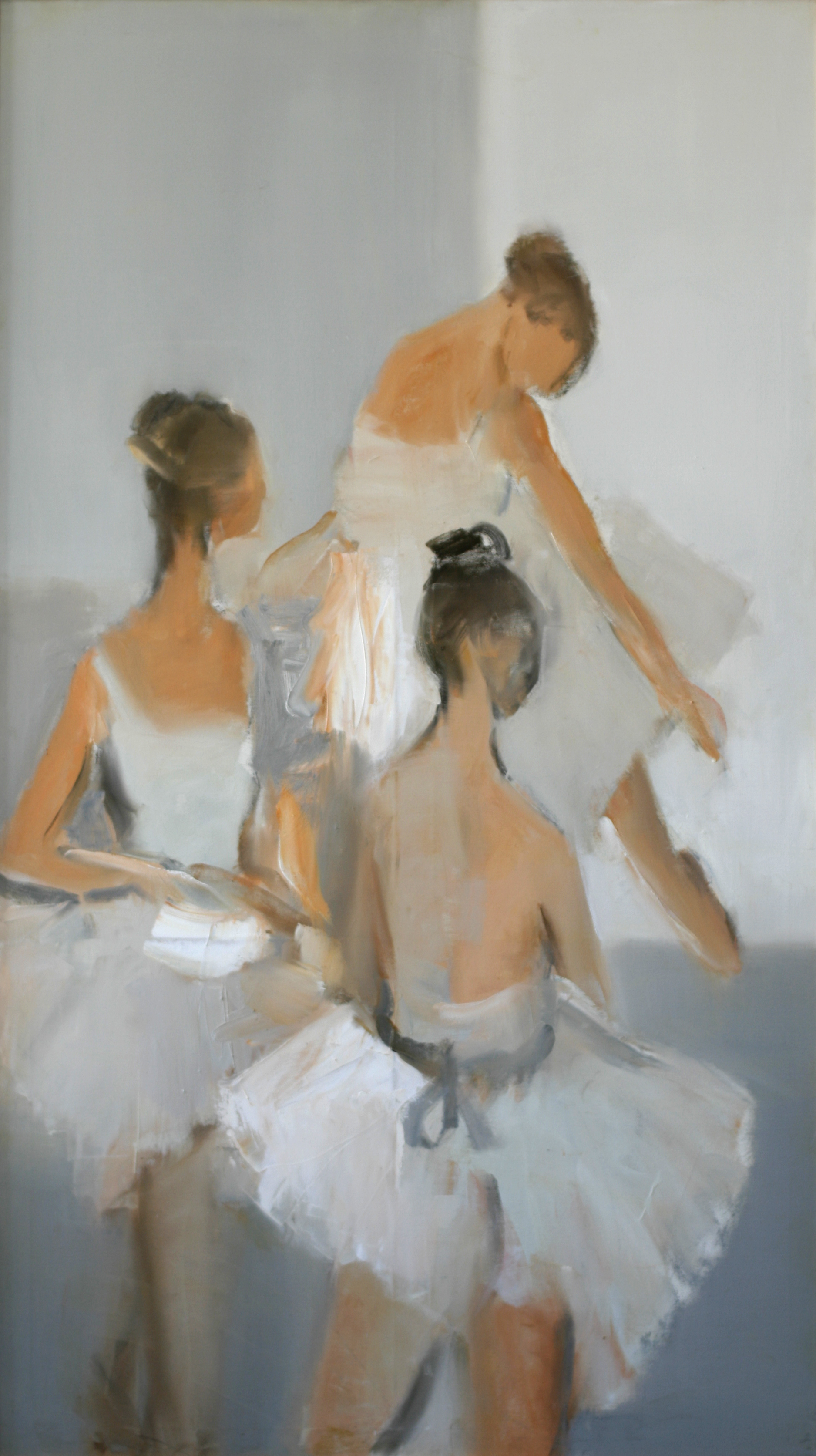
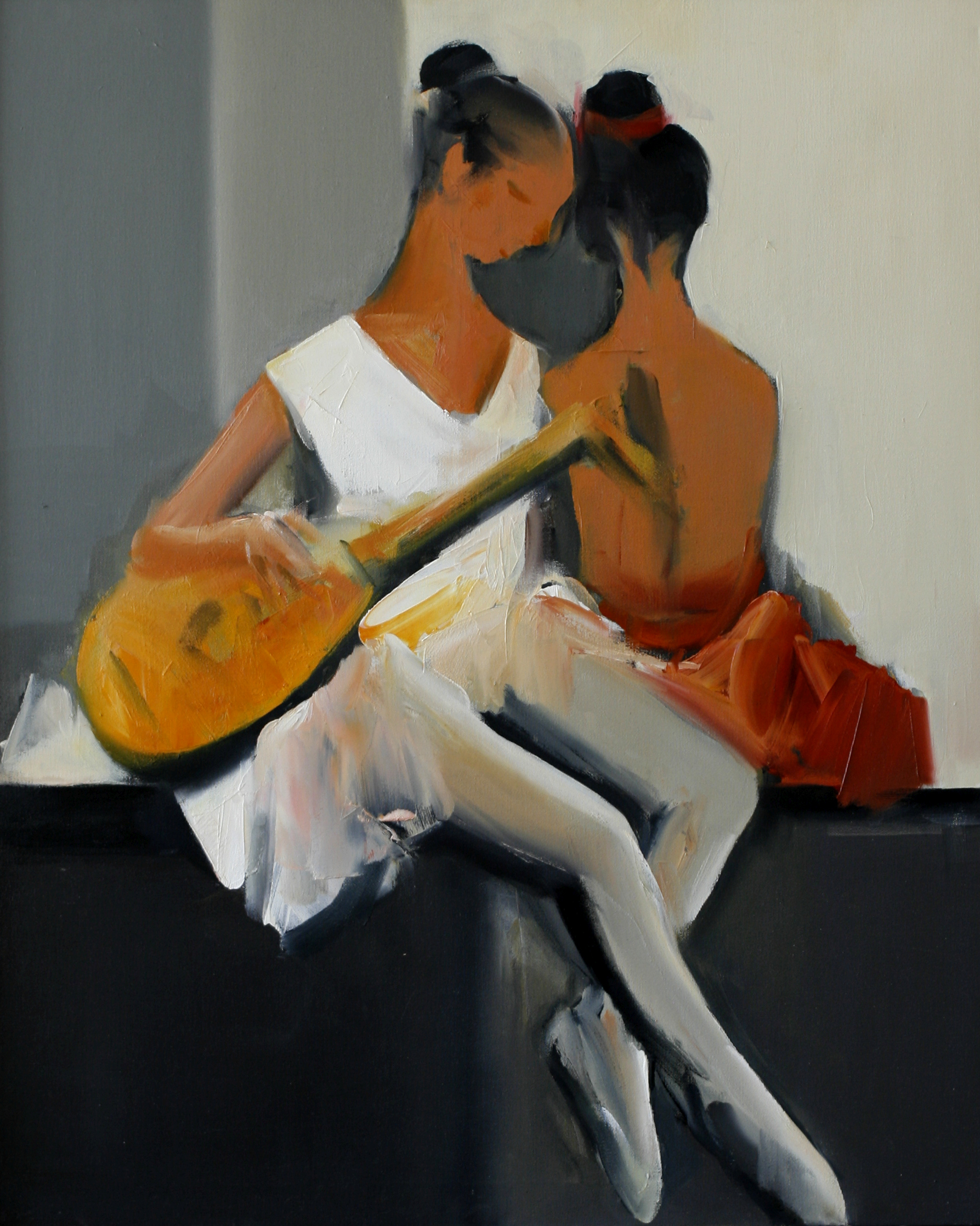
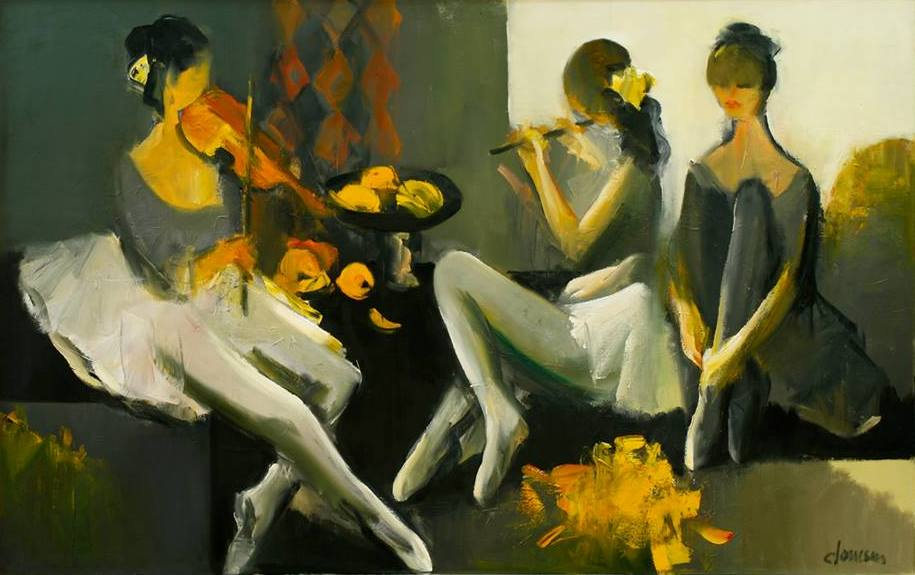
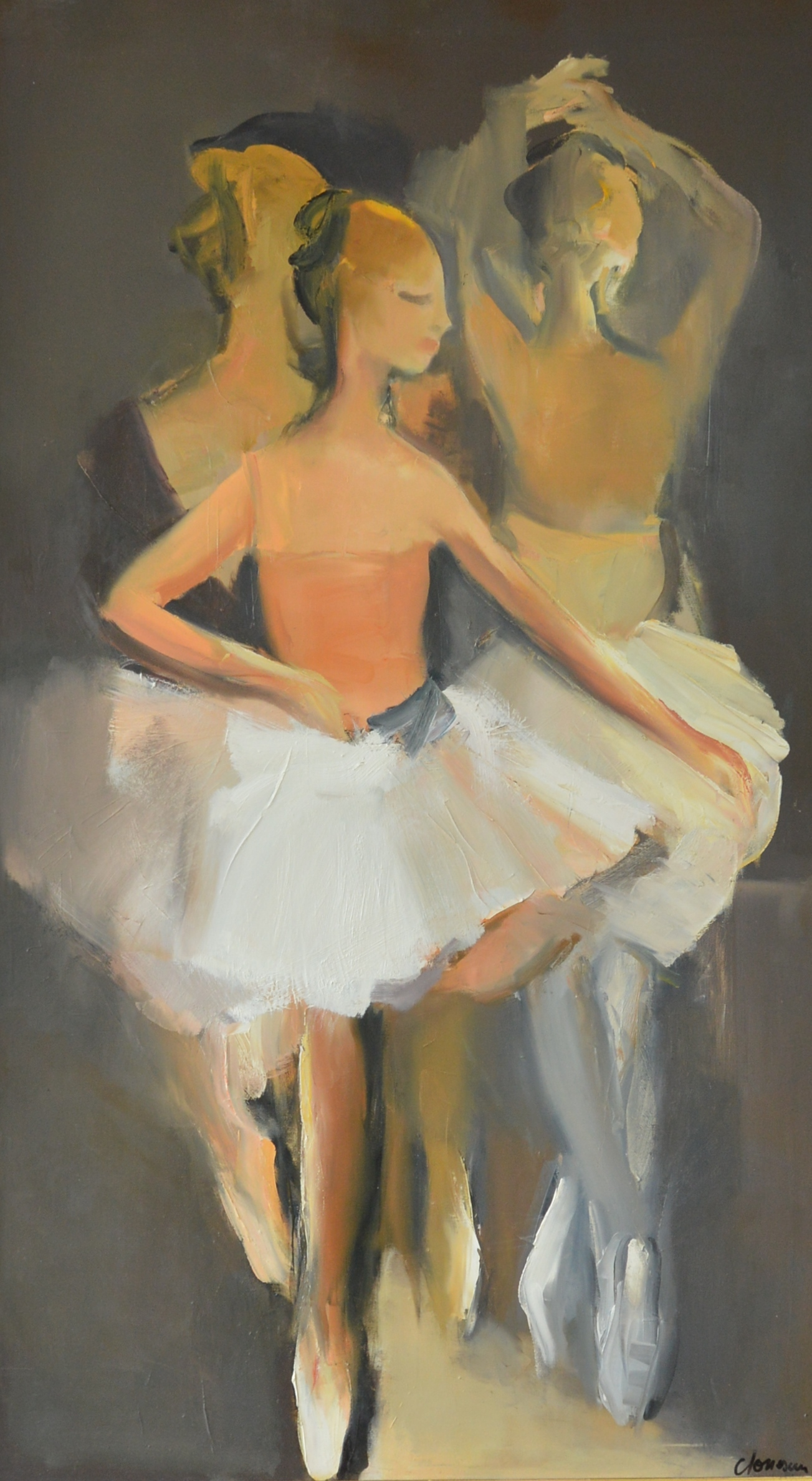
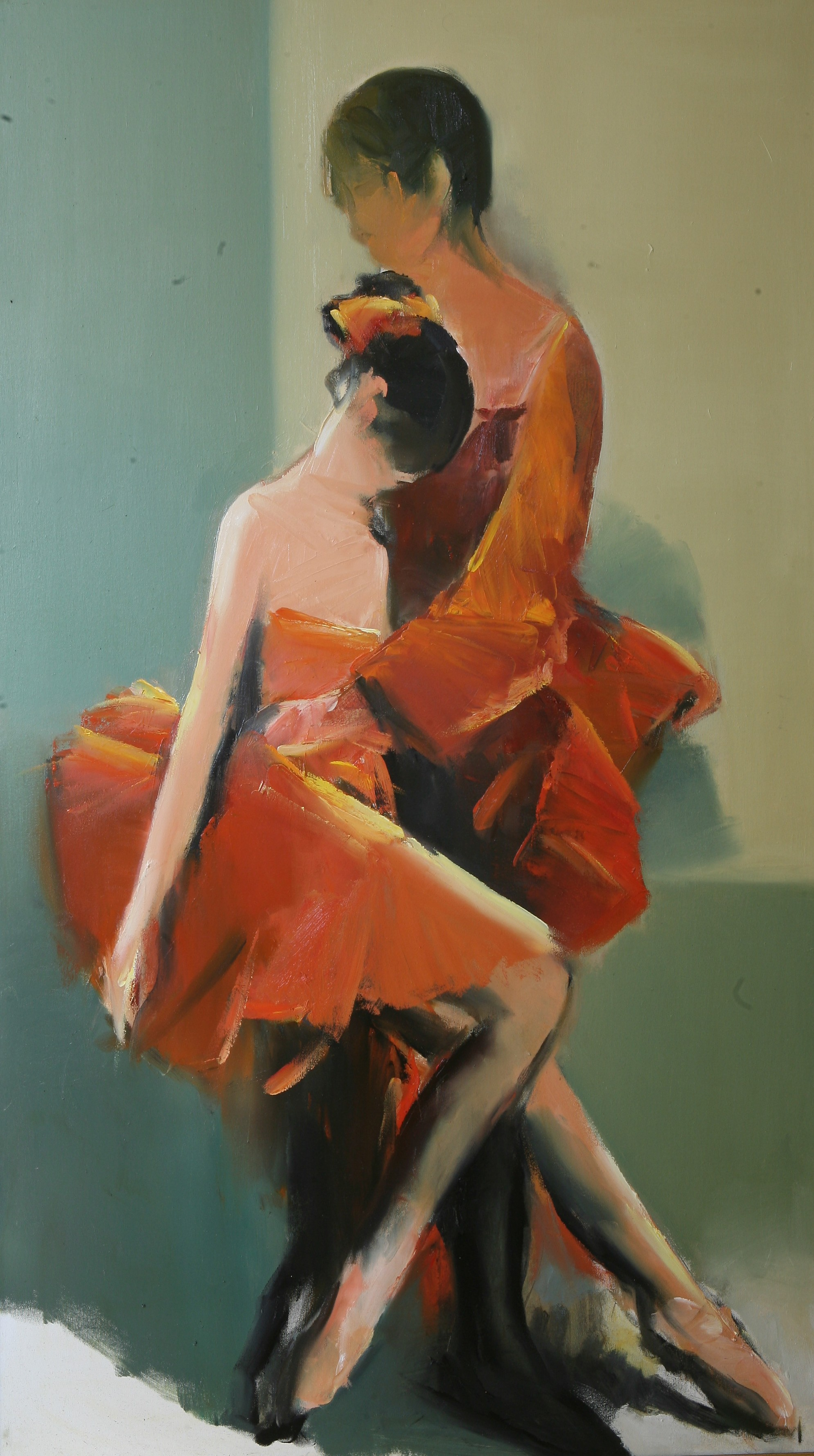
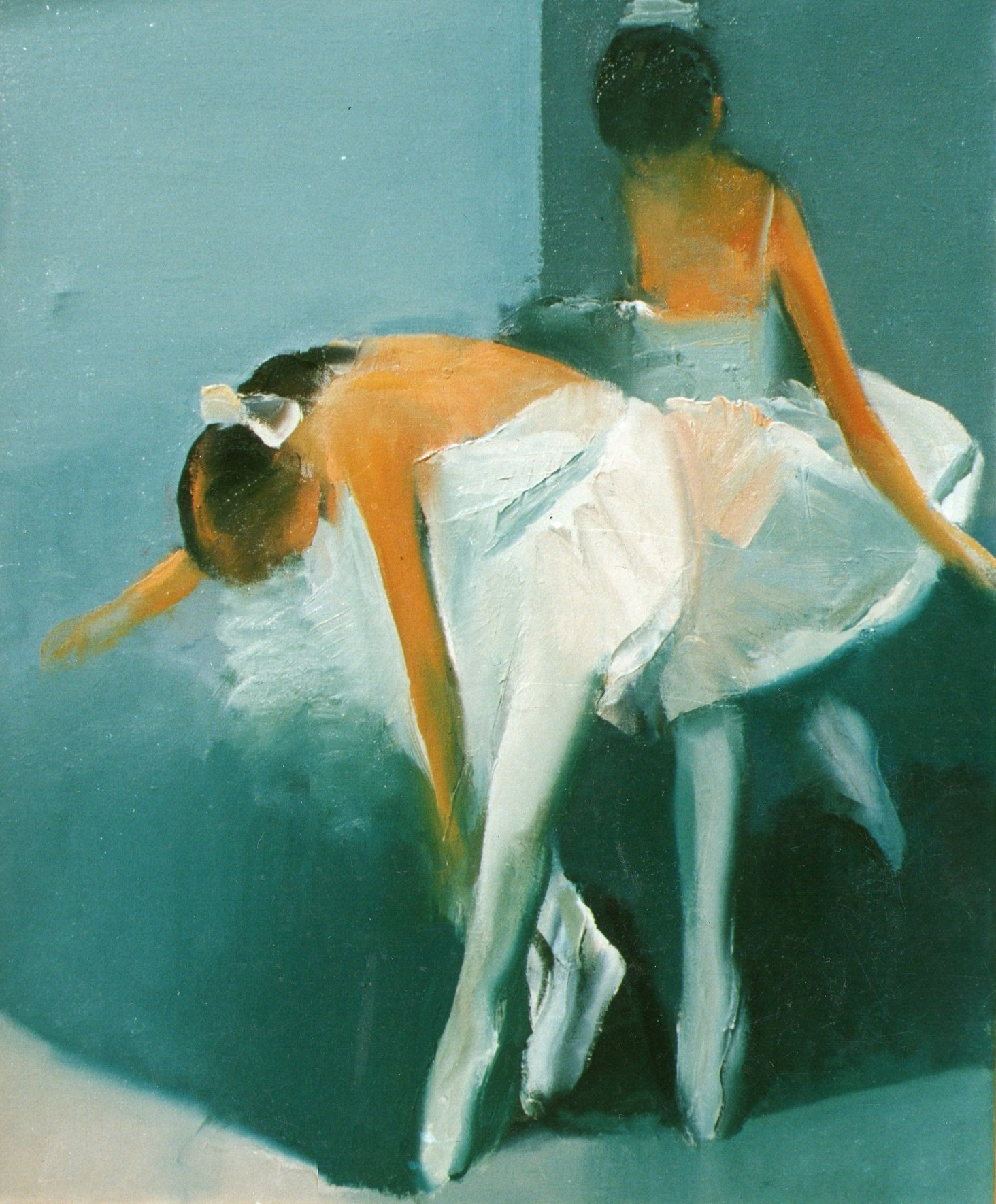

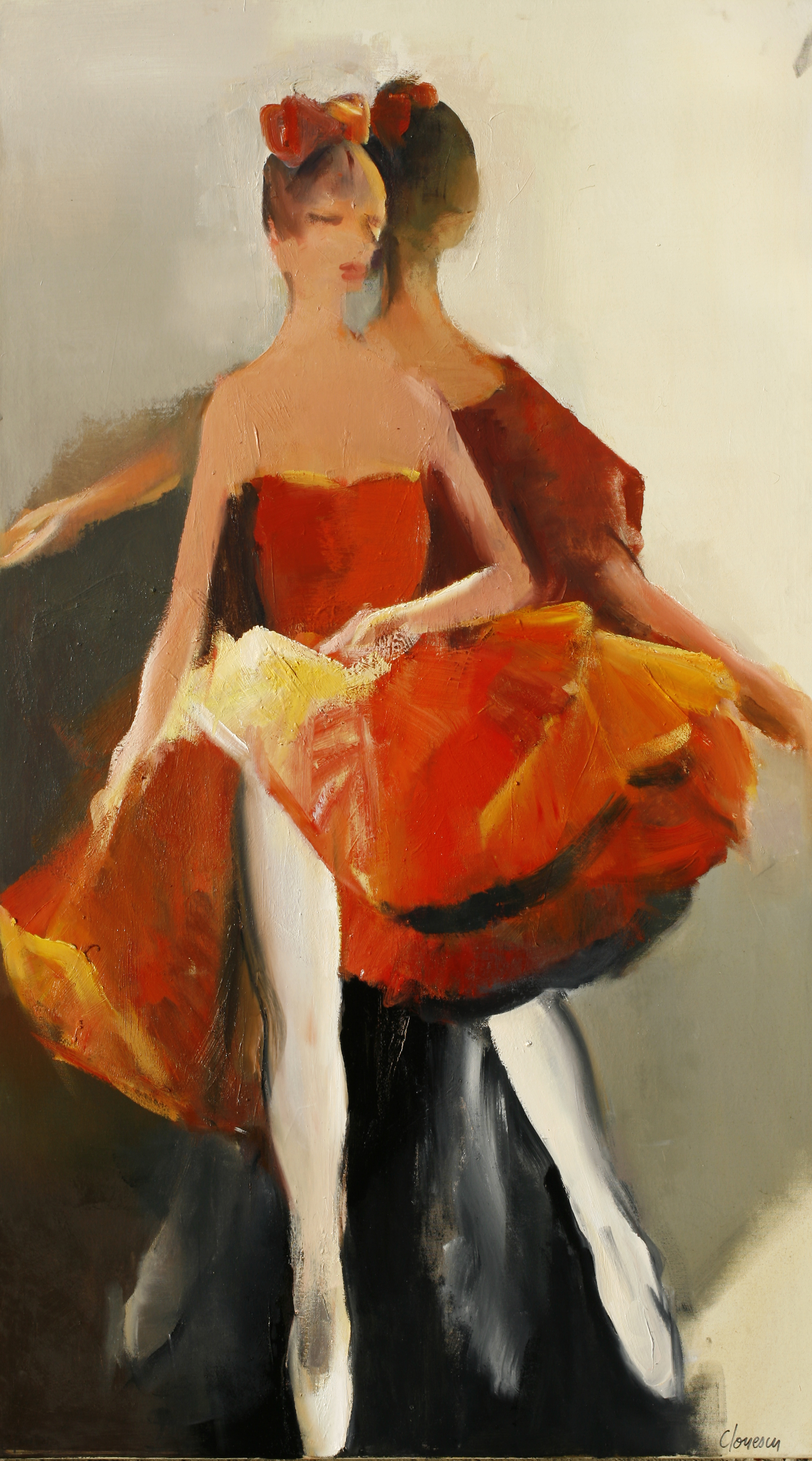
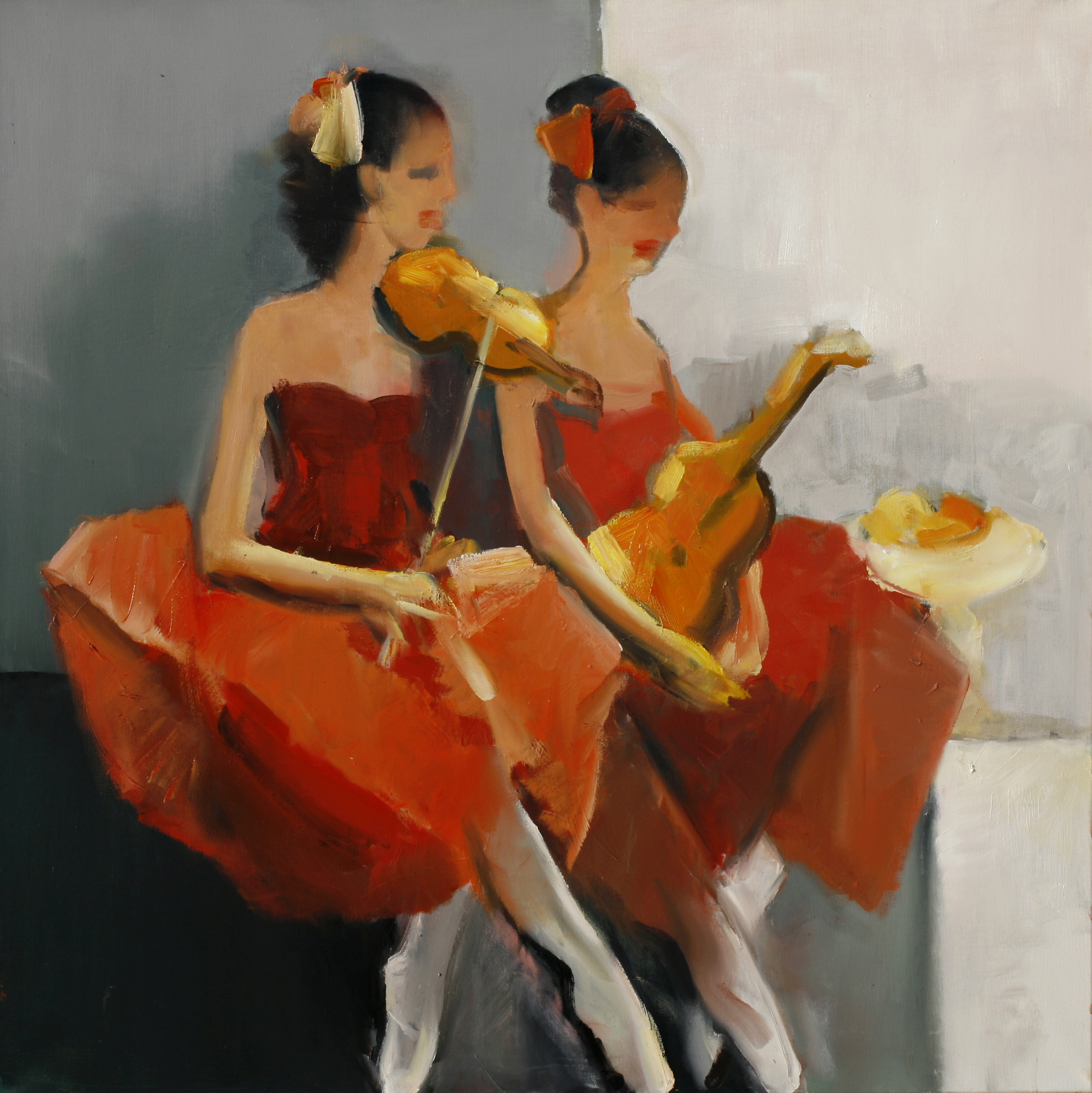
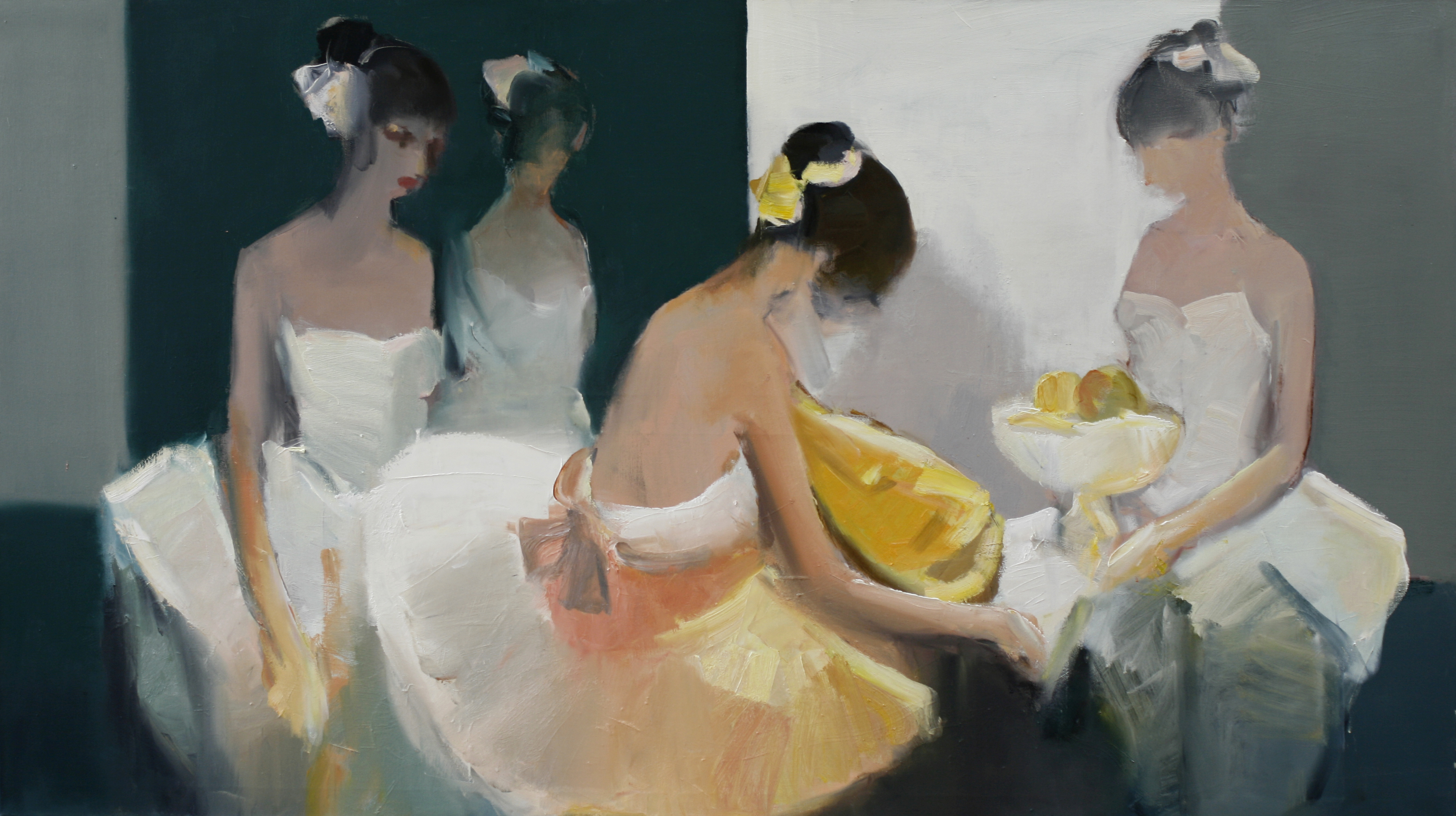
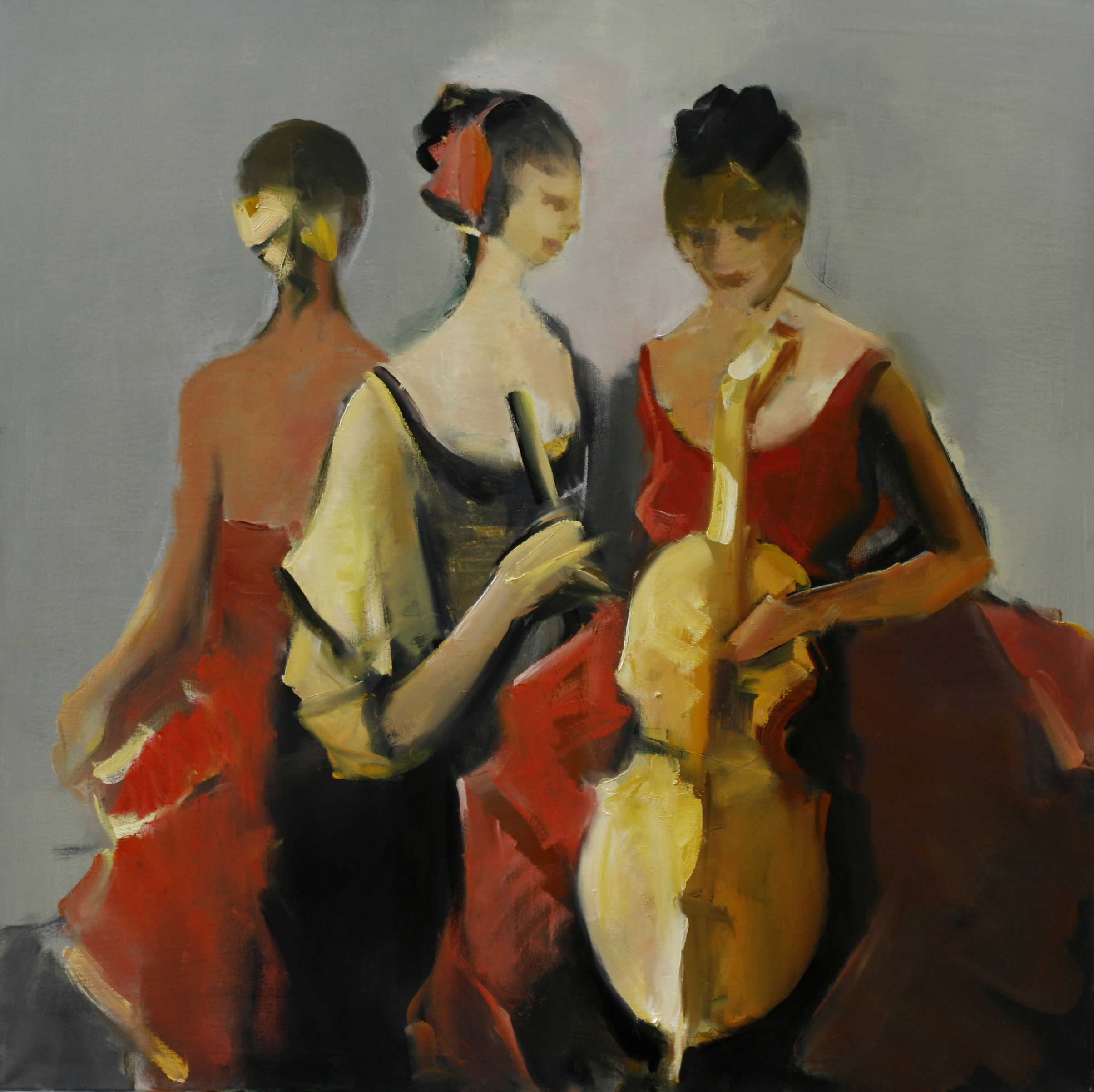
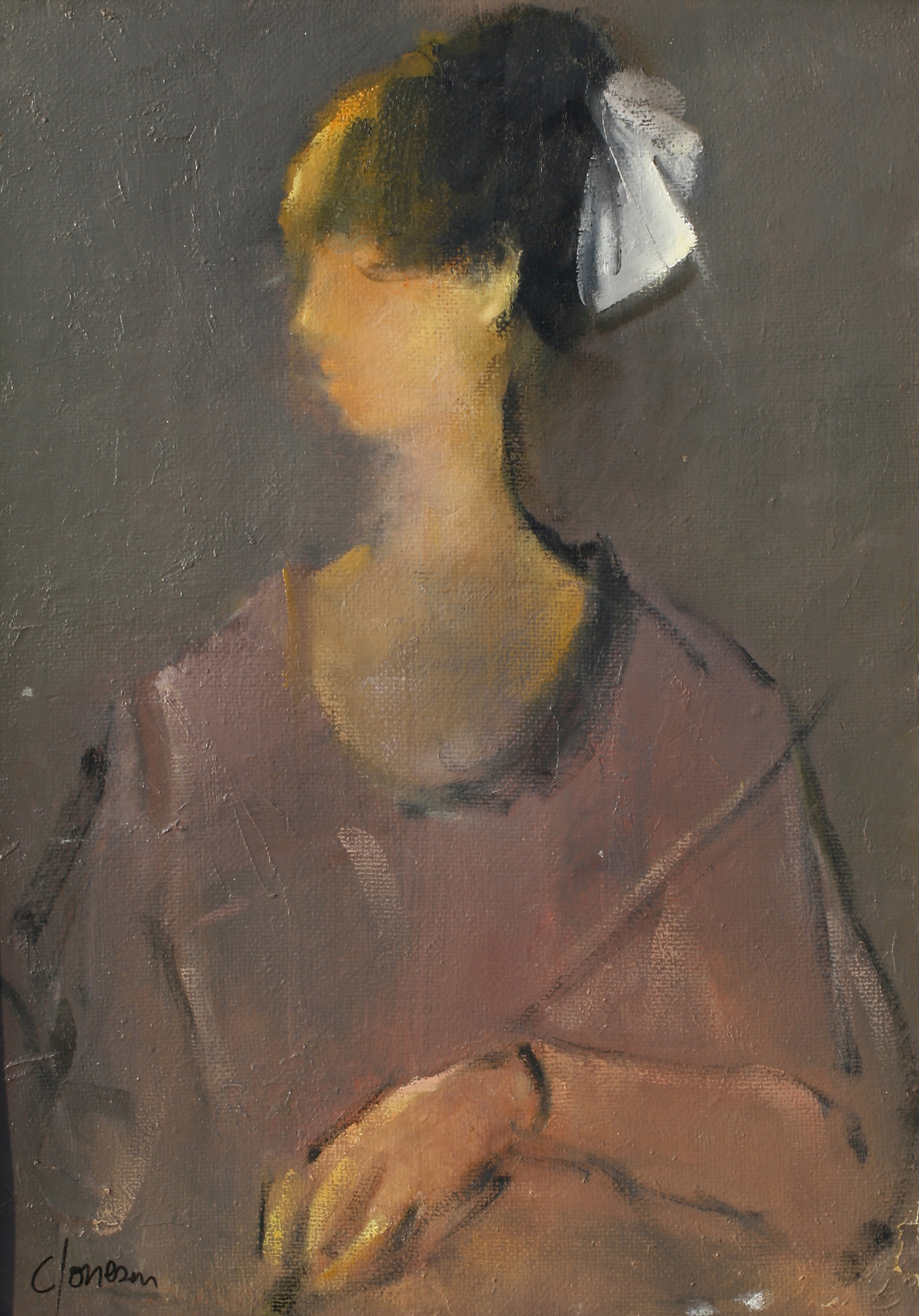

Deși, pictorul poate fi asociat ca punct de plecare în tematica sa cu Edgar Degas sau Paul Cézanne, Corneliu Ionescu  se simte înrudit cu experiențele realizărilor fauviștilor în acest domeniu. Argumentul care susține această afirmație este paleta cromatică și tușeul care se pierde în culoarea disociată de radiația galbenurilor opalescente și a alburilor suculente. Astfel, formele capătă consistență din relația contrastantă cu acordurile aluzive de clarobscur "babist" sau de origine flamandă, realizate pe fundalurile elaborate cu atenție. Pe de altă parte,  se poate observa în opera pictorului Corneliu Ionescu, explorarea dusă până la obsesie a culorii gri. Culoarea gri a devenit suport pentru multe din lucrările sale, ea fiind un pretext al dezvoltării unor motive îndelung evocate: peisajele, naturile statice, florile și nu în ultimul rând o lume de colombine și arlechini. Lucrările sale analizează în mod plastic mișcarea chipului uman dintr-un unghi diferit al conflictelor care apar în zona figurativului. Privind pictura lui Corneliu Ionescu se vede o abordare modernă cu vizibile tendințe de sinteză și simplificare a formelor, fapt care dă discursului lui o încărcătură spirituală aparte.

Personaje feminine în tematica balerinelor lui Corneliu Ionescu
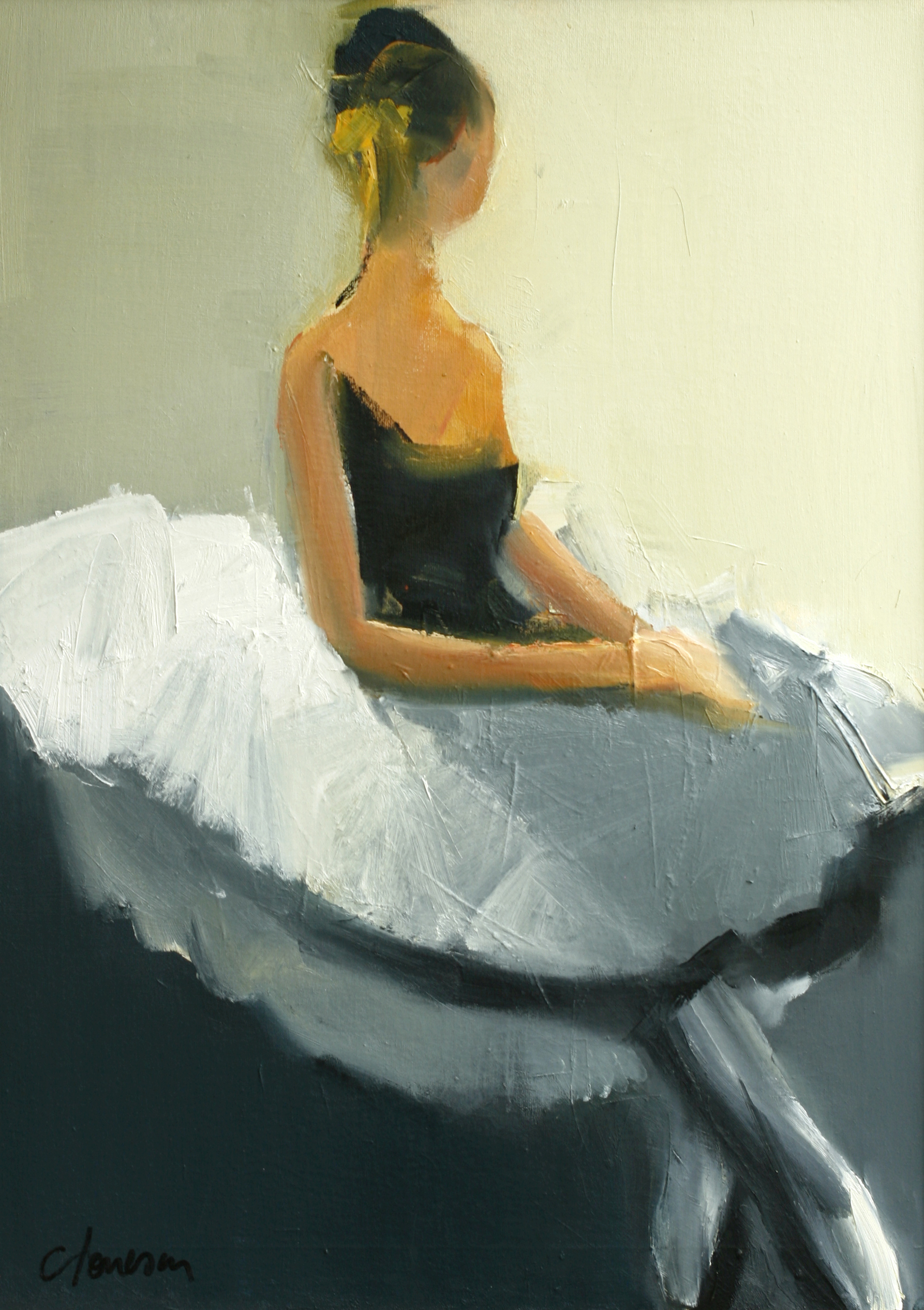
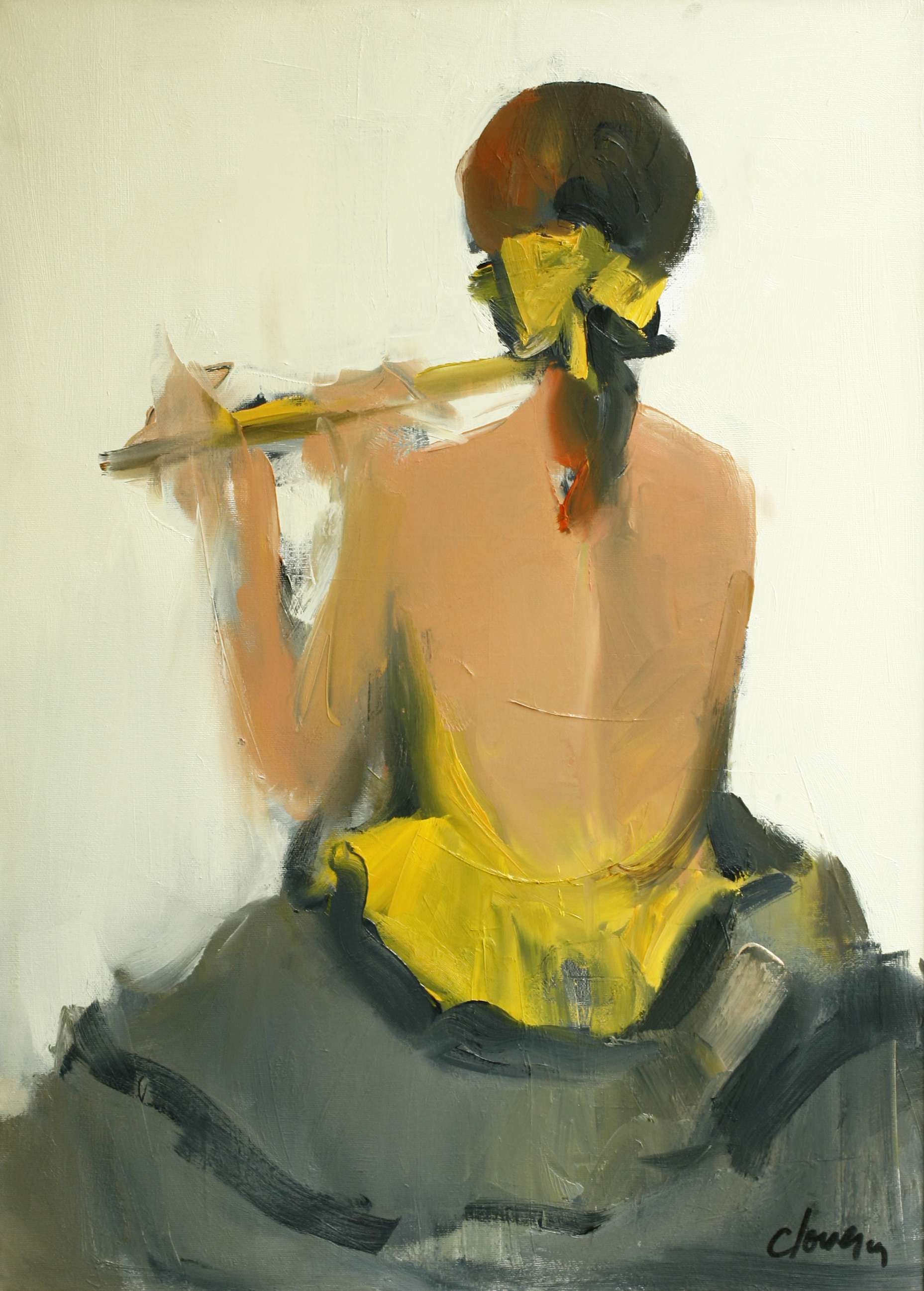
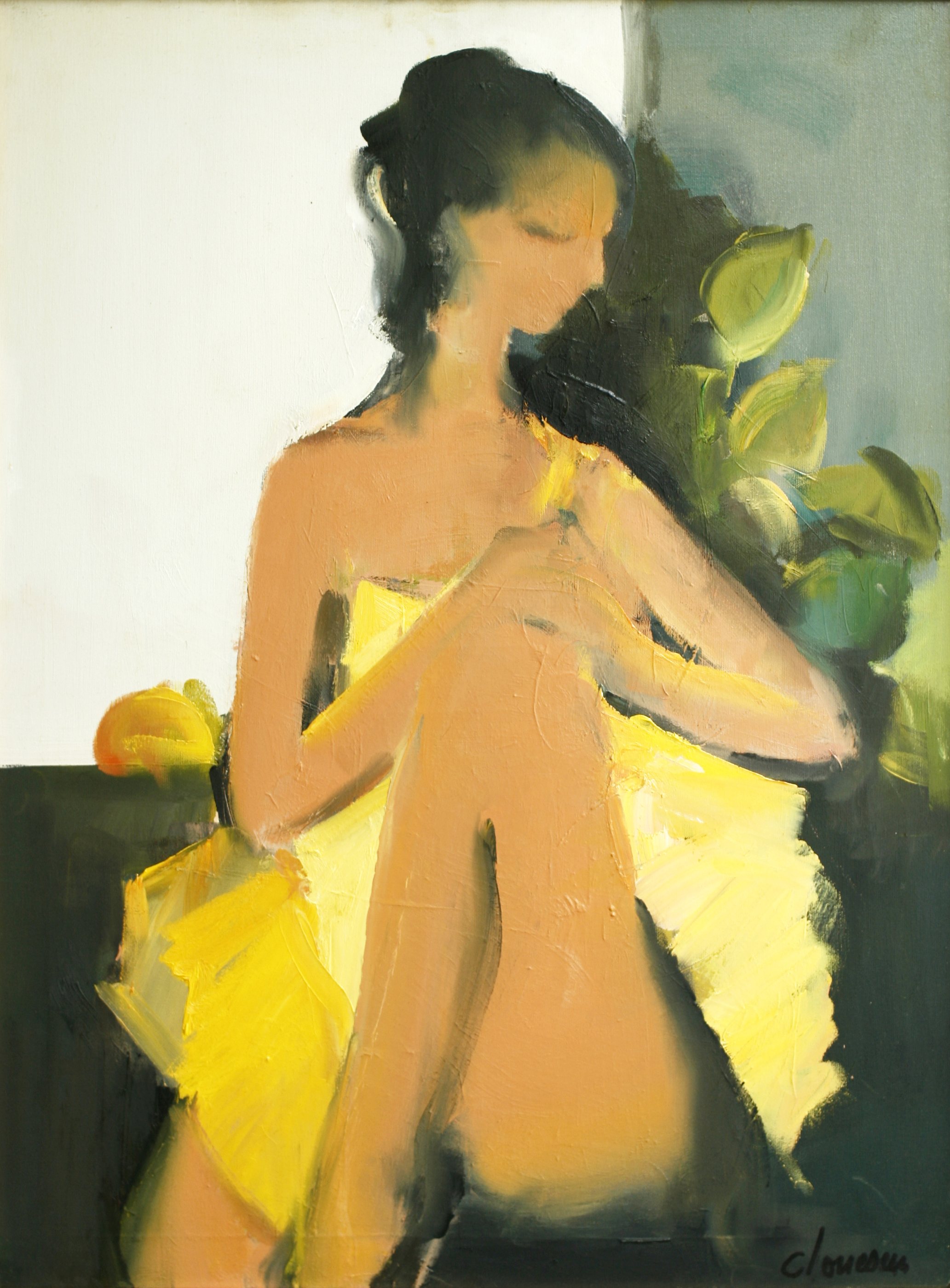
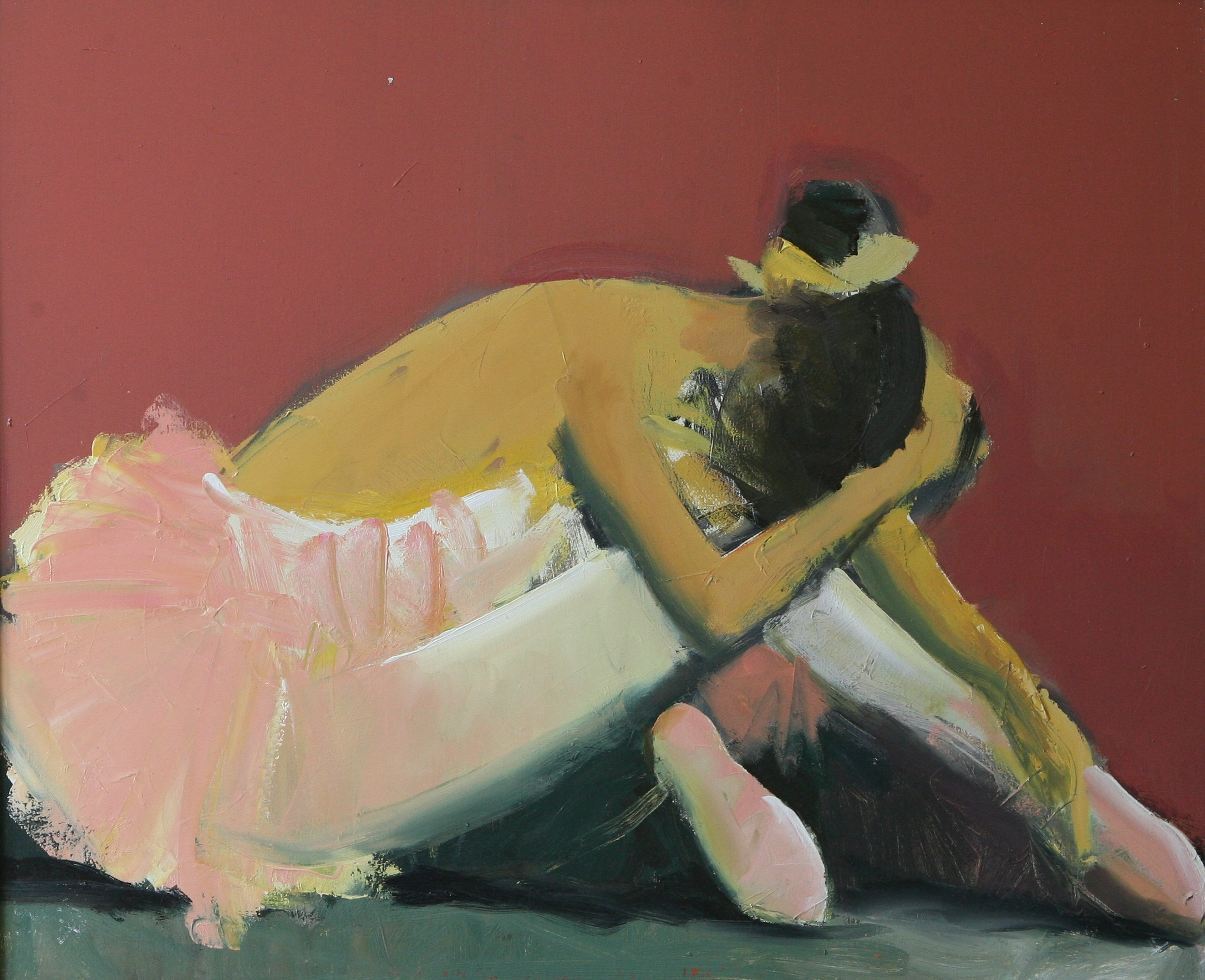
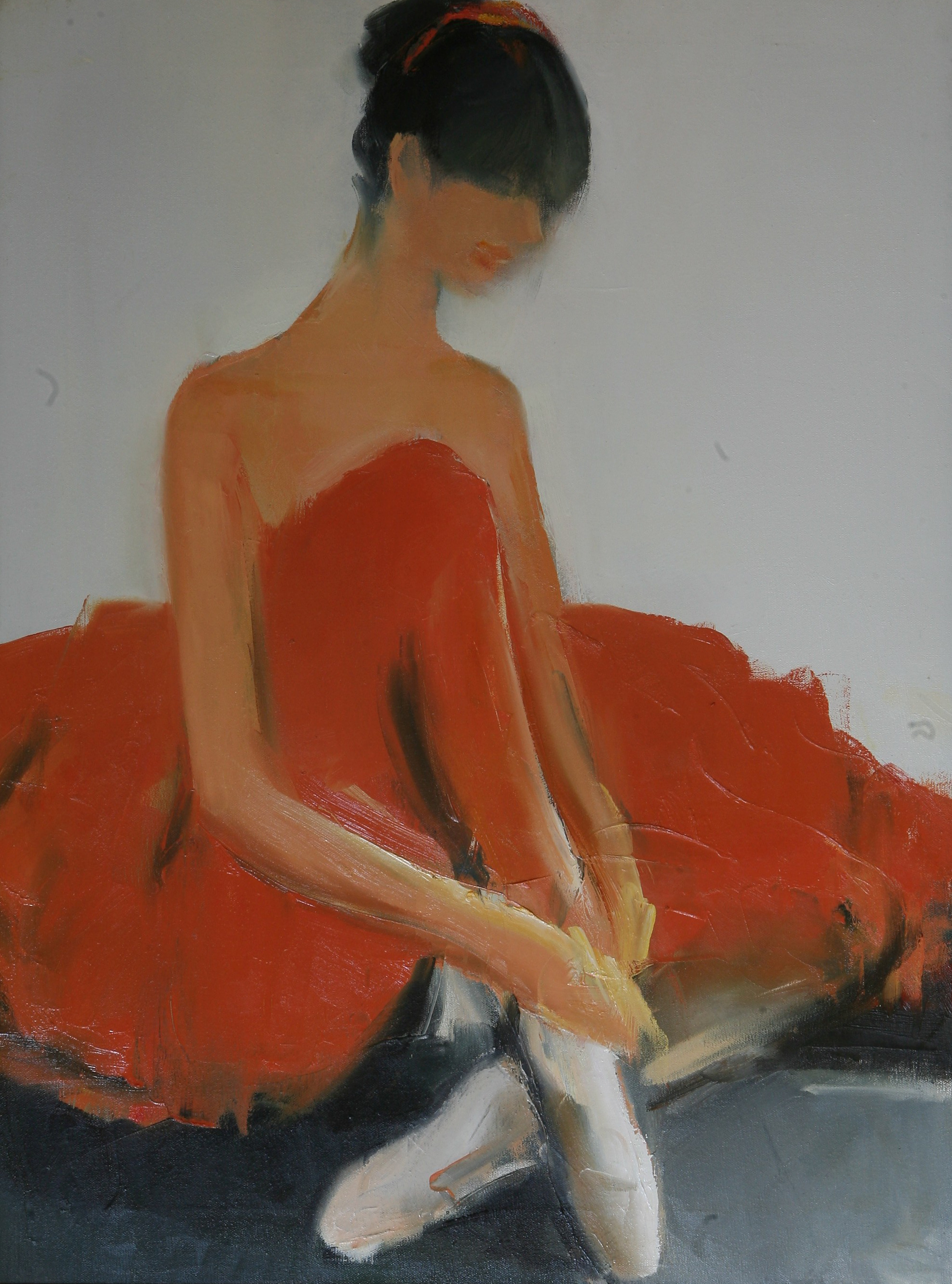
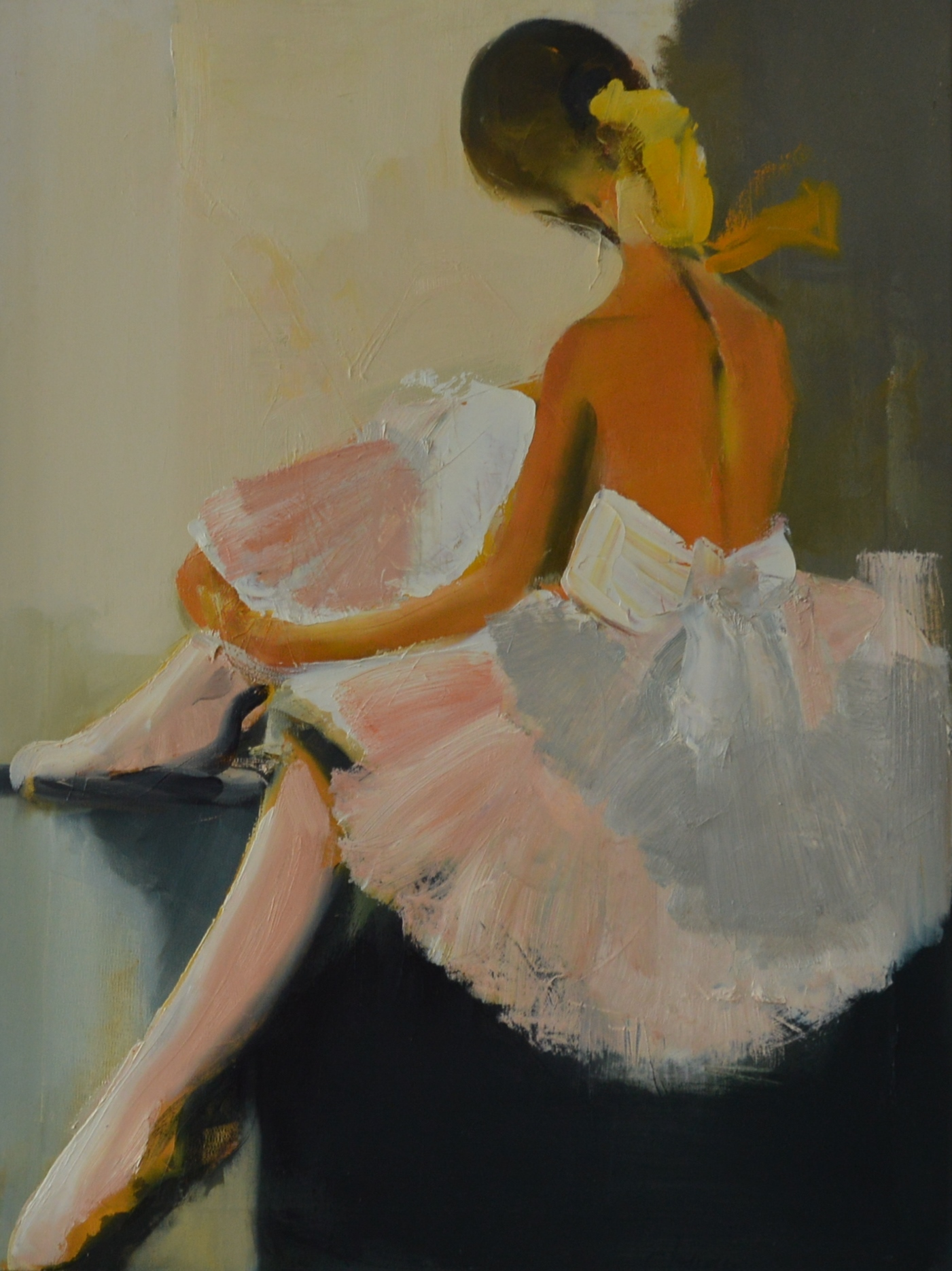
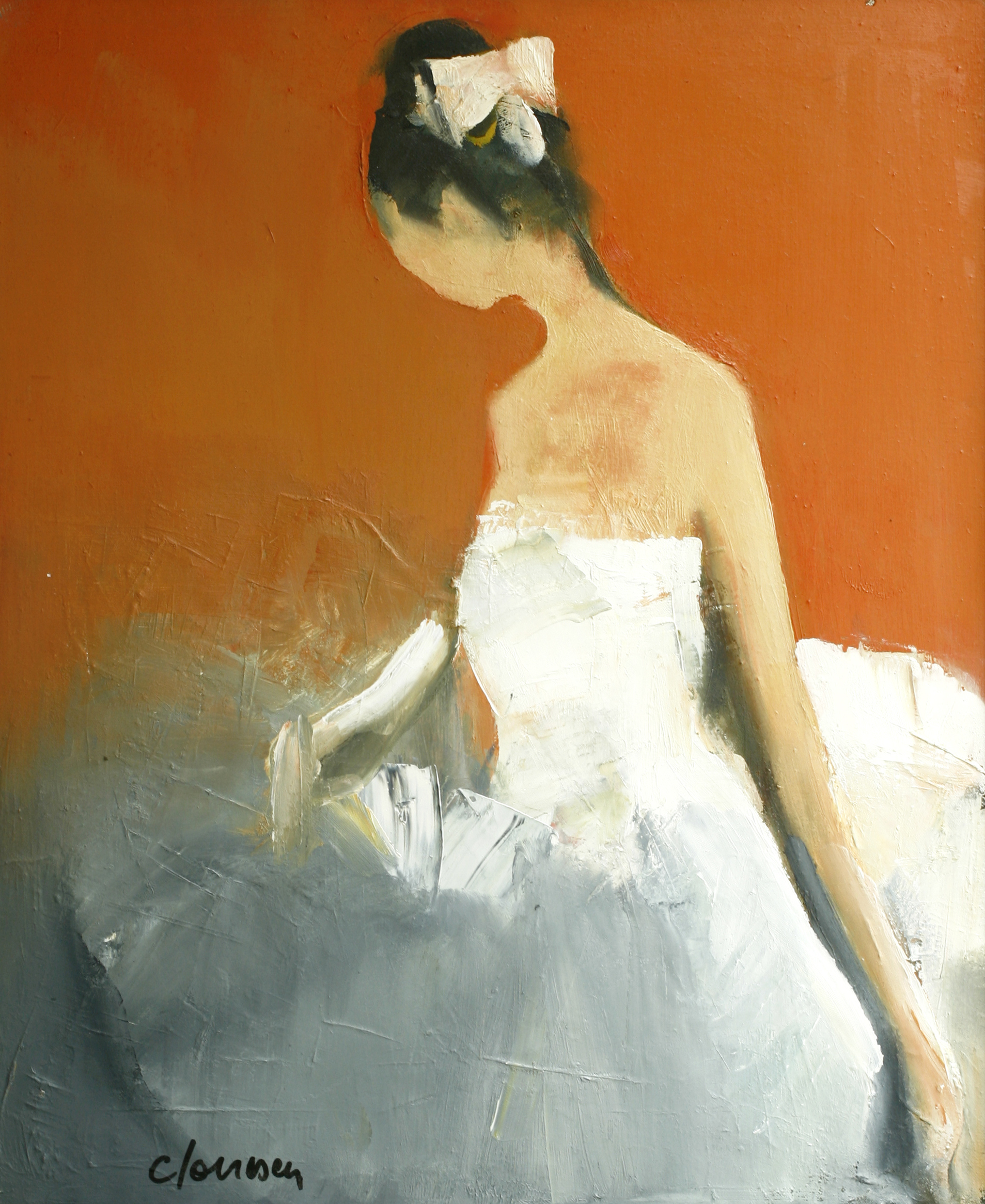

„Fidel subiectului care l-a consacrat "baletul", pictorul Corneliu Ionescu, un alt Degas al timpului nostru continuă să impresioneze publicul bucureștean cu variațiuni pe aceeași temă... Artistul aflat la plină maturitate a creației aduce un elogiu grației și frumuseții feminine. Baletul este doar un pretext - sau poate un punct de pornire spre munca dansului unde mișcarea plutitoare încununează drumul spre perfecțiune al trupurilor fragile, delicate, desprinsă parcă de realitatea cotidiană.”—Veronica Marinescu: Un artist pe urmele grației feminine. Corneliu Ionescu - în Curierul Național, 27 august 2008

Tematica arlechinilor în opera lui Corneliu Ionescu
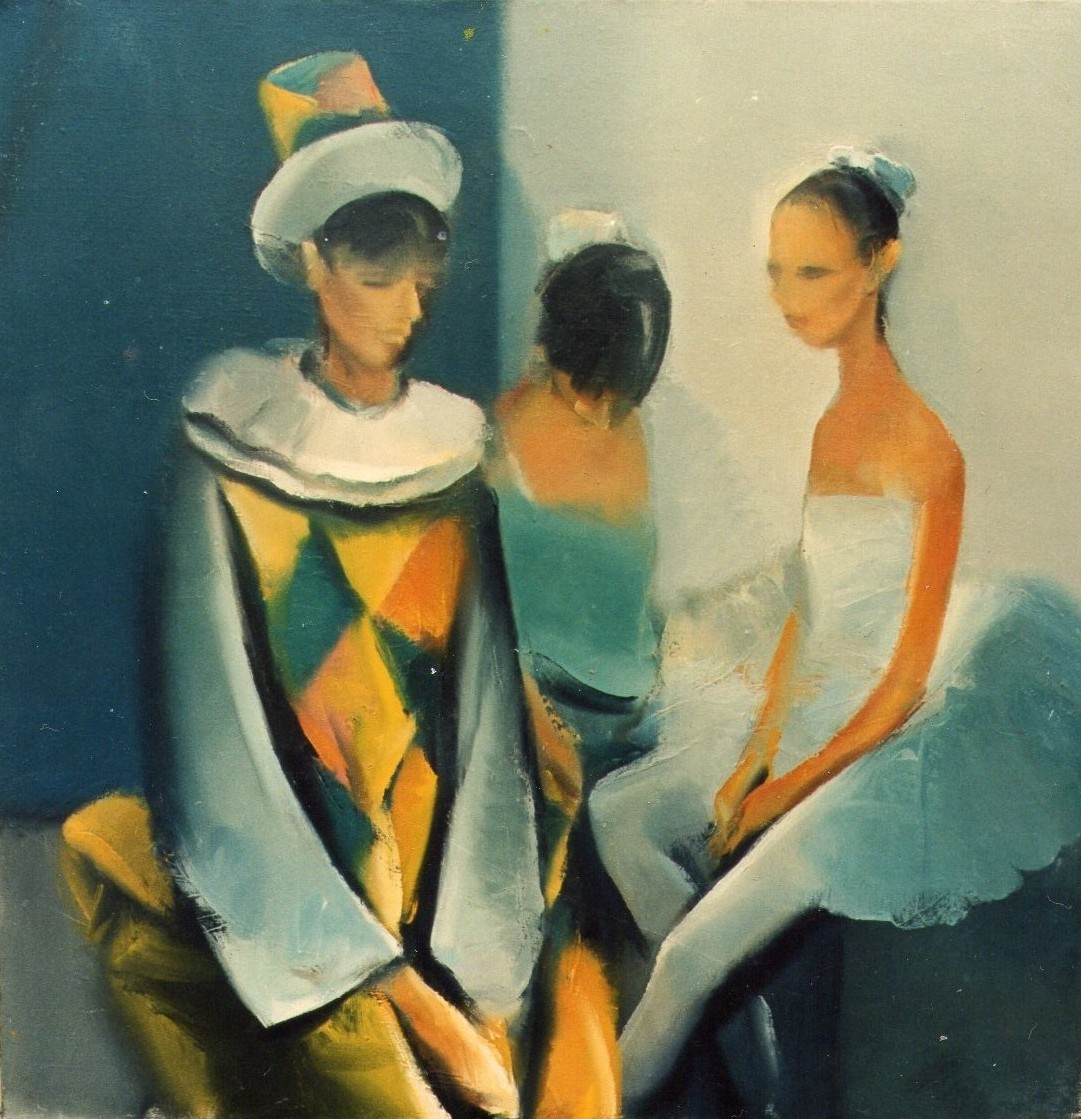
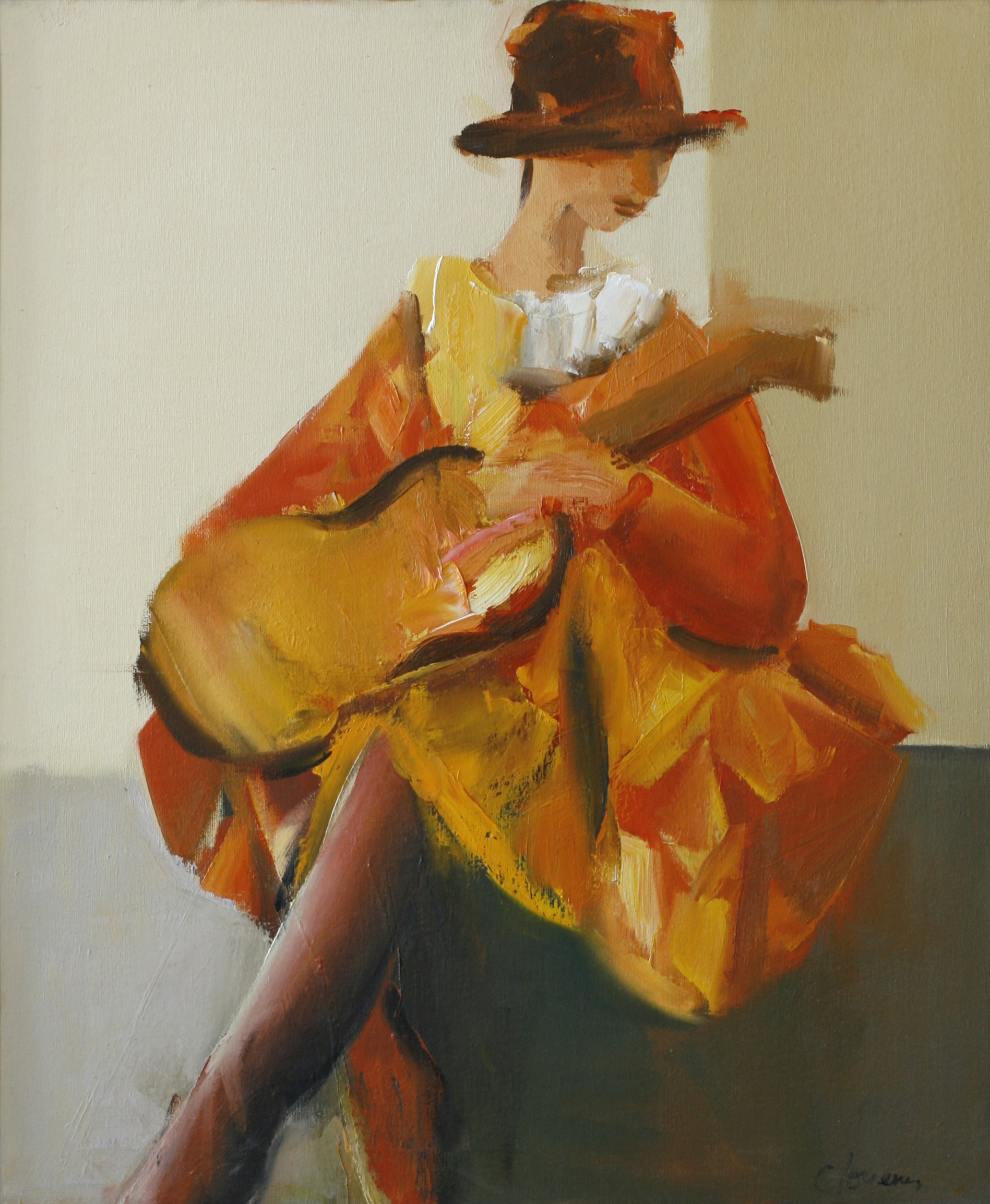
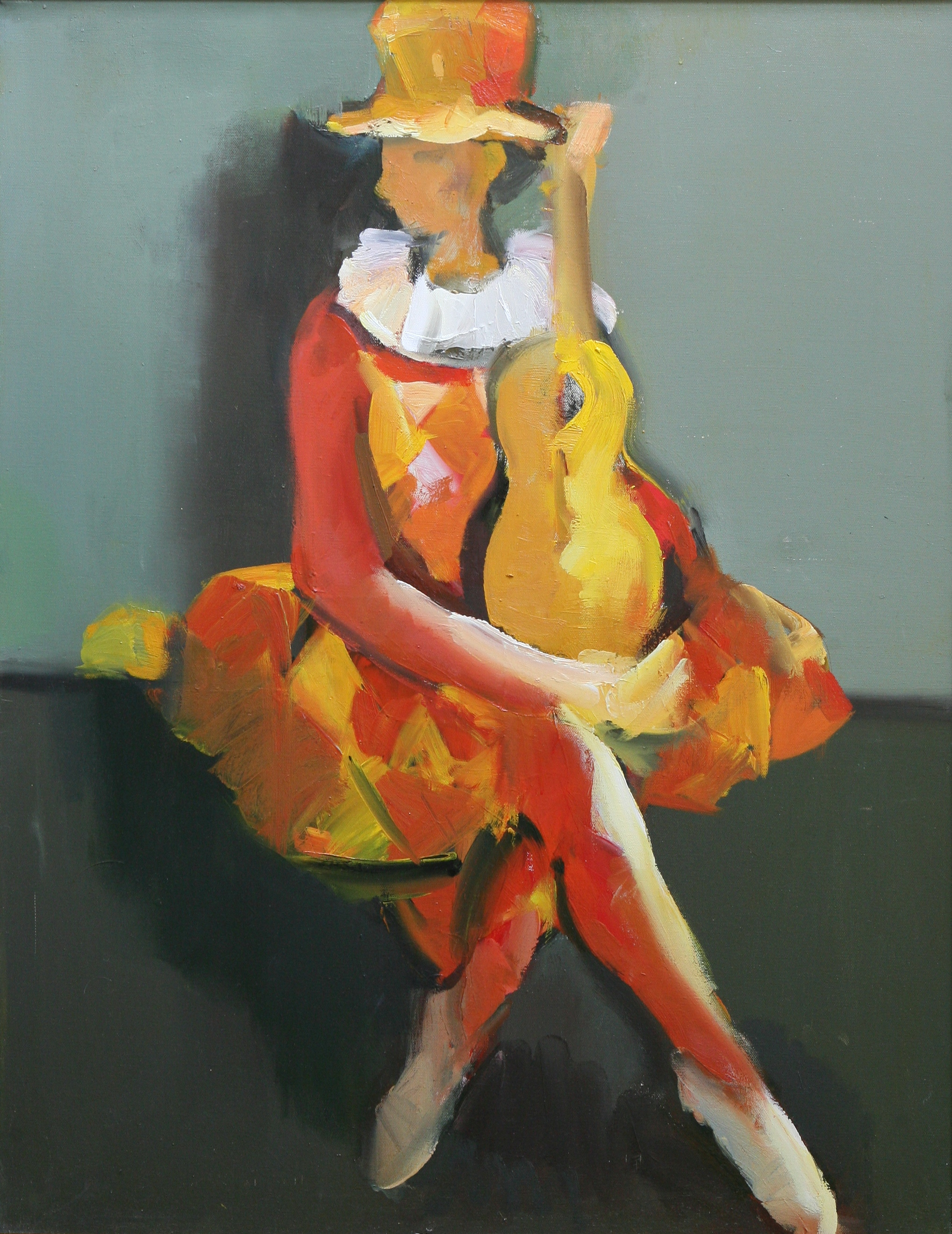
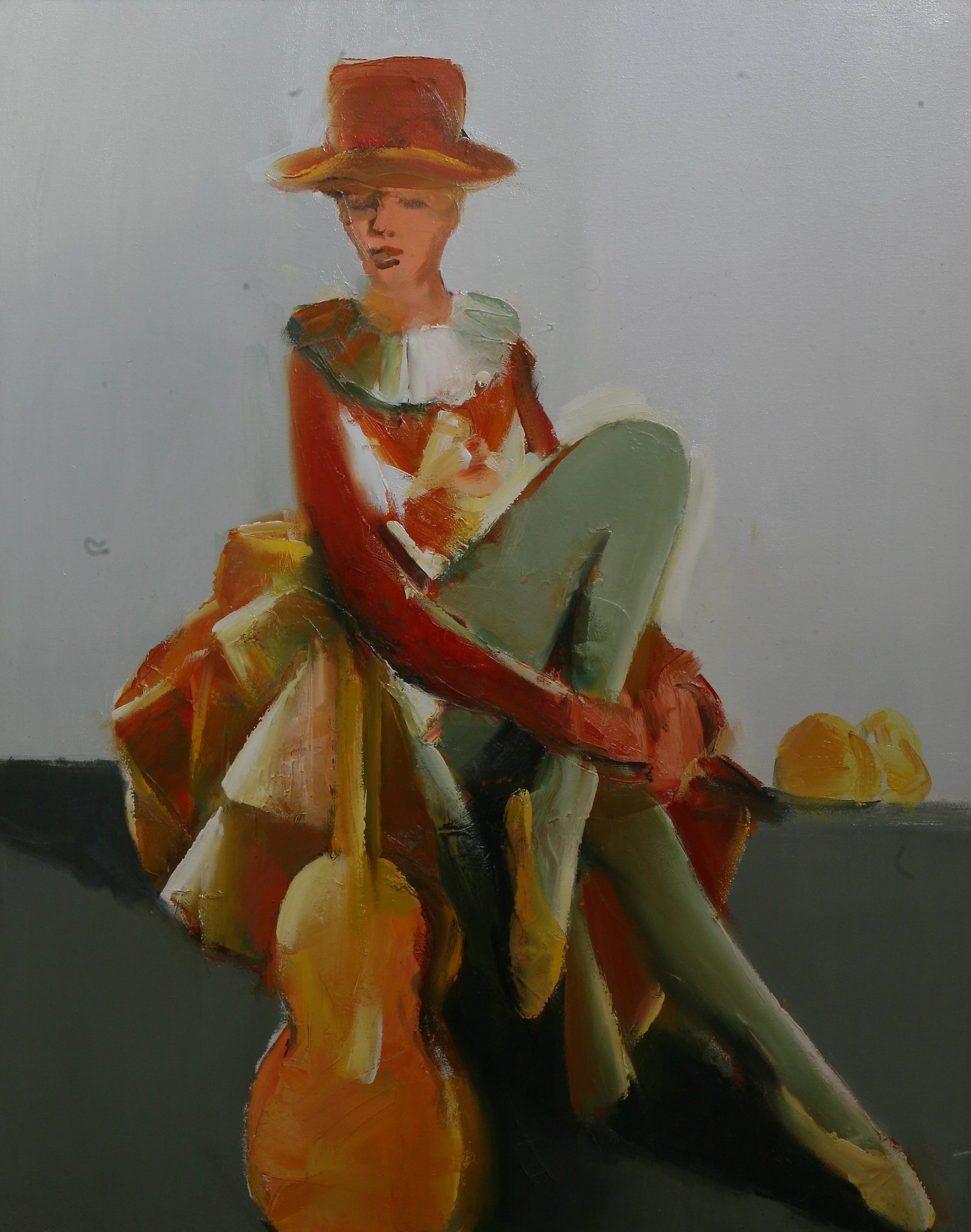
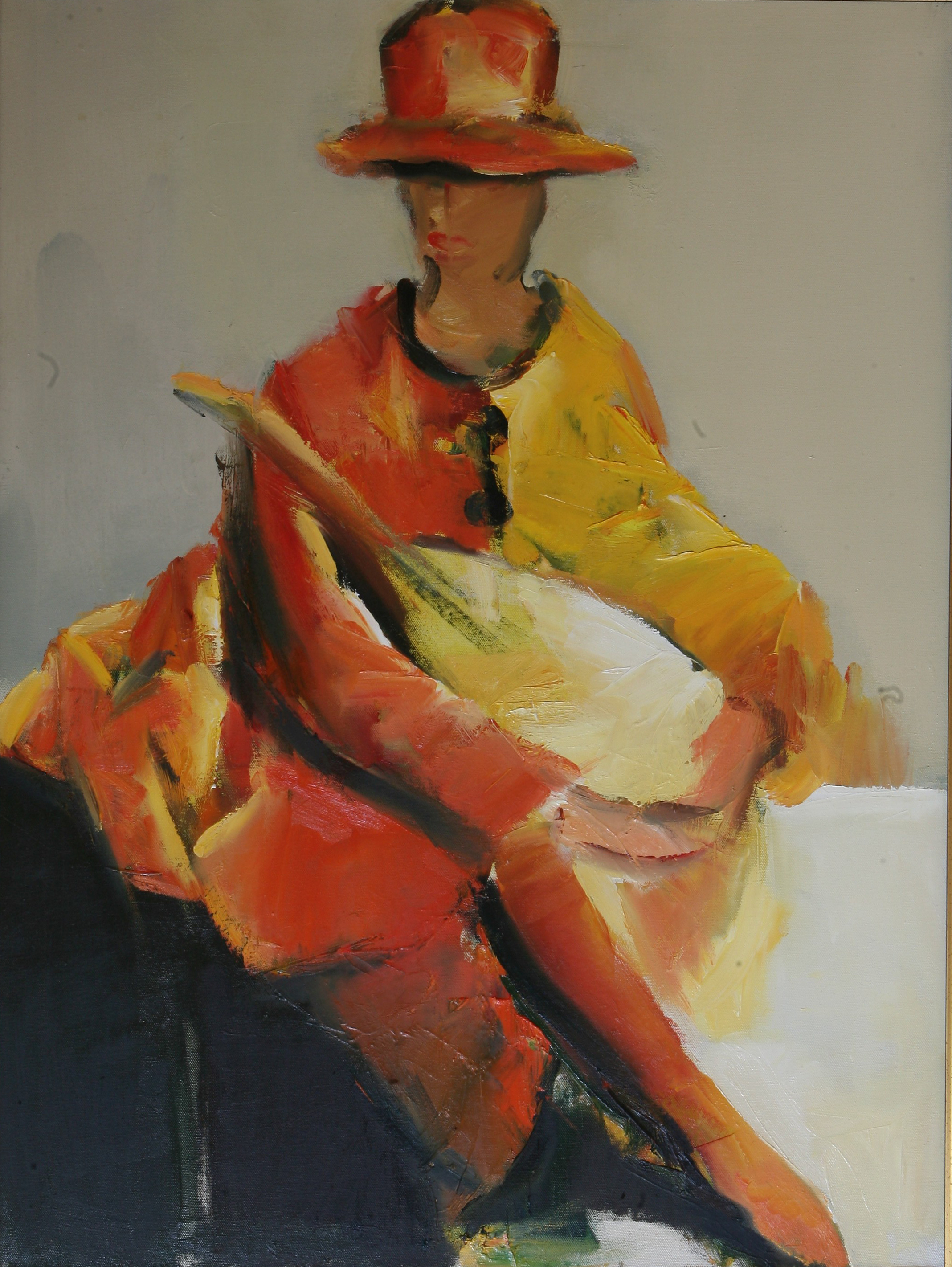
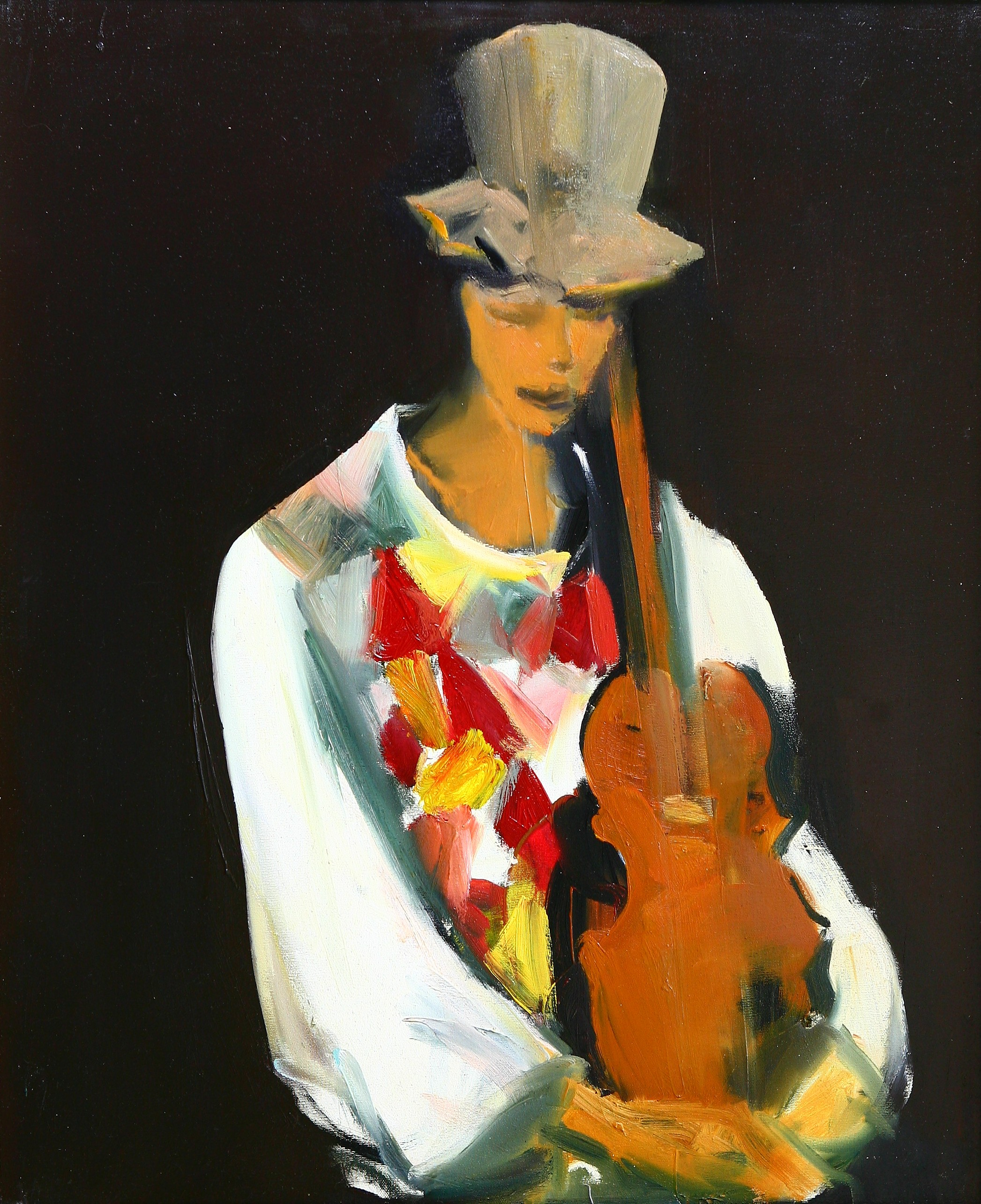
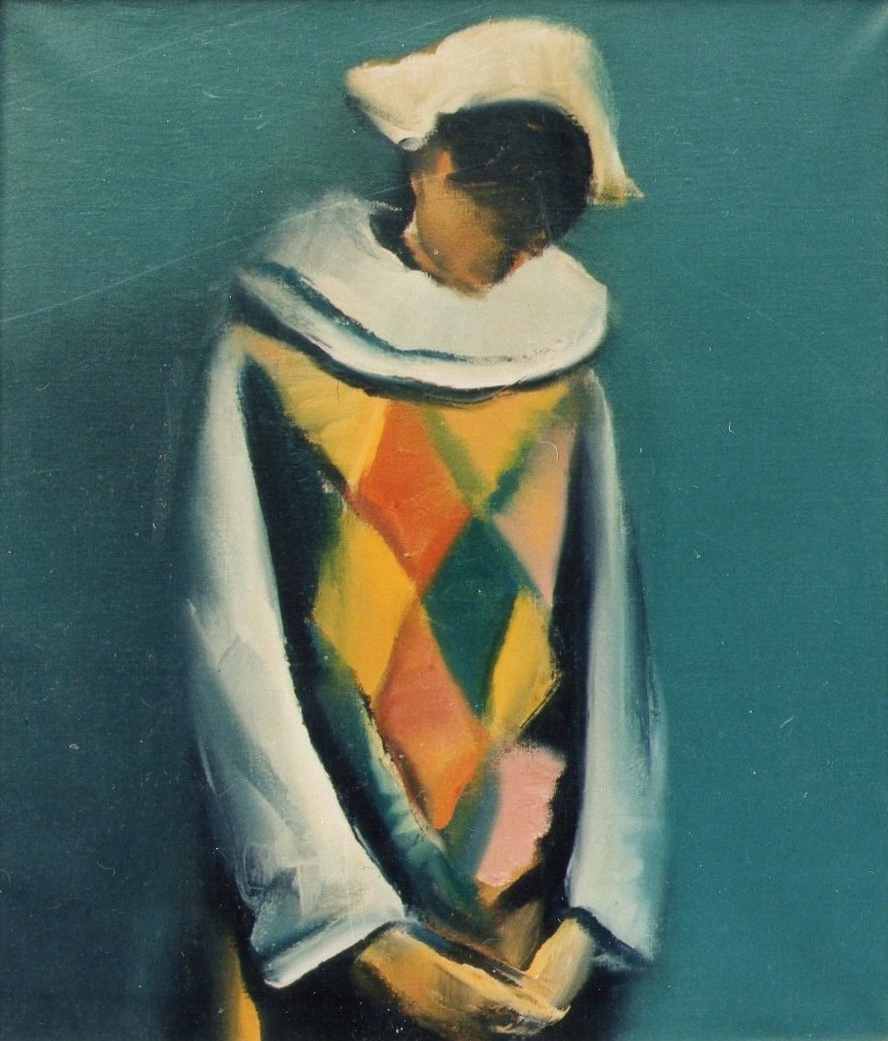

Fie că pictează un arlechin, o balerină, un peisaj sau o natură statică, efectul pictural este controlat aproape cu minuție didactică. Corneliu Ionescu se poziționează în apropierea pretențiilor burgheze, acolo unde senzualitatea nudului este înlocuită de mișcarea tinerească a formelor feminine pe armonii muzicale. Reprezentarea anatomică este asemănătoare în timp ce cromatica este complexă. Tema Balerinelor cochetează cu seducția frivolă a privitorului avizat, care în final alimentează zelul creativ al artistului ce se definește printr-o pecete stilistică inconfundabilă.

### Pastel

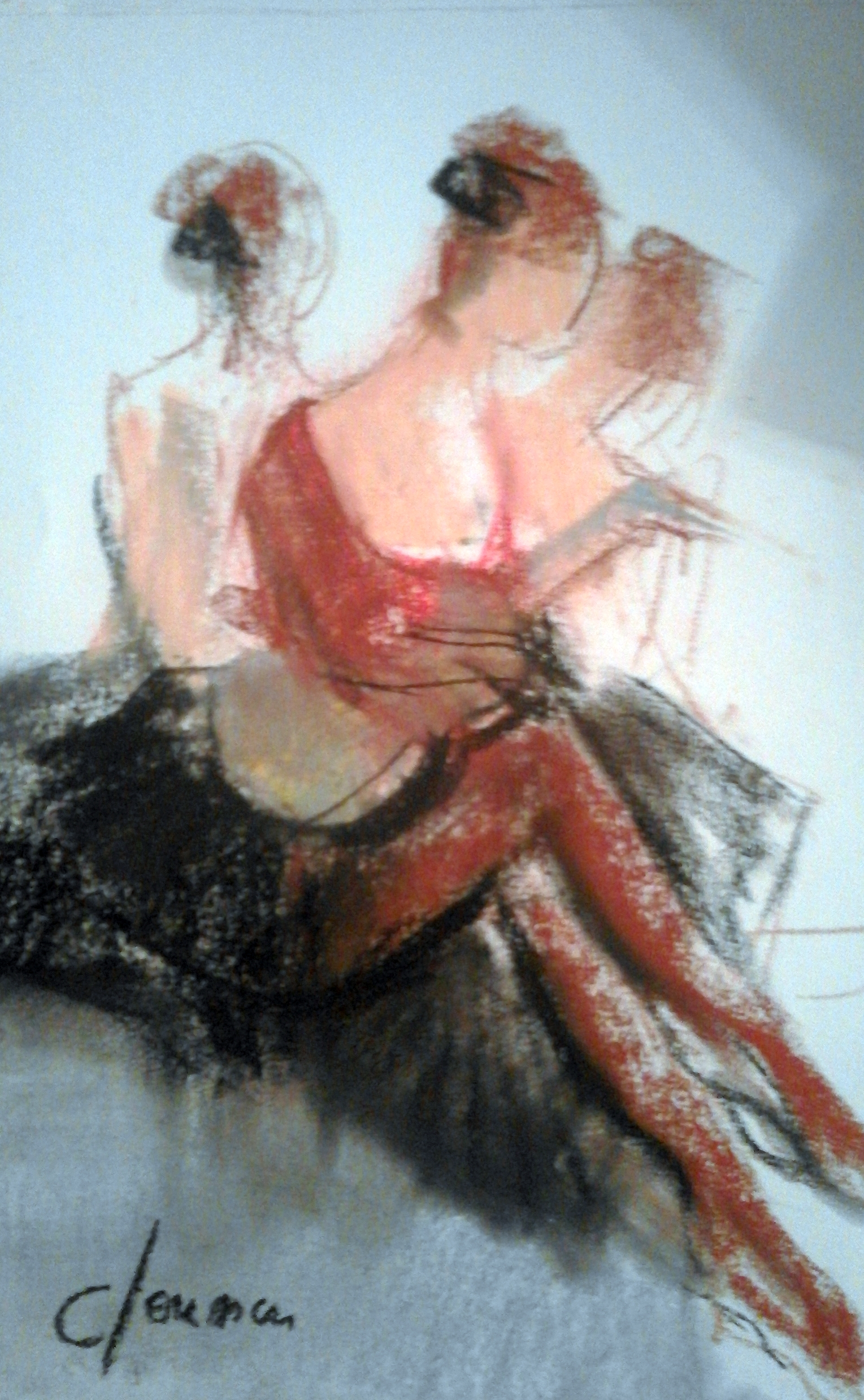
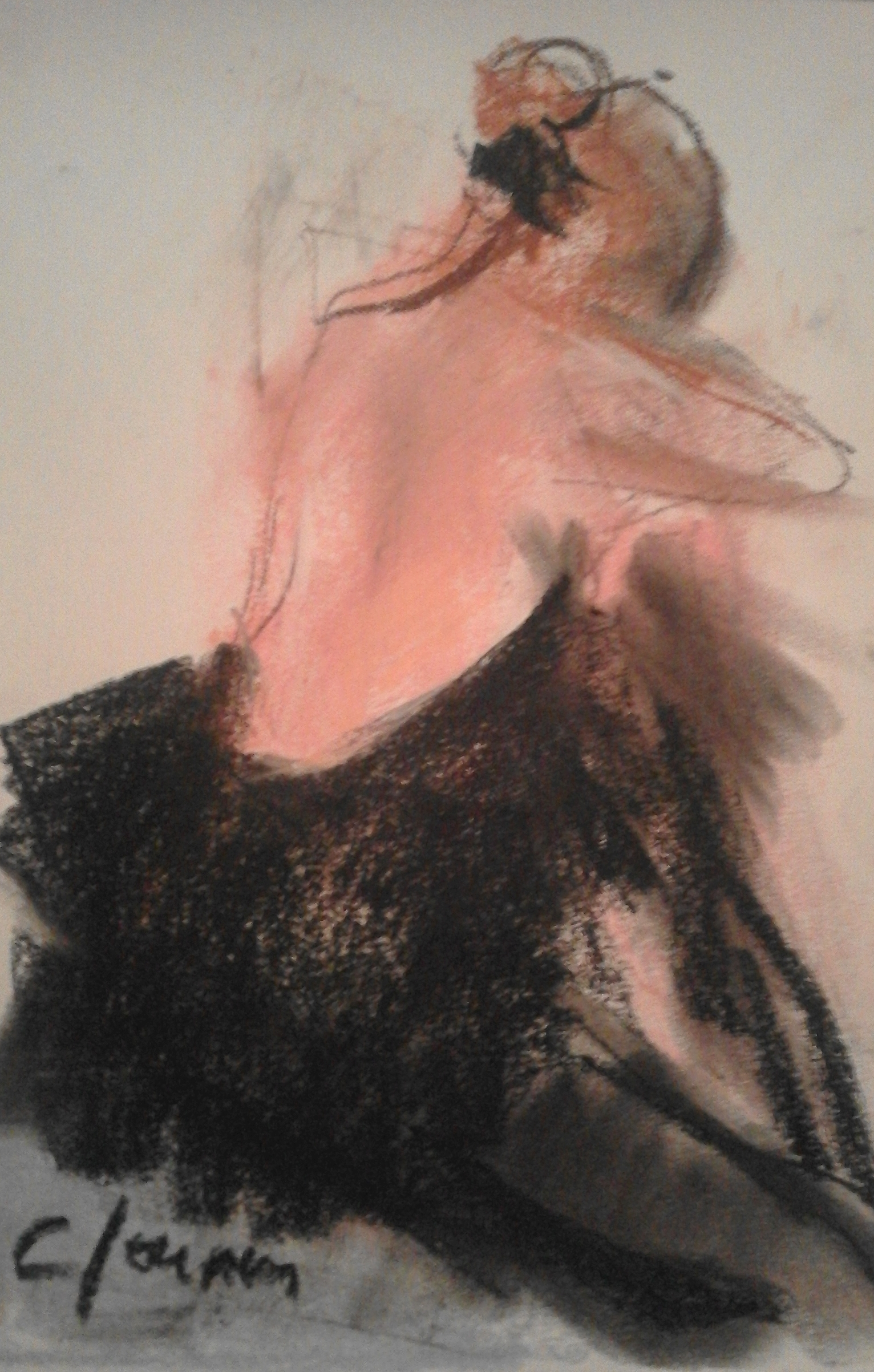
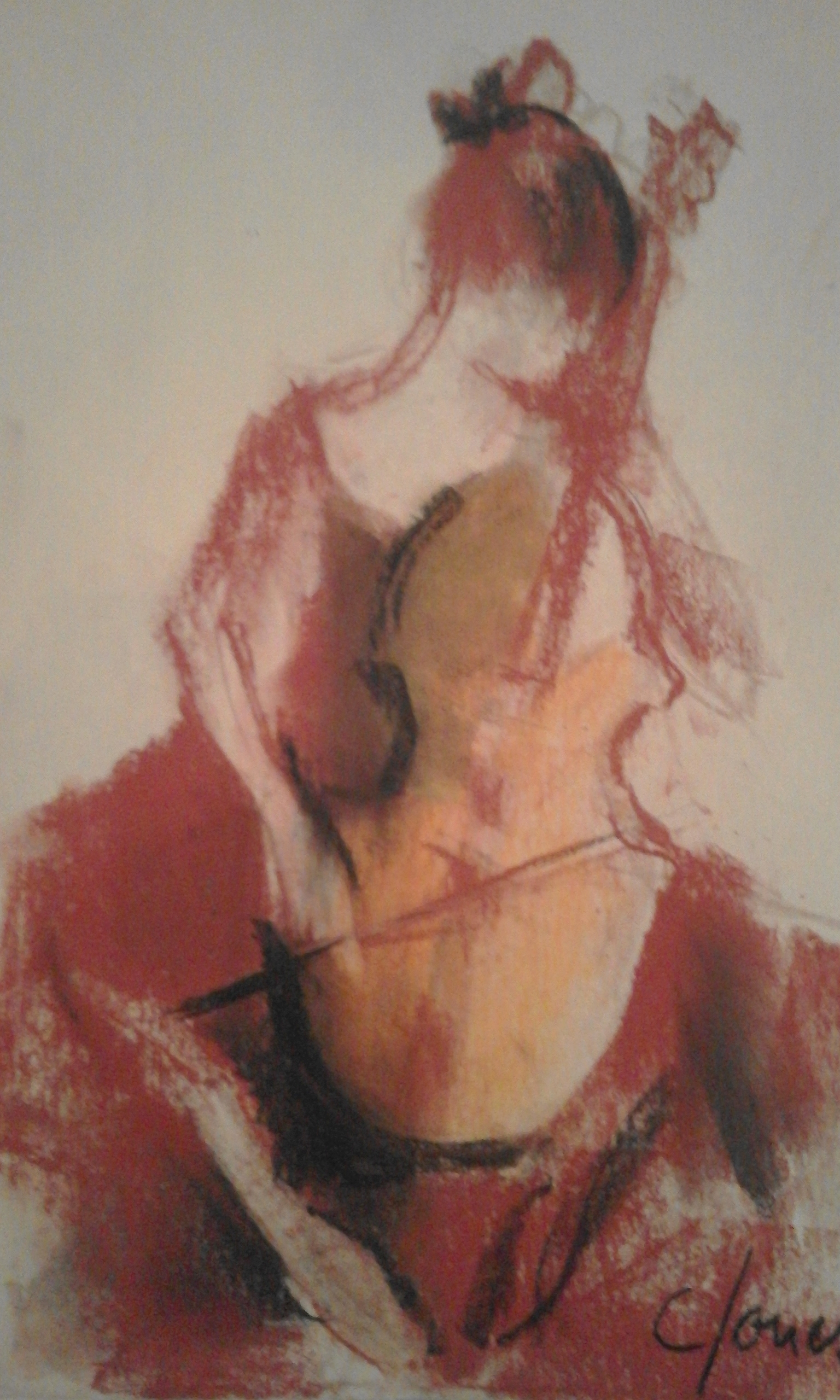
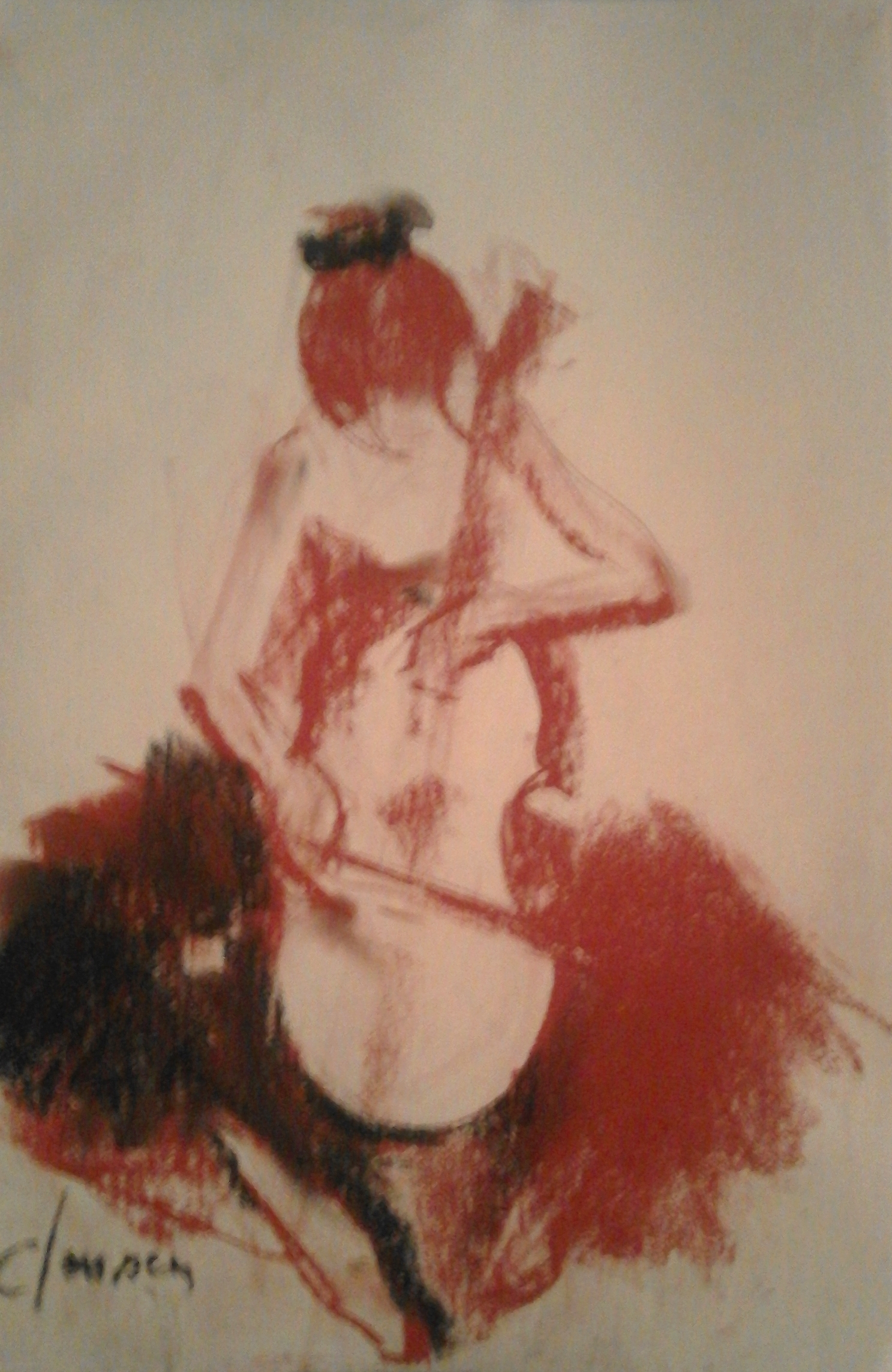
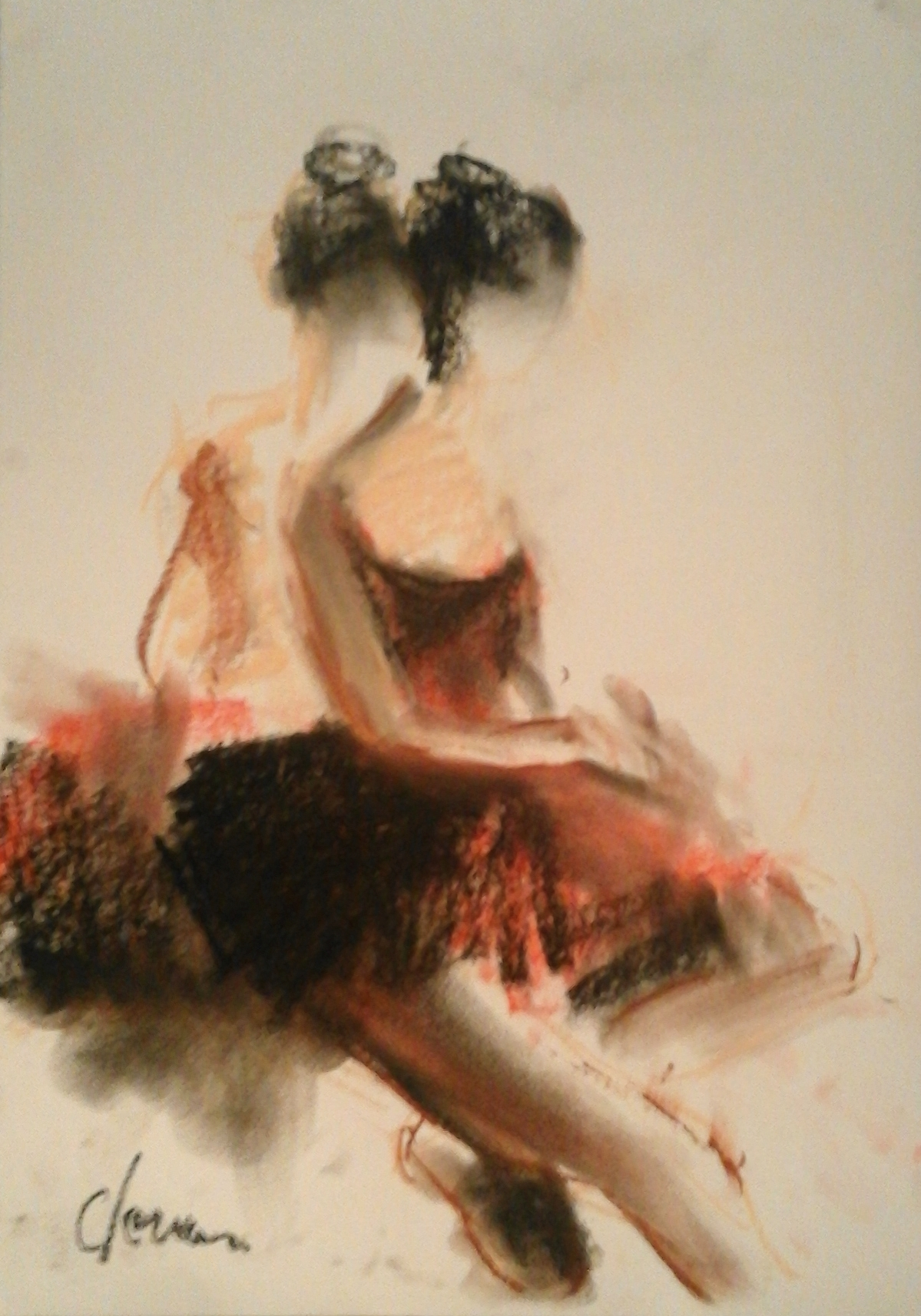
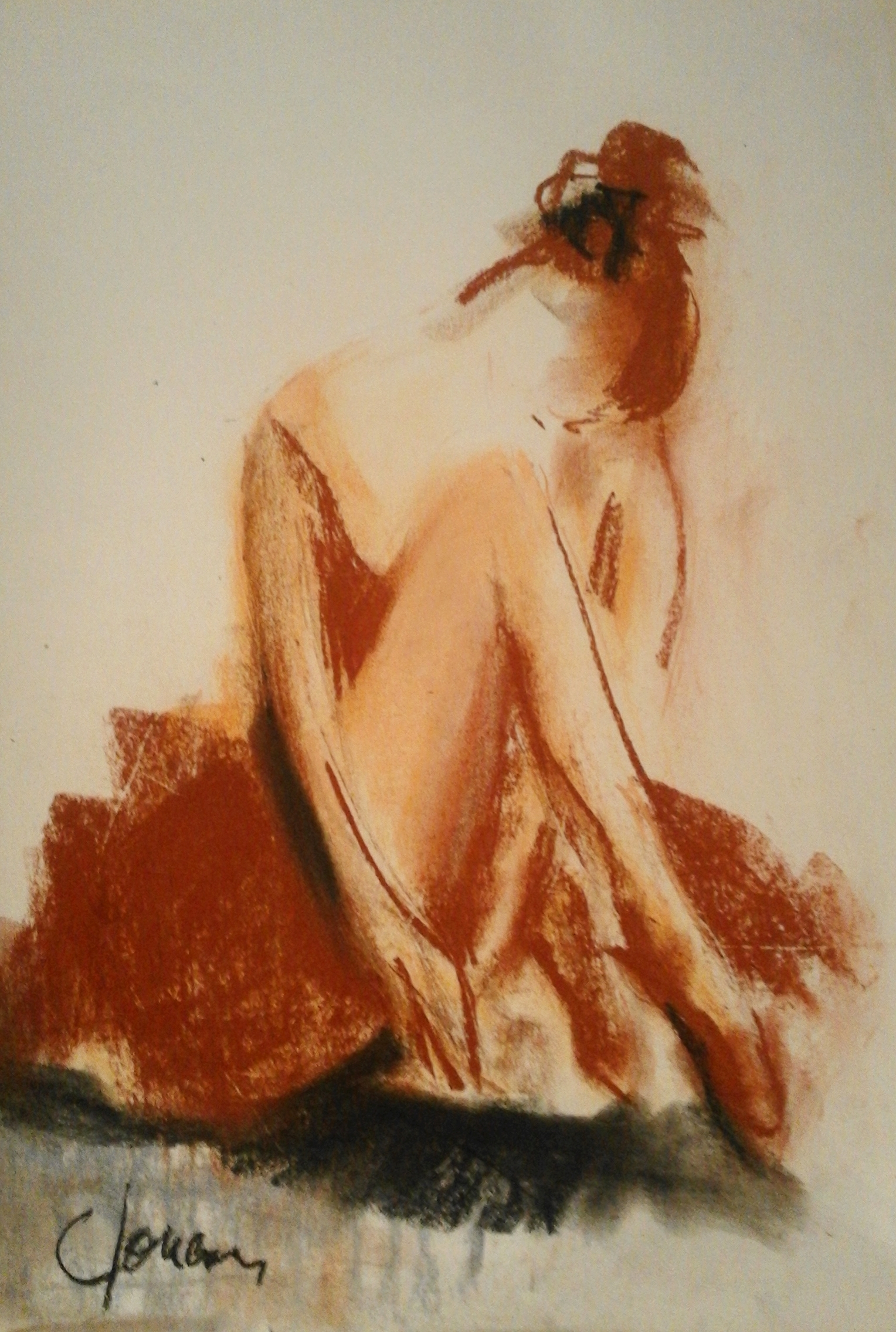
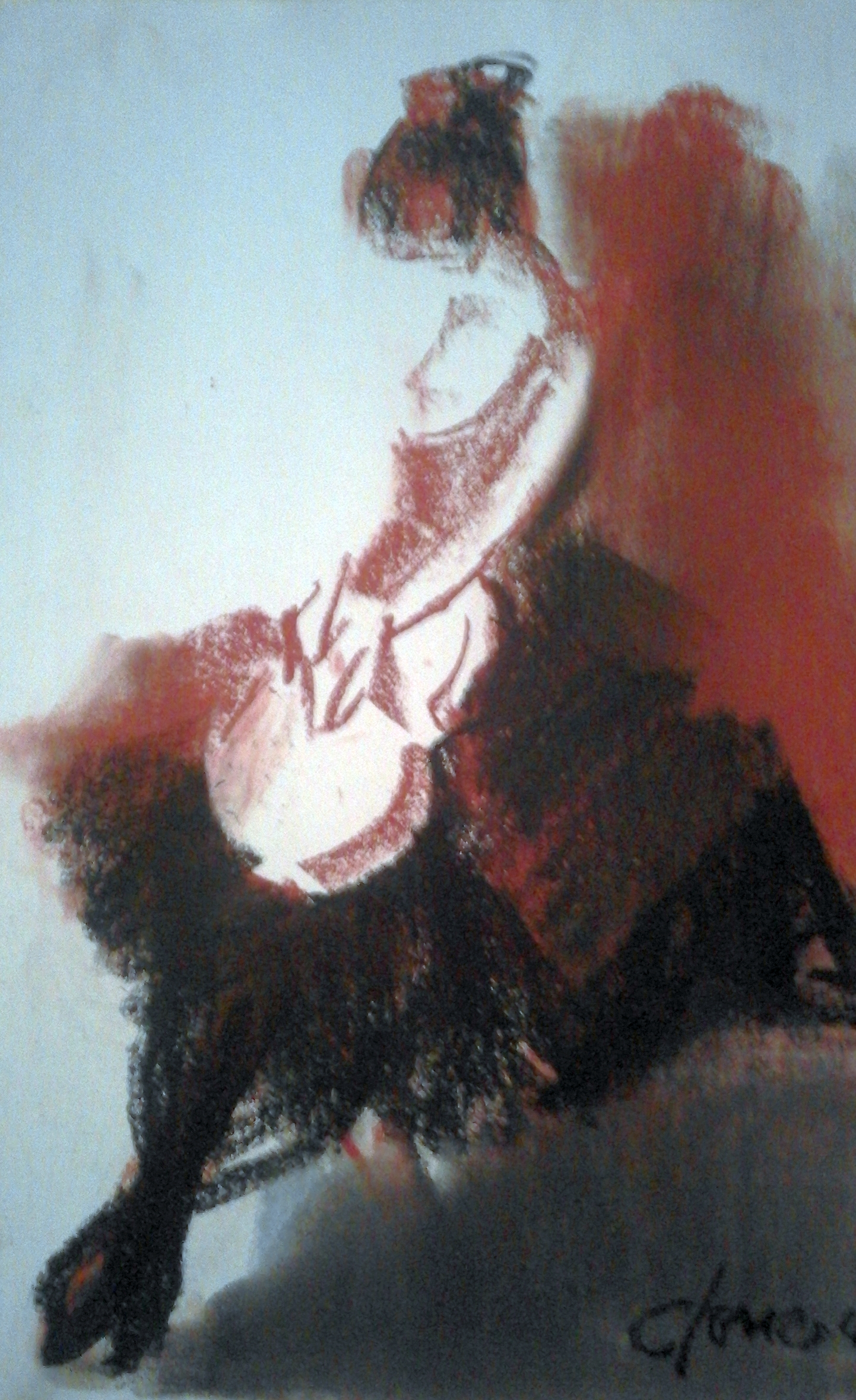

### Flori

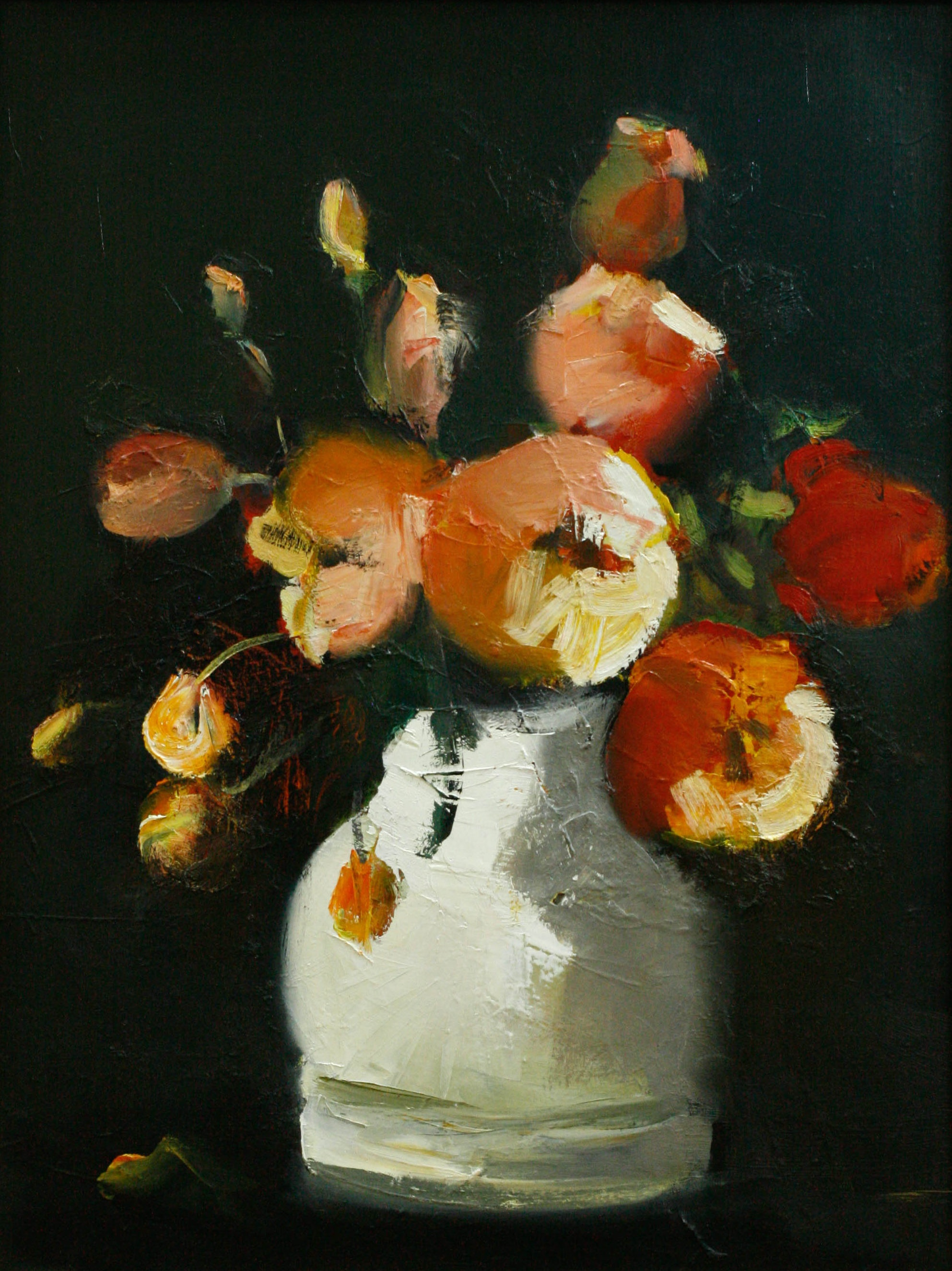
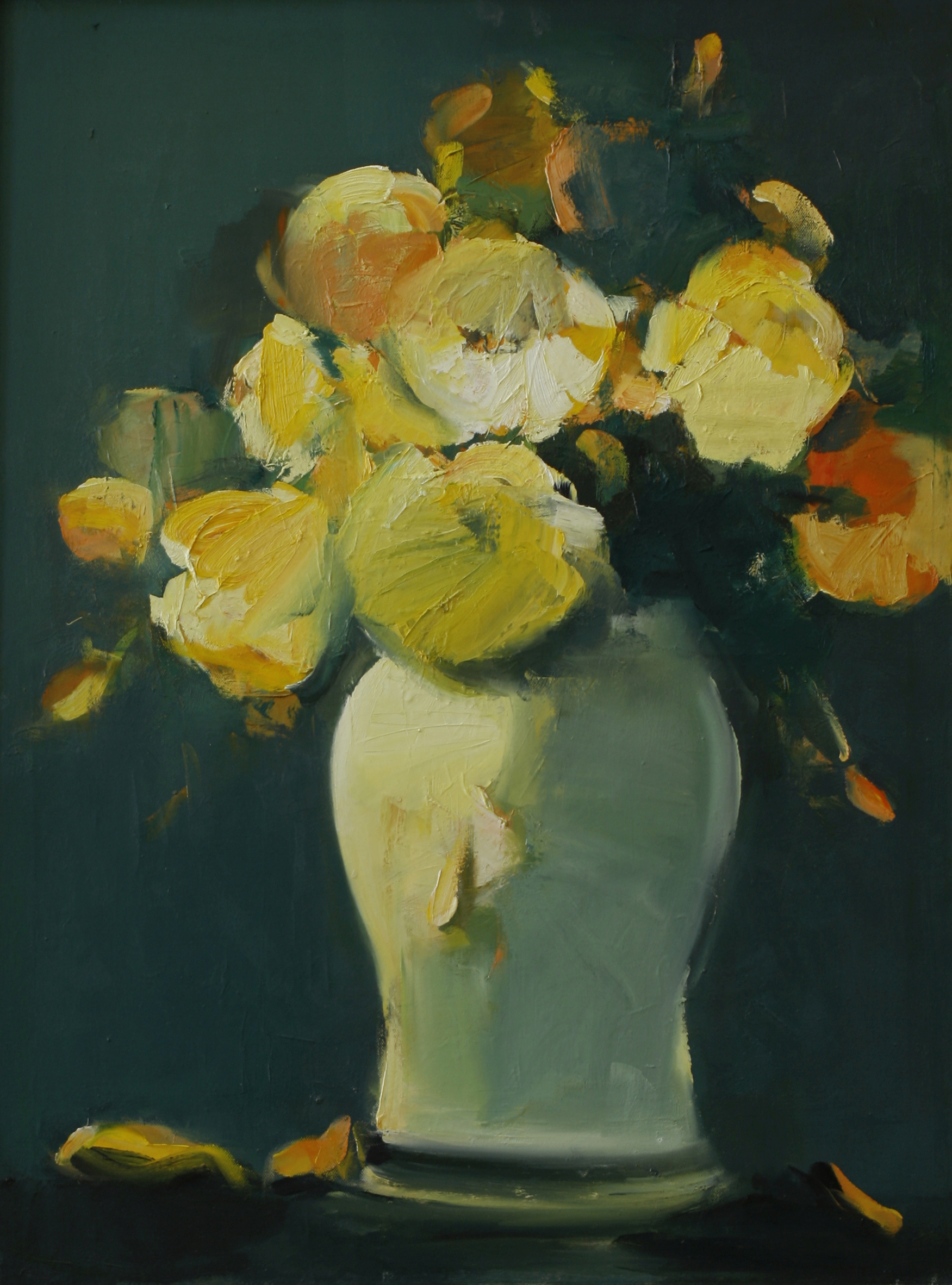
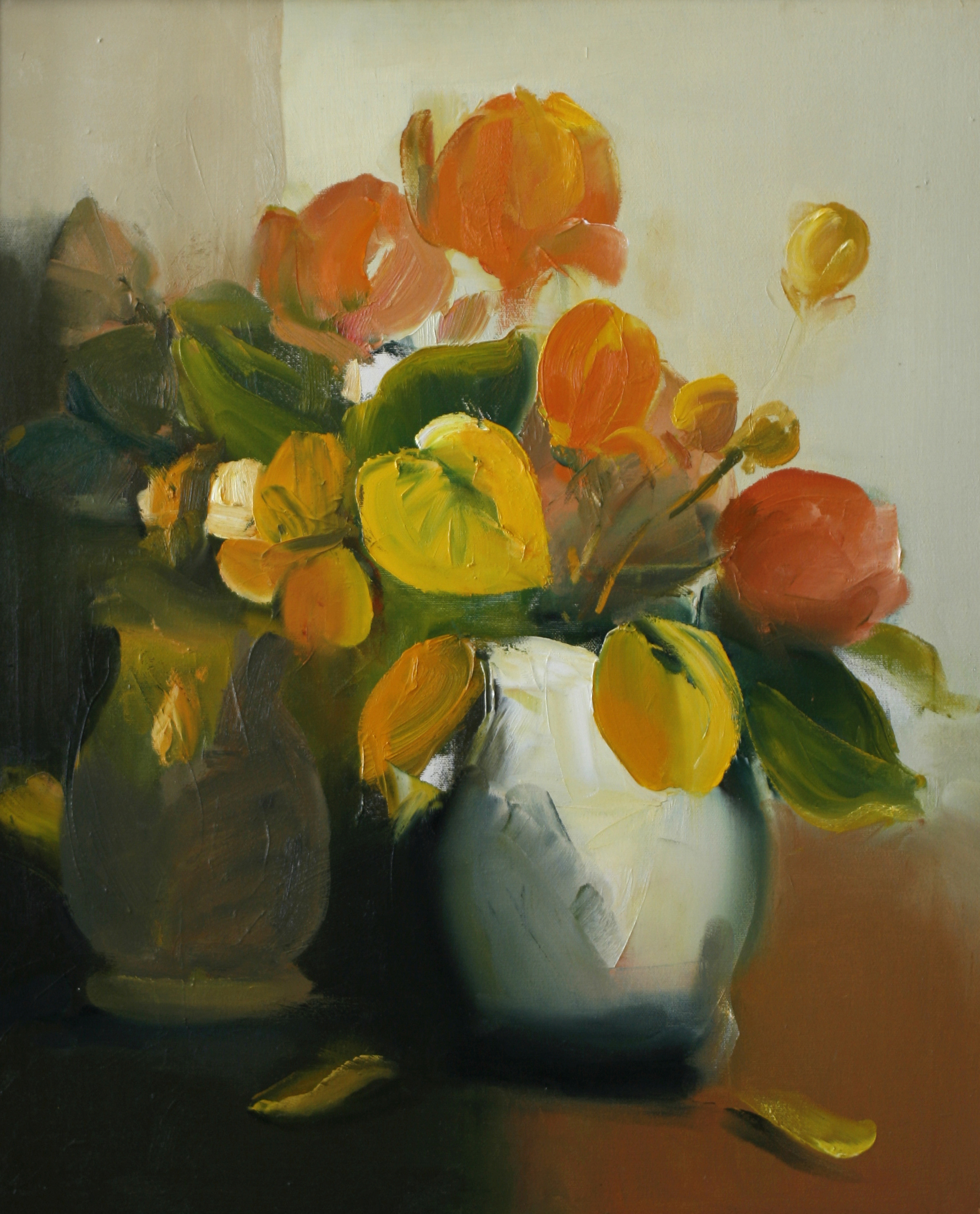
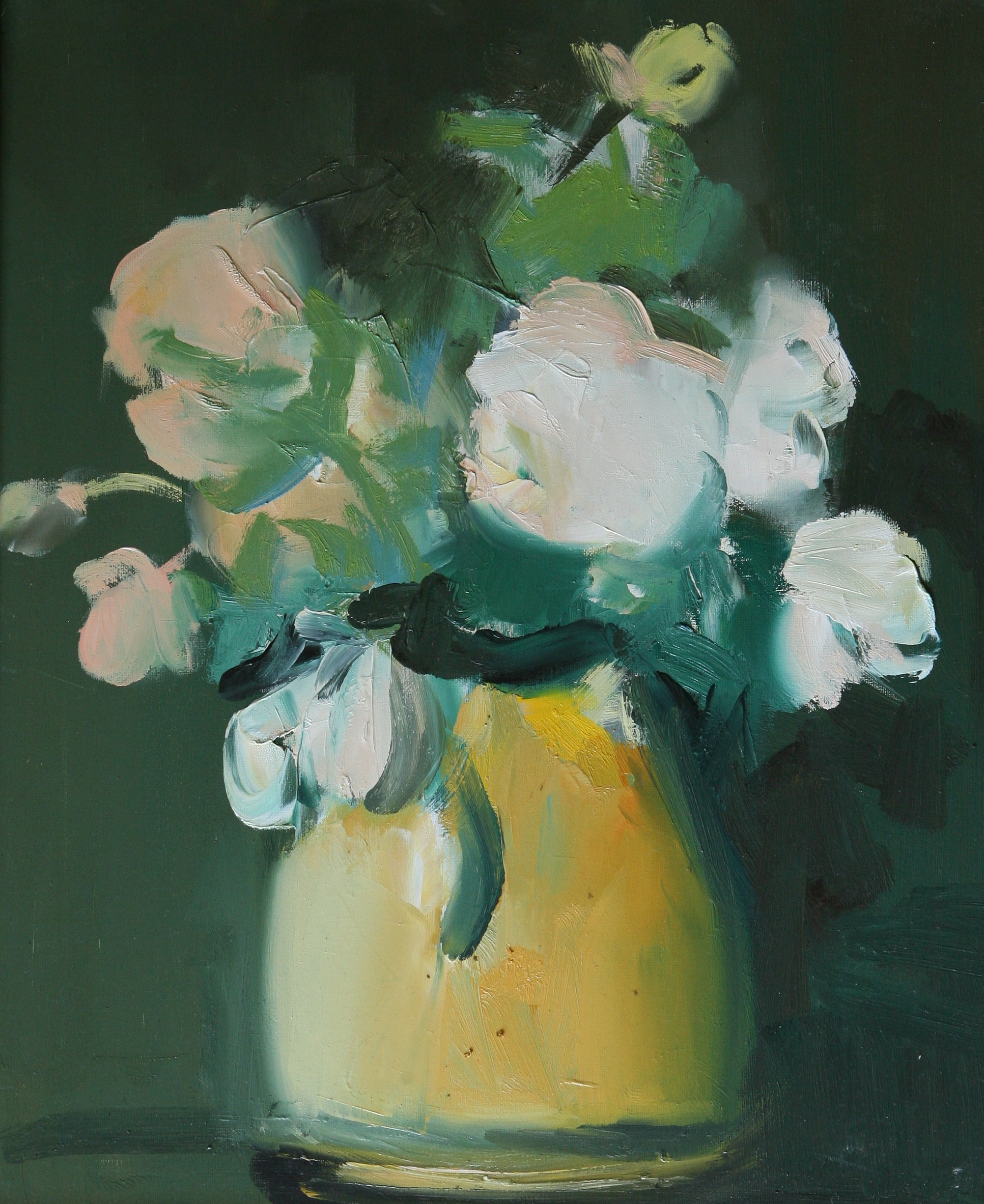
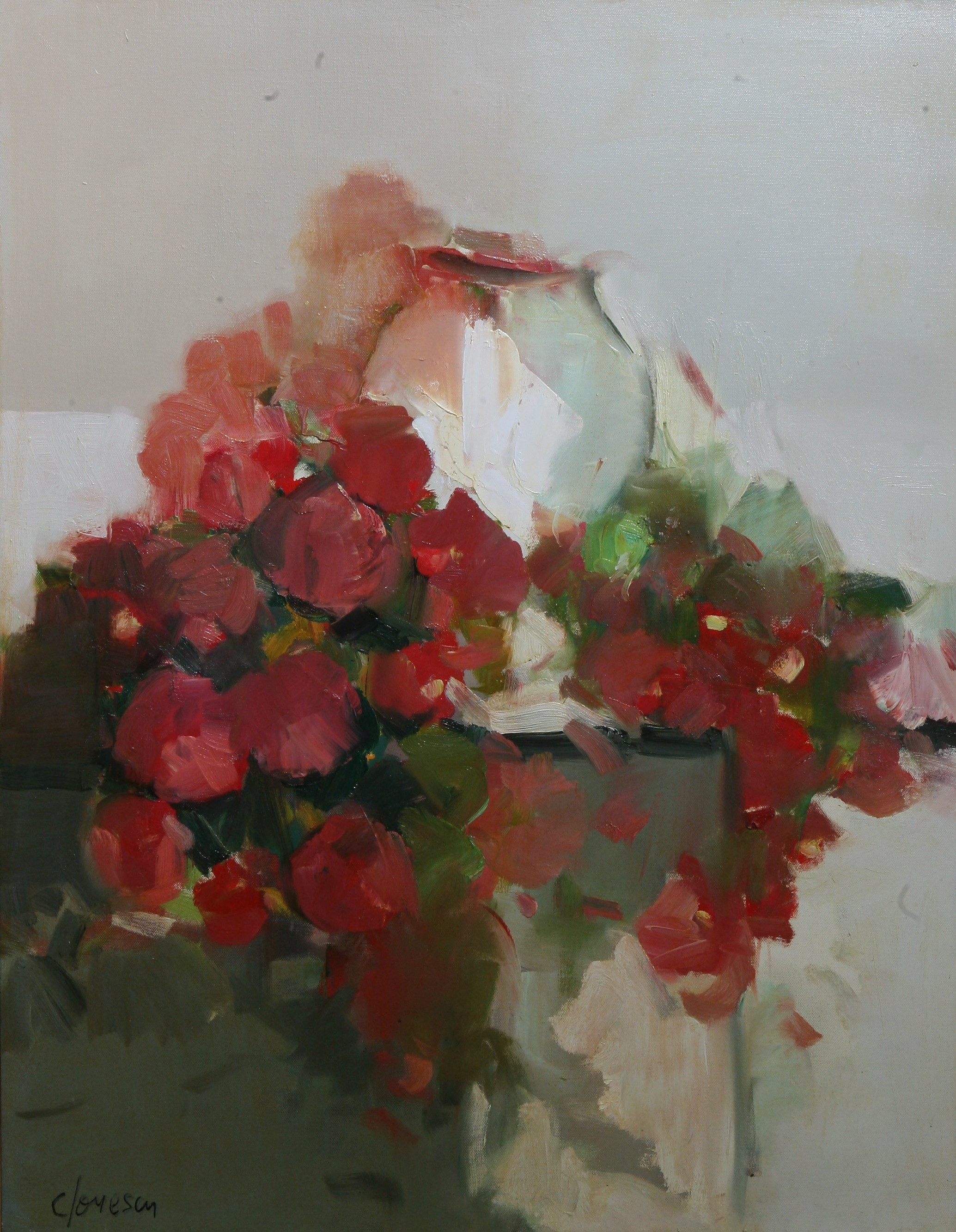

„Adept al direcției tradiționale de percepție consubstanțială a realității, cu o participare emoțională accentuată și cu o pasiune pentru viața ascunsă, Corneliu Ionescu dovedește, la o analiză atentă și în substanță a imaginii, pasiunea pentru construcția din culoare de tip Cézanne. Ceea ce, trecând peste priza noastră afectivă imediată, ne pune în fața unui caz complex, de pictor "total", refăcând în scara personală experiența picturii figurative moderne.”—Virgil Mocanu în Jurnalul Galeriilor Contemporane, revistă a Galeriilor Municipiului București, decembrie 1989

### Peisaje

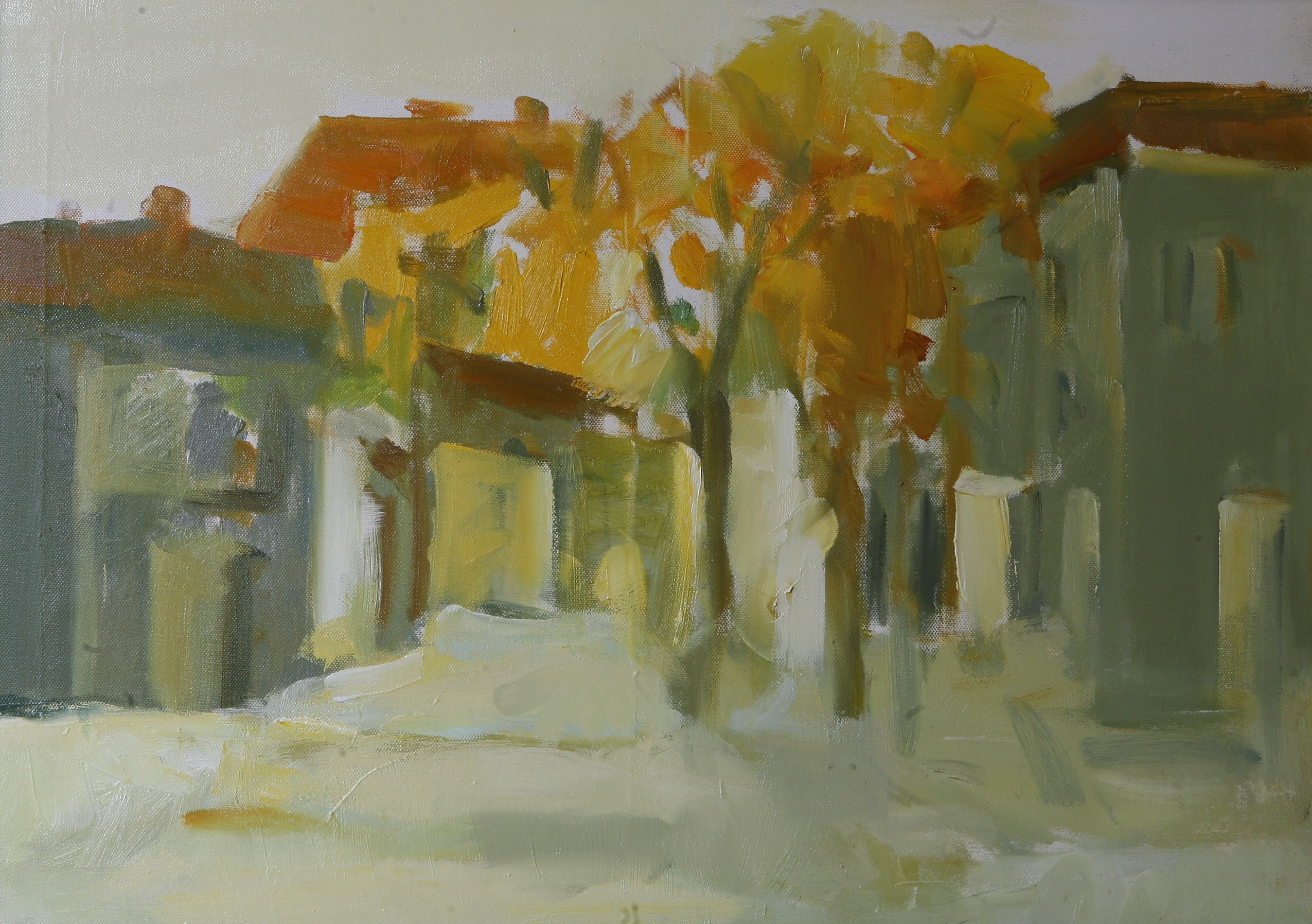
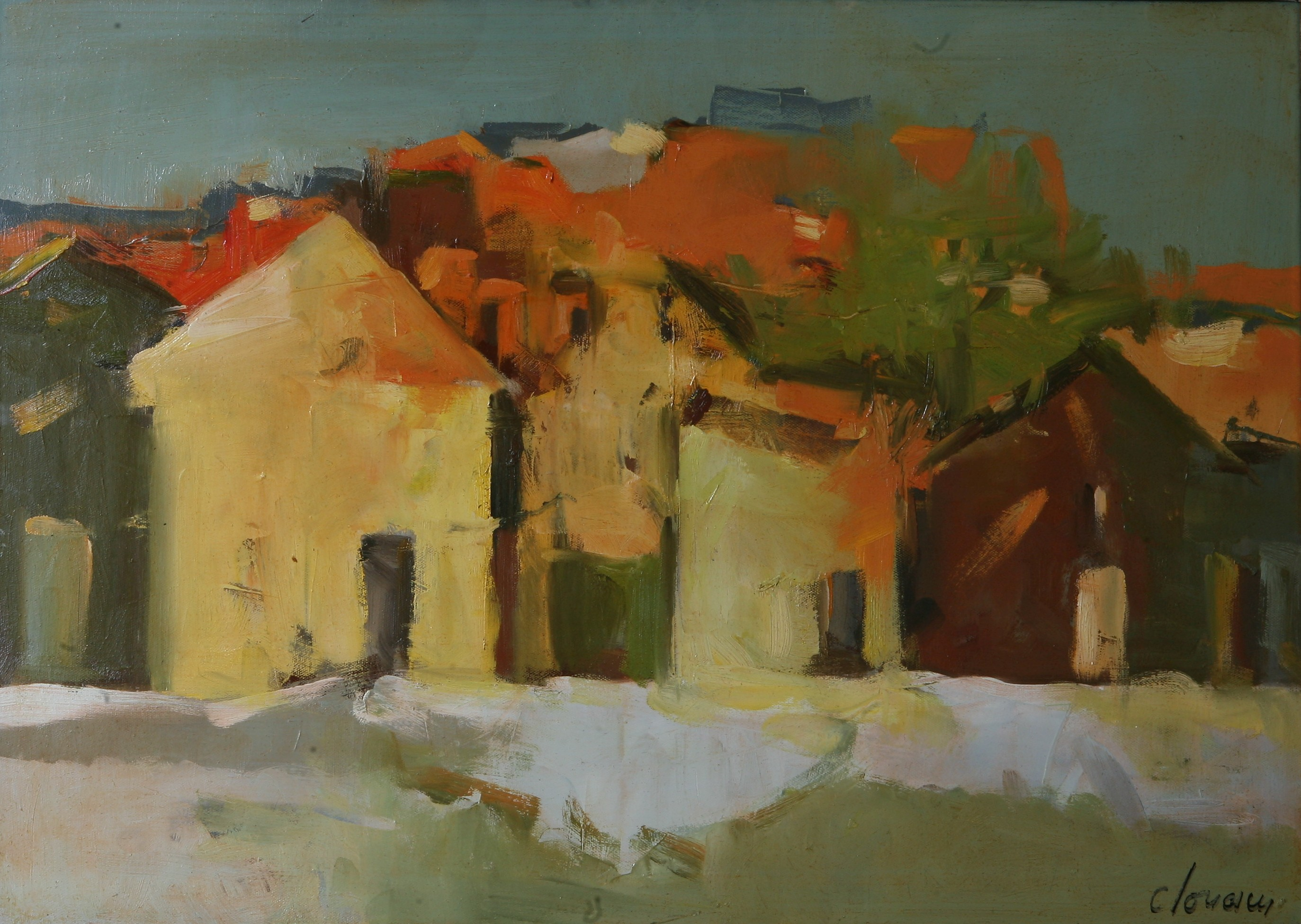
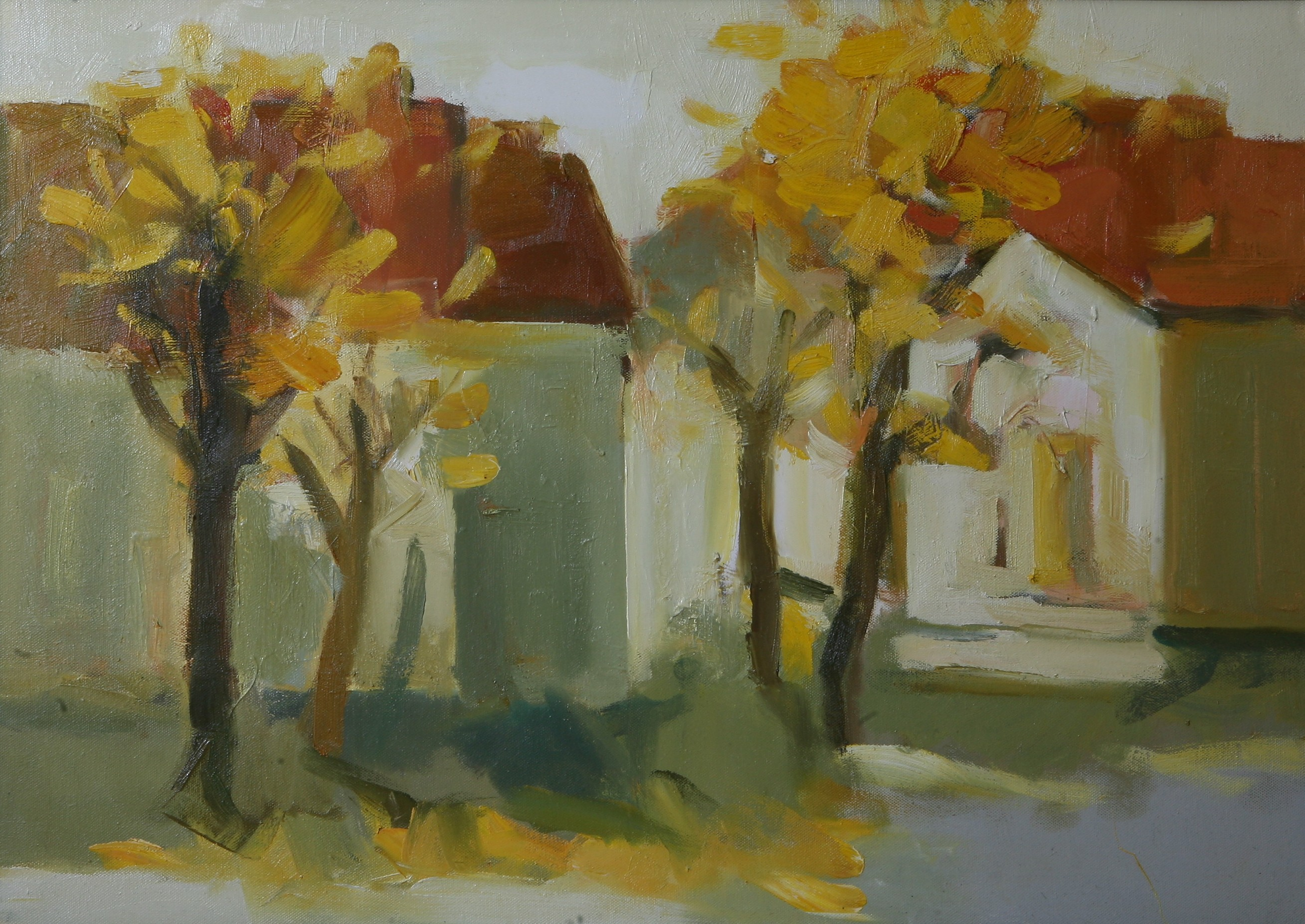
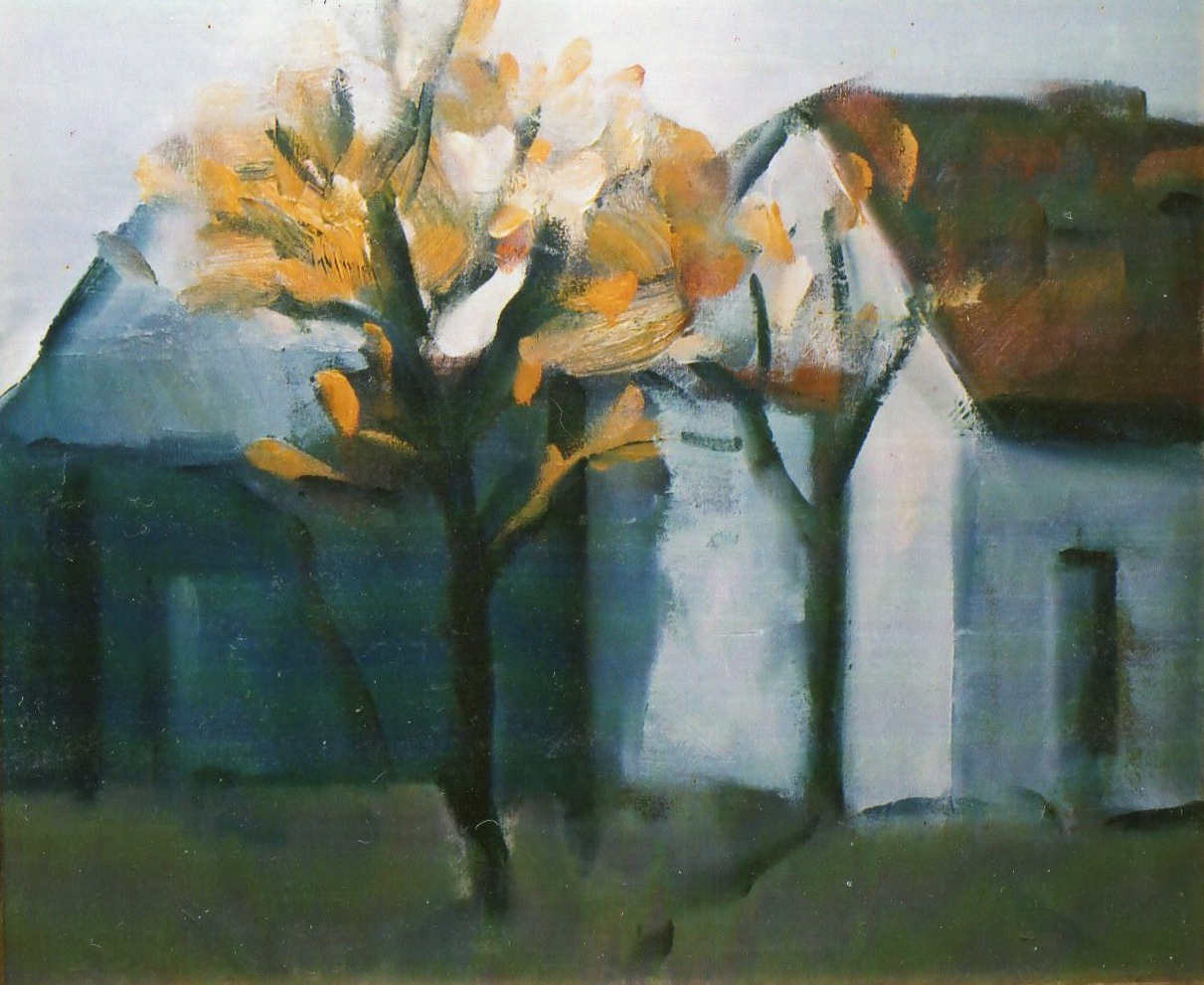

„Tușa largă, concisă, polarizează energiile venite din însăși componența afectivă a personalității sale, instituind o notă de ordine în structura imaginilor, de firească aplecare spre noianul de înțelesuri ale formelor. Rezumând "Atitudini", lucrările sale, în care analizează plastic mișcarea chipului uman, sunt o propunere de rezolvare, dintr-un alt unghi, a conflictelor fără patimi din zona figurativului. Viziunea modernă cu vizibilă tendință spre sinteză și simplitate conferă discursului său o încărcătură spirituală aparte.”—Veronica Marinescu: Atitudini, în Curierul Național, nr. 3066, 3 aprilie 2001

### Grafică

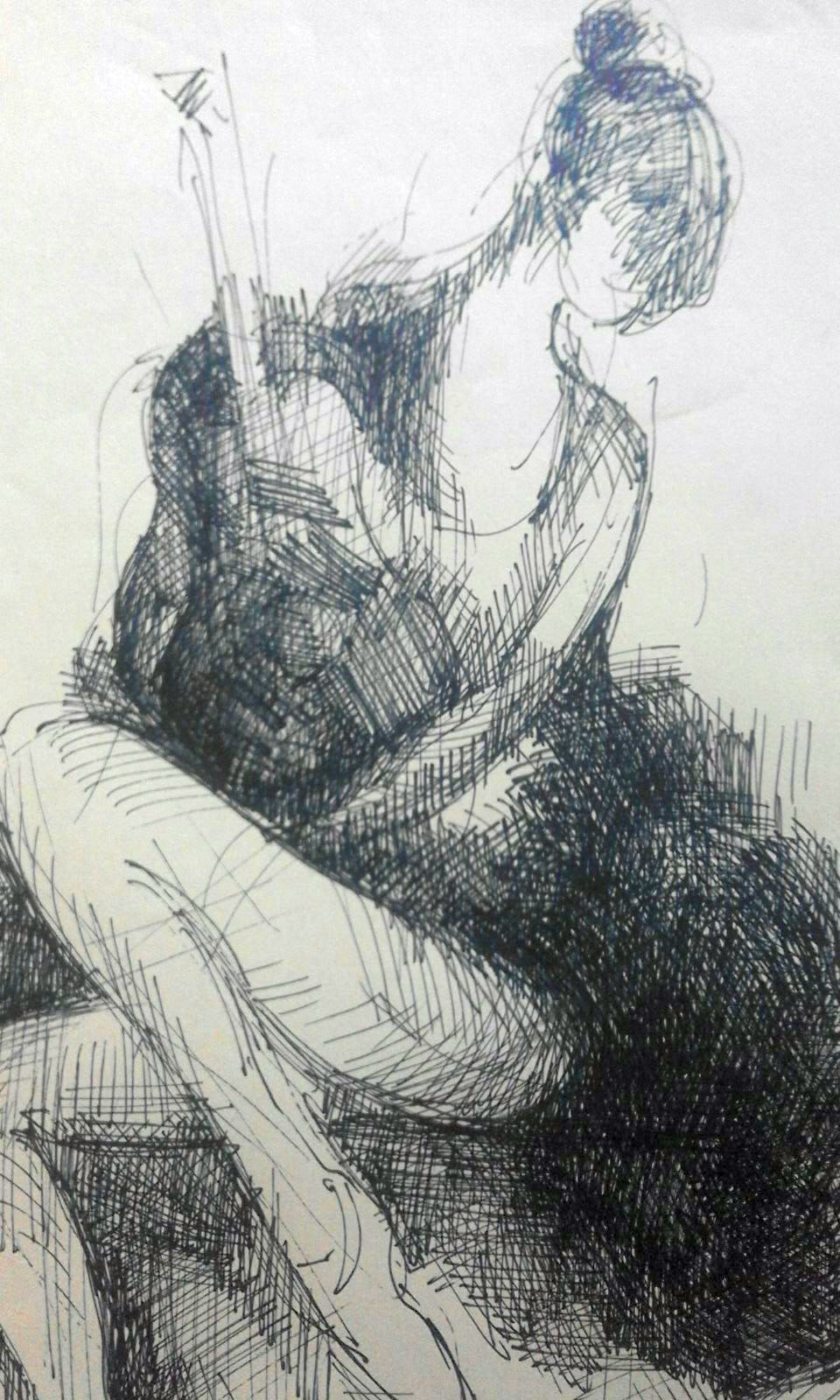
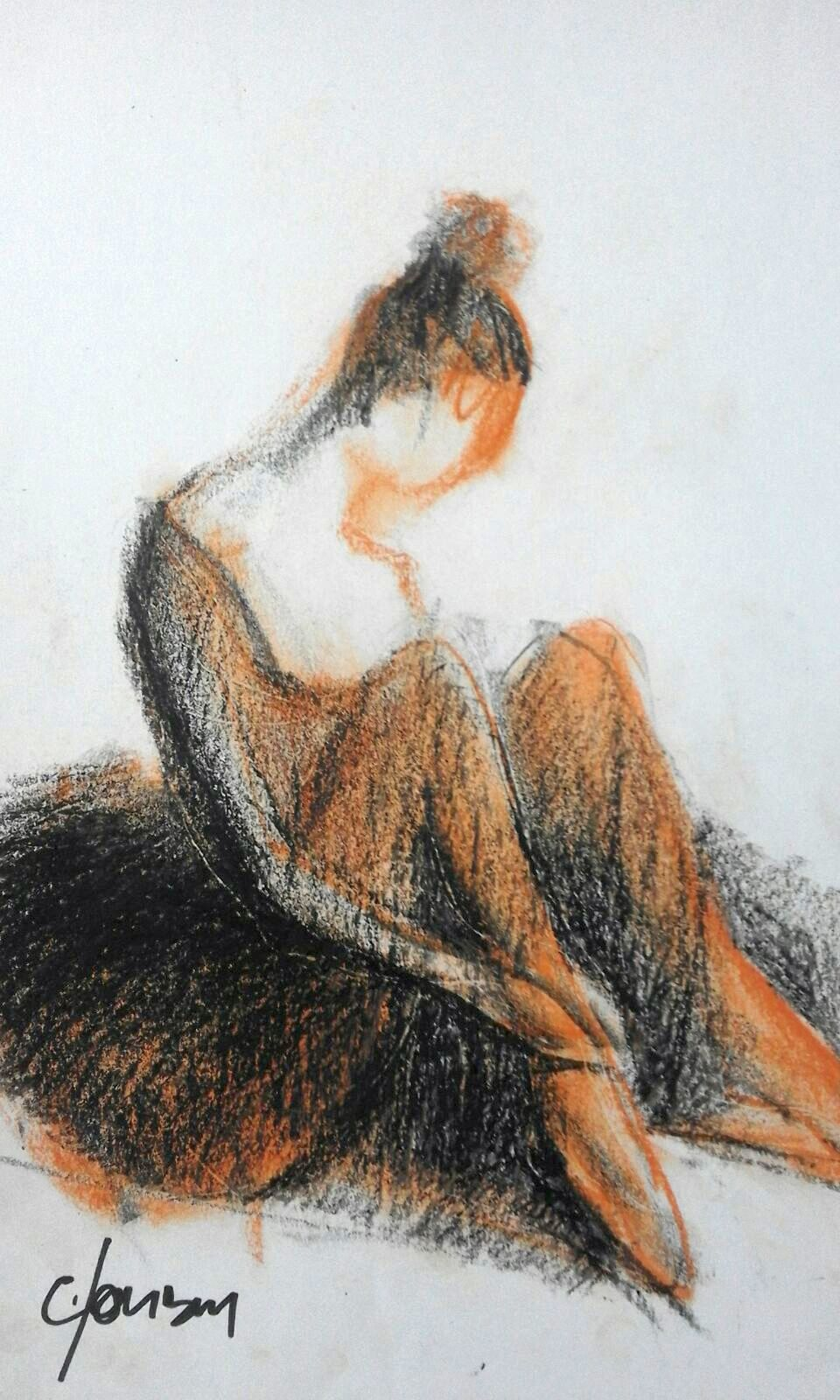
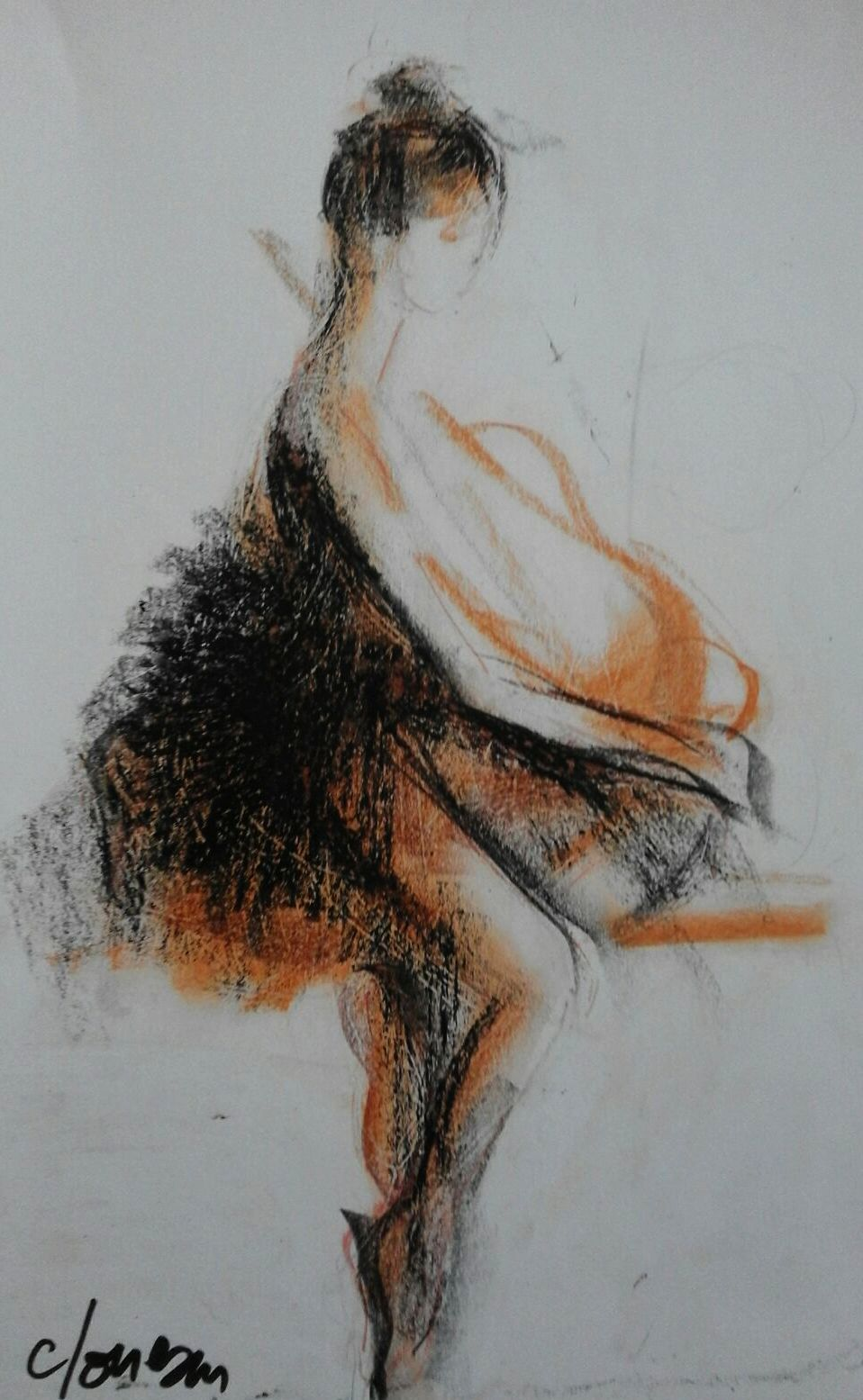
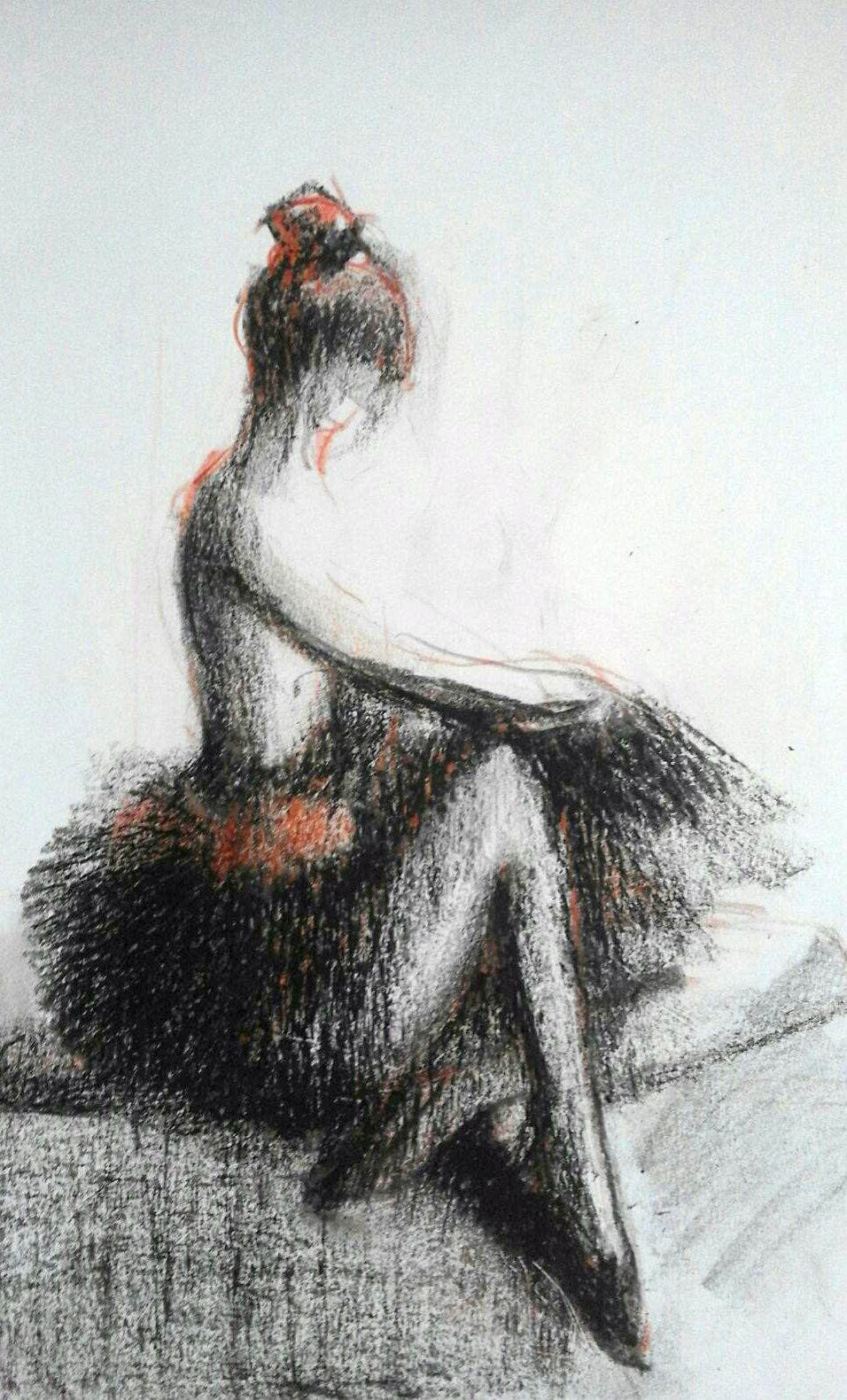
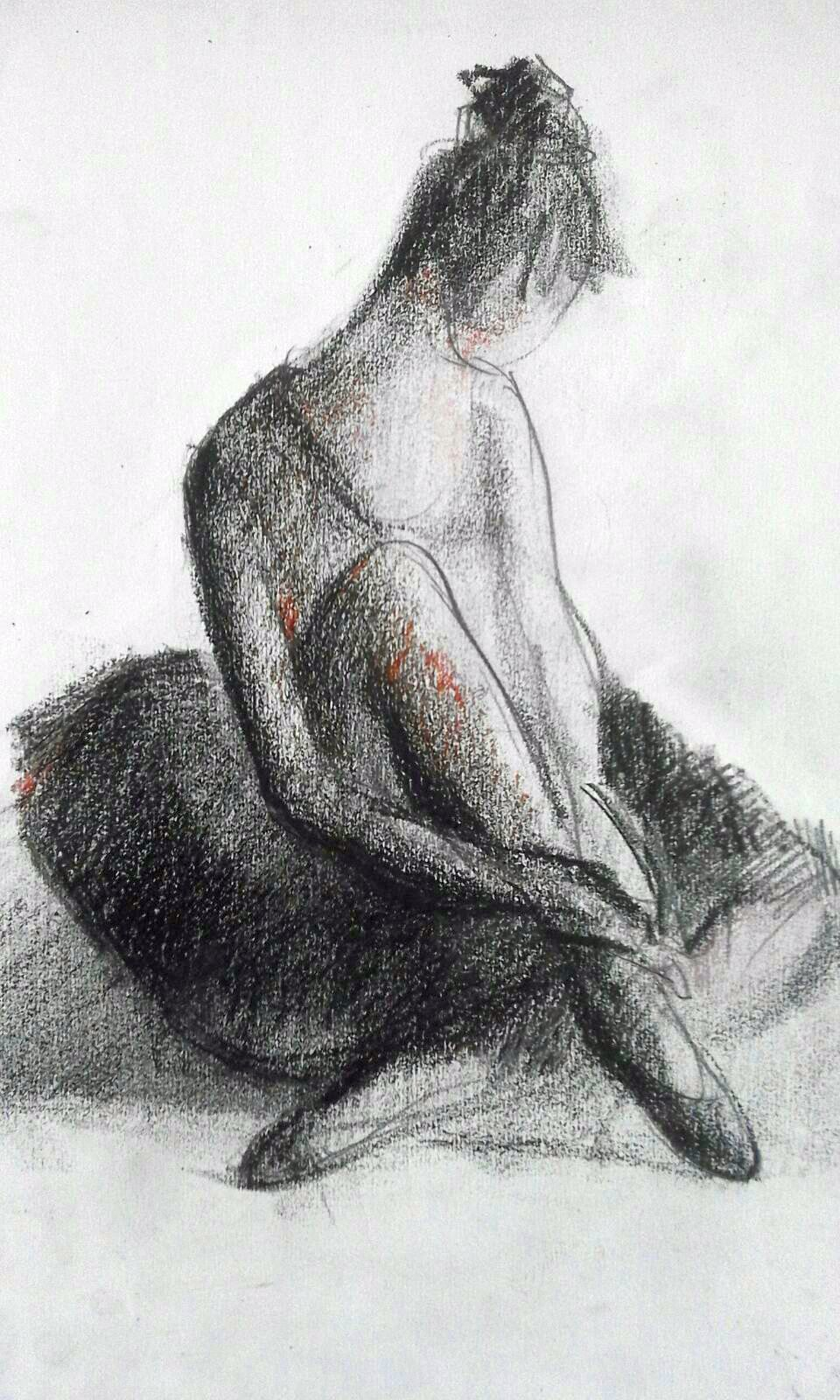
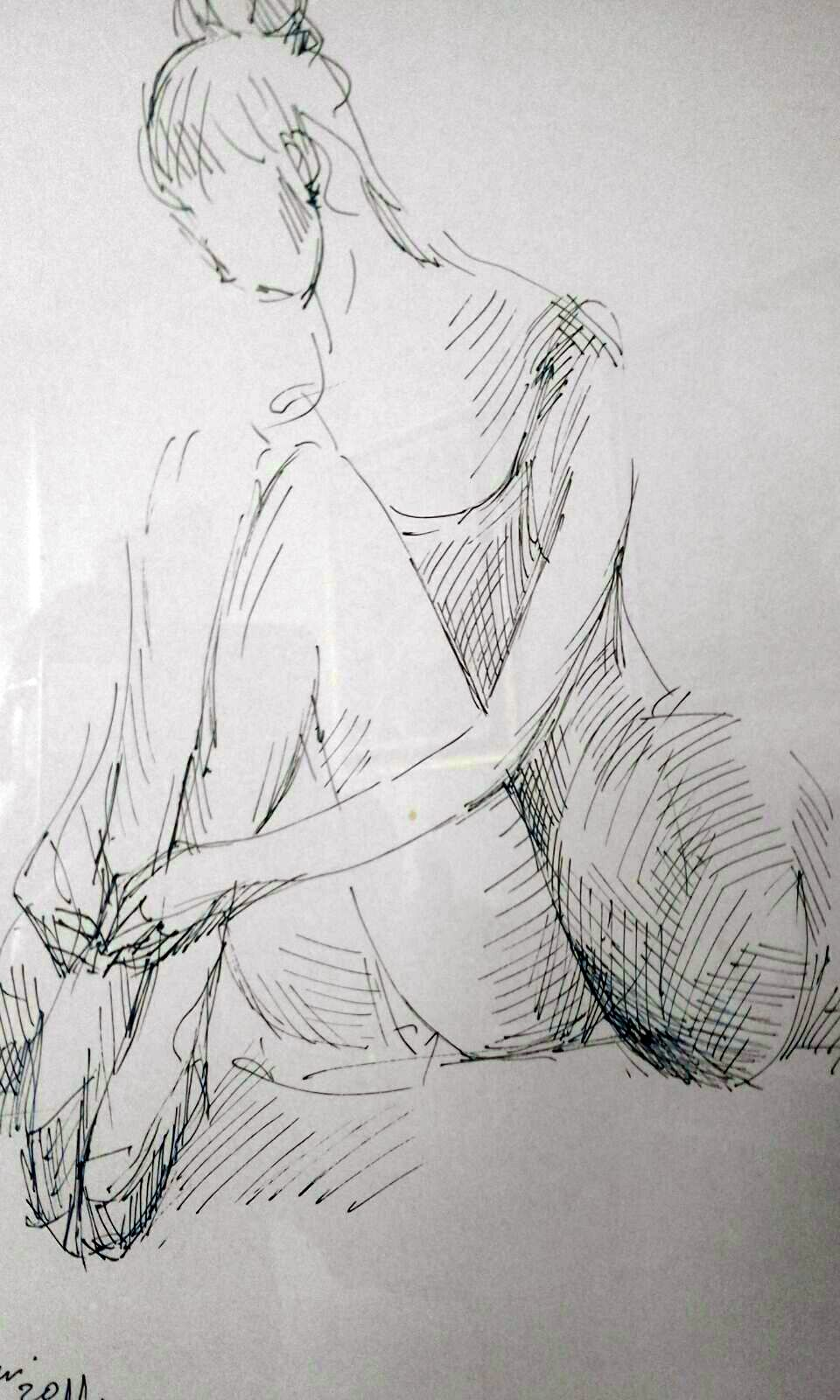
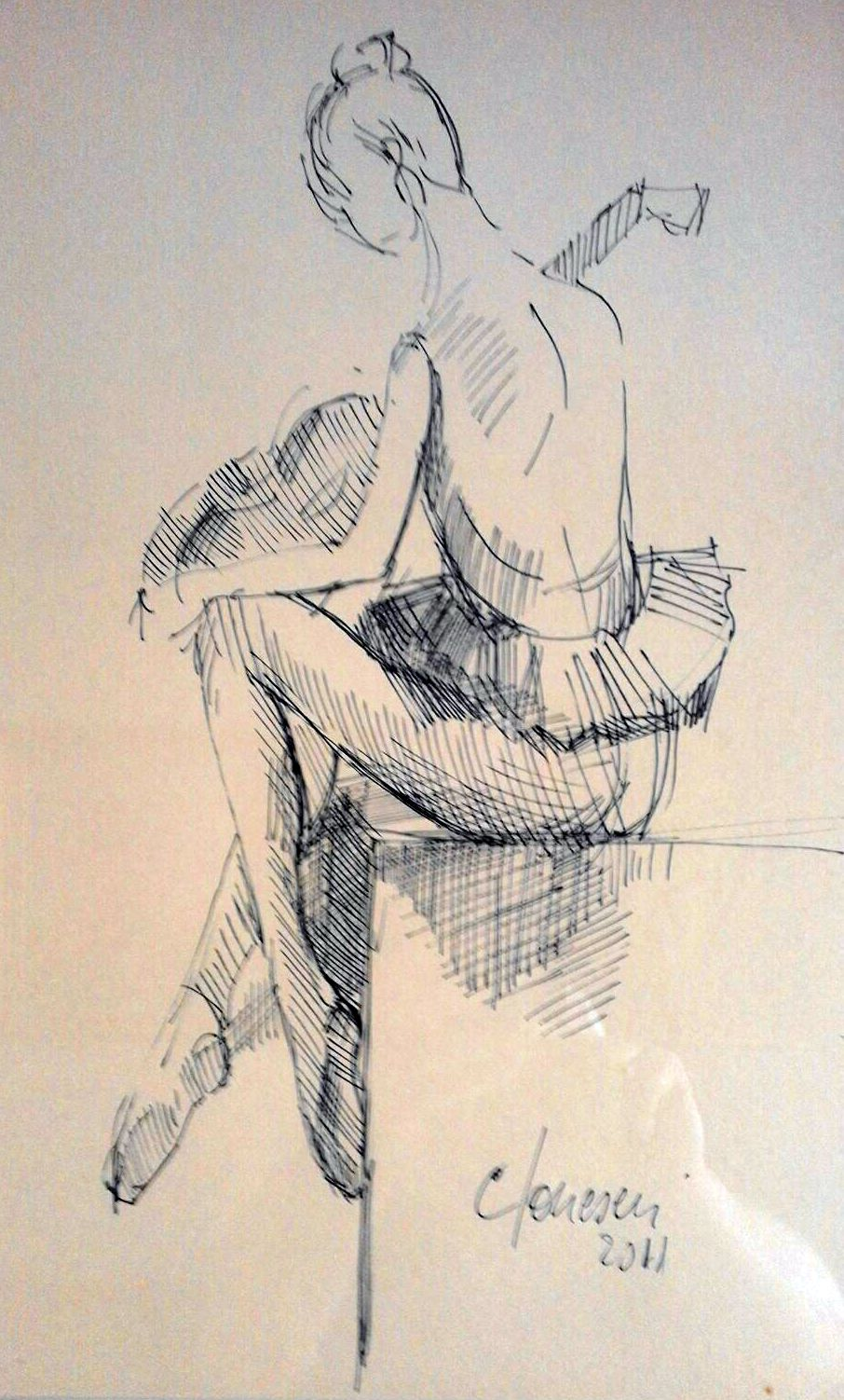
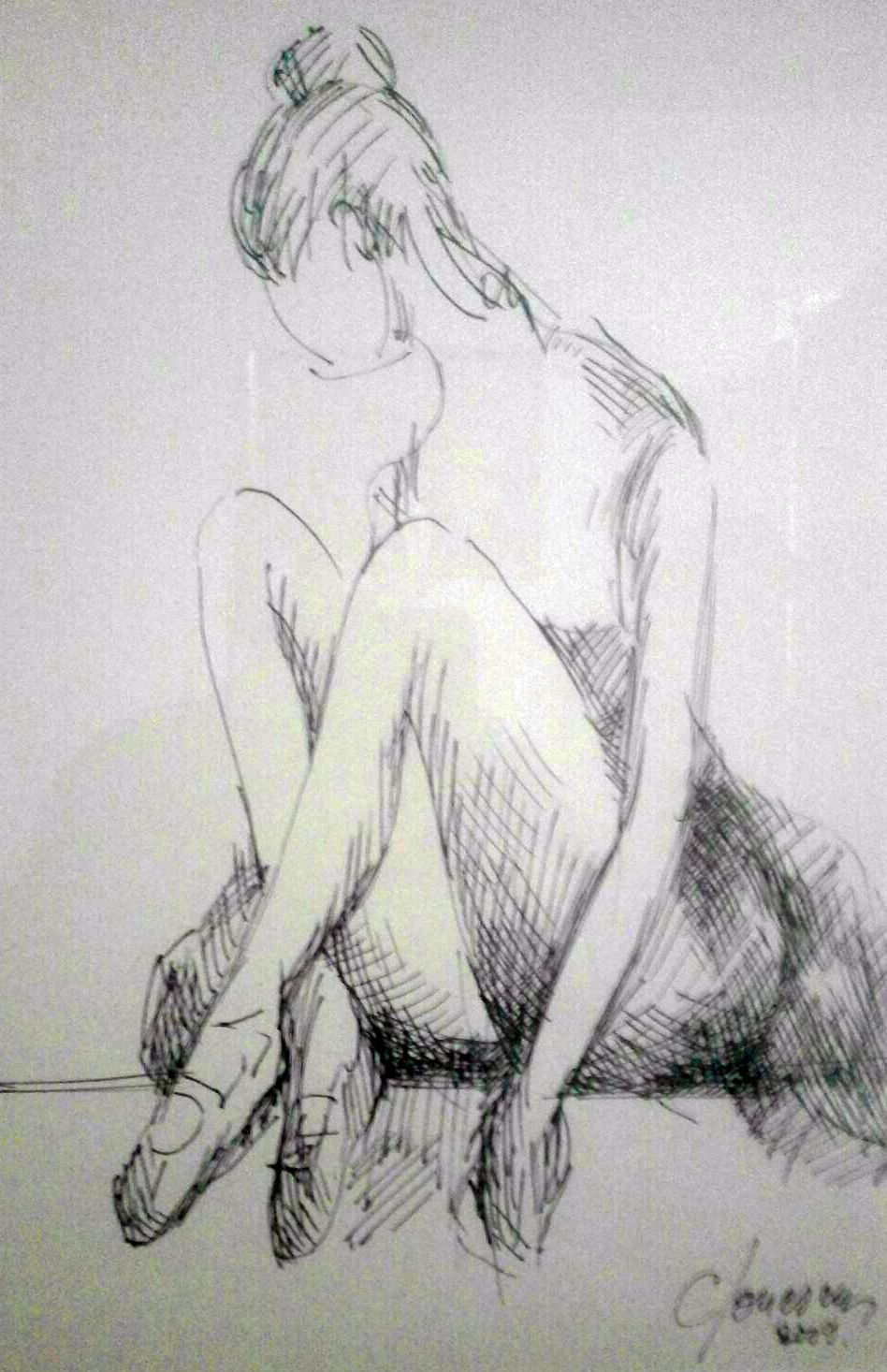

„La capătul unui secol artistic agitat și rebel, în care se pare totul a fost spus, artistul care caută în continentul expresivității zone încă neexplorate și fertile devine un fel de ciudățenie. El poate fi perceput ca un "caz",  dar și ca un posibil model pentru utopia regăsirii valorilor intrinseci actului artistic. Un astfel de personaj este și Corneliu Ionescu, pictor prin substanța ființei sale, preocupat până la obsesie de găsirea unui privilegiat loc propriu, distinct și definitoriu.”—Virgil Mocanu: Corneliu Ionescu - Luminoasa melancolie, în INFOArt, Galeriile Orizont, august - septembrie 1997

## Expoziții

### Expoziții personale
- 2016 - Expoziție la Cercul Militar Național împreună cu pictorul Sorin Adam[19]

- 2015 – „Galeria Artelor” – Cercul Militar Național și Galeria Simeza, București
- 2014 – Muzeul de Artă din Pitești
- 2013 - „Galeria Artelor” – Cercul Militar Național
- 2012 – UArt Gallery și Palatul Șuțu
- 2011 – „Galeria  Artelor” – Cercul Militar Național
- 2010 – Galeria Regală – Casino Sinaia[20][21] și Galeriile Orizont, București
- 2009 – Galeria GalAteCa, București, Galeriile Municipiului București și Galeria de Artă din Câmpulung Muscel

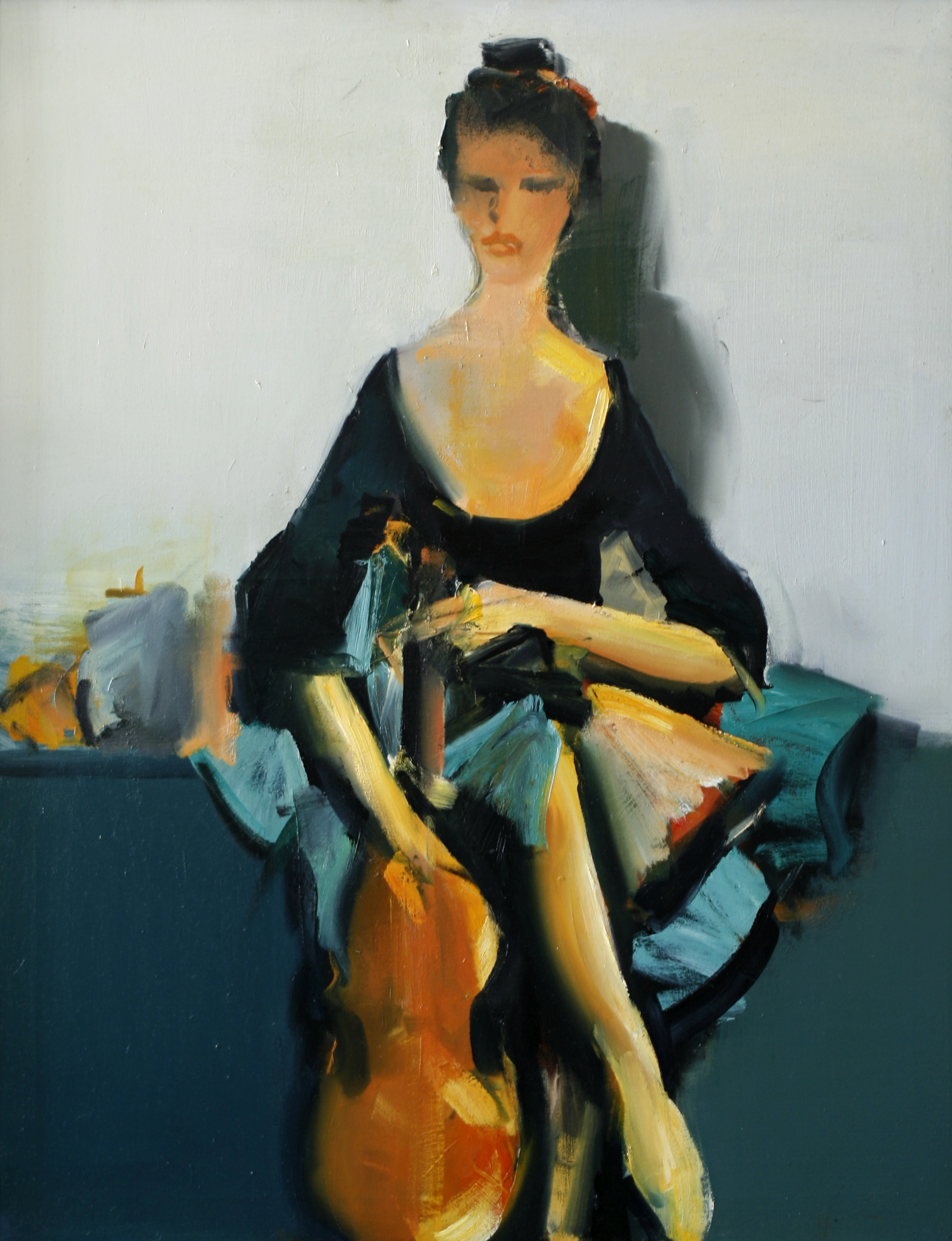
Feminitate

- 2008 – Galeria GalAteCa, București și Galeria Orizont, București
- 2007 – Galeria GalAteCa, București
- 2006 – Galeria GalAteCa, București
- 2005 – Galeriile Orizont, București și Galeria GalAteCa, București
- 2004 – Galeria Uzin Import Export, București și Galeria GalAteCa, București
- 2003 – Casa Vernescu, București și Galeria GalAteCa, București
- 2002 – Galeriile Municipiului București și Galeriile Orizont București
- 2000 – Galeriile Municipiului București
- 1999 – Galeriile Municipiului București
- 1998 – Institutul Francez București
- 1997 – Muzeul Național de Artă, sala “Auditorium”, București și Galeria Orizont, București
- 1996 – Consulatul S.U.A la București
- 1989 – Galeriile de Artă ale Municipiului București și Costinești
- 1980 – Galeria Tehnic Club din Pitești
- 1979 – Galeriile Amfiteatru din București
- 1978 – Teatrul Mic din București

### Expoziții personale în străinătate
- 1994 – Centrul Cultural Român din Paris și Centrul Cultural Român din Viena
- 1991 – Academia Română din Roma

### Expoziții de grup
- 2016 – Muzeul Hărților și cărților vechi, București
- 2010 – Aniversare Promoția 1980, pictură – Galeria Galateca[22]

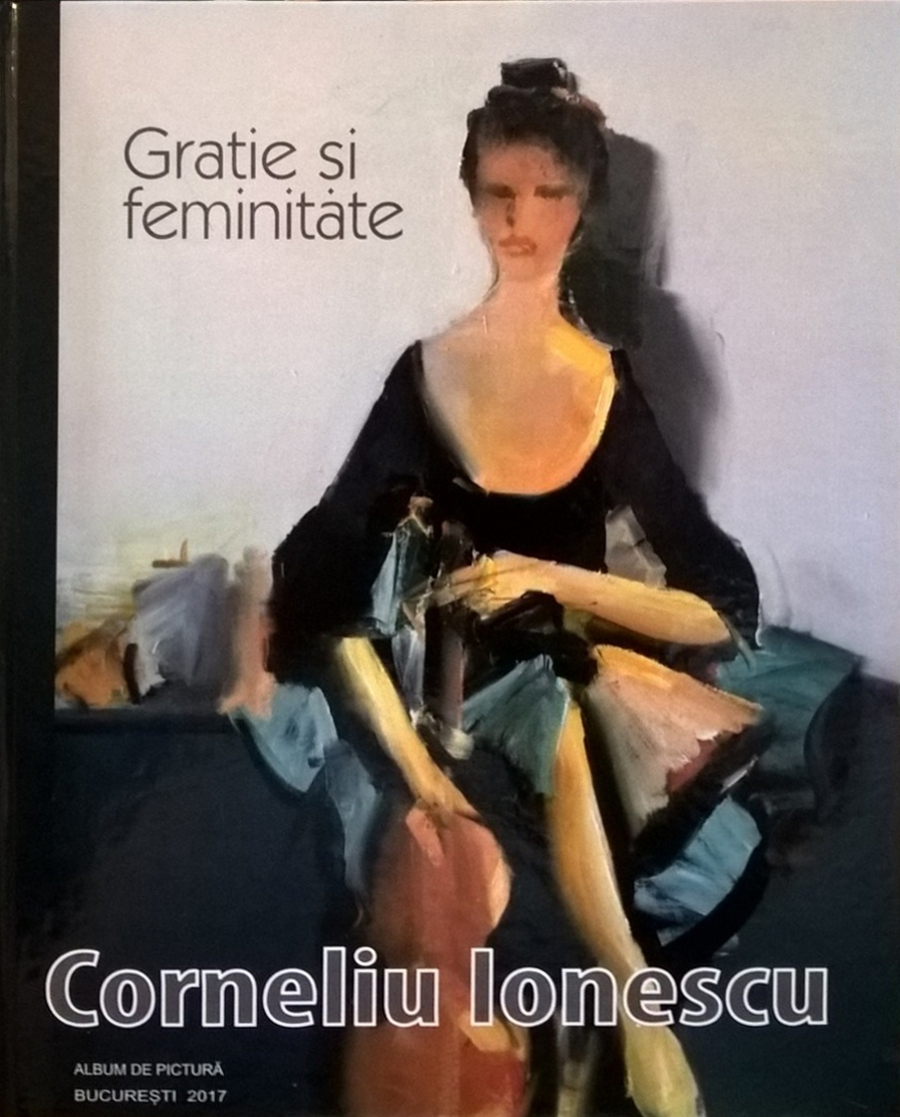
Albumul de pictură - Grație și feminitate - București, septembrie 2017

- 2009 – „Omagiu femeii” – Galeria Apollo din București
- 2008 – „Feminism, feminitate” – World Trade Center din  București și “Culorile feminitătii” – Elite Art Club UNESCO, București
- 2006 – Culorile francofoniei – Palatul CEC din București
- 2004 – Casa Vernescu din București
- 1993 – Expoziția „Flori”, Galeriile Dominus din București și Expoziția omagială „Petrașcu”, Târgoviște
- 1991 – Salonul anual de pictură și sculptură, Teatrul Național din București
- 1989 – Expoziția republicană de pictură și sculptură a tineretului, Sala Dalles
- 1988 – Salonul municipal de pictură și sculptură, Muzeul Național de Artă
- 1987 – Salonul municipal de pictură și sculptură, Muzeul Național de Artă
- 1986 – Expoziția republicană de pictură și sculptură, Sala Dalles și Salonul municipal de pictură și sculptură, Muzeul Național de Artă București
- 1985 – Expoziția municipală de pictură și sculptură, Muzeul Național de Artă
- 1984 – Expoziția republicană de pictură și sculptură a tineretului, Sala Dalles
- 1983 – Expoziția omagială „1918”, Sala Dalles
- 1982 – Expoziția „Pacea”, Sala Dalles și Expoziția republicană a tineretului, Sala Dalles
- 1981 – Festival național, faza finală, Sala Dalles, Expoziția republicană de pictură și sculptură a tineretului, Sala Dalles și Expoziția municipală de pictură și sculptură, Muzeul Național de Artă
- 1980 – Salonul anual de pictură și sculptură, Sala Dalles, Salonul municipal de pictură și sculptură, Muzeul Național de Artă și Expoziție colectivă, Sala Dalles
- 1978 – Bienala Tineretului, Iași și Expoziție itinerantă de artă plastică
- 1977 – Salonul anual de pictură și sculptură, Sala Dalles, București și Festivalul studențesc, Sibiu

Lucrările sale se află în colecții particulare din România, Italia, Franța, Germania, Austria, Suedia, Japonia, Elveția, Canada, Chile, Turcia și Australia.

## Premii
- 1977 – Laureat al Festivalului Național de Artă Studențească
- 1980 – Premiul revistelor „Amfiteatru”, „Viața Studențească”
- 1982 – Bursa de atelier „Frederic Stork”
- 2004 – A fost distins cu Ordinul Meritul Cultural în grad de cavaler[23] de președintele României Ion Iliescu.